# Tchoiria
Tchoiria is een geslacht van uitgestorven reptielen, waarvan de vertegenwoordigers leefden in het Vroeg-Krijt. Het geslacht wordt tot de orde Choristodera gerekend, een groep van aan het water aangepaste reptielen. De laatste vertegenwoordigers van deze orde stierven uit in het Mioceen.
Er zijn twee soorten beschreven: Tchoiria namsari en Tchoiria klauseni. Beide soorten bereikten inclusief staart een lengte van ongeveer één tot anderhalve meter en hadden een amfibische levenswijze. Het lichaam was sterk aan het leven in het water aangepast en had een bouw die vergelijkbaar was met die van de krokodilachtigen. Ze hadden een carnivoor dieet en lange smalle kaken met spijkervormige tanden.
Over de levenswijze is niet veel bekend. Waarschijnlijk werden de eieren in een nest begraven en vertoonde Tchoiria een zekere mate van broedzorg, net als de huidige krokodillen. Beide soorten stierven aan het eind van het Vroeg-Krijt uit, toen het klimaat droger en kouder werd met als gevolg dat er minder waterrijke milieus kwamen en minder geschikte prooidieren waren. De Choristodera overleefde als groep nog tot in het Vroeg-Mioceen.

## Vondst en naamgeving
In 1975 werden in de Chinese provincie Liaoning de resten van een reptiel gevonden dat behoorde tot de orde der Choristodera en sterke gelijkenis vertoonde met de andere choristodere, Champsosaurus. Het reptiel kreeg de naam Tchoiria namsari, gebaseerd op het holotype PIN 3386/1, het enige gevonden fossiel van Tchoiria namsari. De resten bestonden uit een incompleet skelet en een schedel, waarvan kleine fragmenten ontbraken. Omdat Tchoiria namsari de eerst benoemde soort uit het geslacht Tchoiria was, werd het de typesoort.

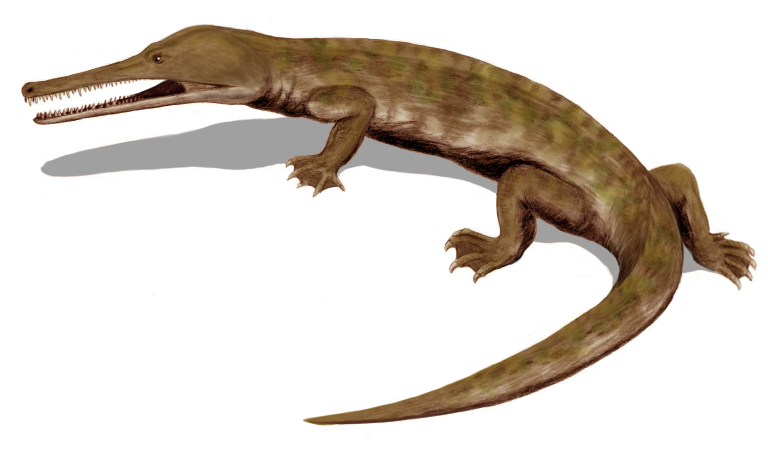
Champsosaurus vertoonde sterke gelijkenis met het in 1975 gevonden fossiel van Tchoiria namsari, maar week in verschillende opzichten sterk af, bijvoorbeeld wat betreft de constructie van de tanden en kaken.

Vier jaar nadat de eerste soort van Tchoiria was ontdekt, werden in 1979 de resten van een vermeende tweede soort ontdekt, eveneens in Liaoning. Dit dier werd Tchoiria magnus gedoopt. In 1981 bleek dat het hier niet om een soort van het geslacht Tchoiria, ging, maar om een nauw verwant geslacht uit de familie der Simoedosauridae, Ikechosaurus. Van Ikechosaurus werden al eerder fossielen gevonden. Deze waren echter van de typesoort, Ikechosaurus sunailinae.
Acht jaar na de ontdekking van Tchoiria namsari meende men andermaal restanten van een nieuwe Tchoiria-soort gevonden te hebben, ditmaal in de Hühteeg-formatie bij Hüren Dukh (Mongolië). De soort kreeg aanvankelijk de naam Tchoiria egloni. Uiteindelijk werd besloten dat de nieuwe soort niet tot het geslacht Tchoiria behoort, maar een nieuw geslacht vertegenwoordigt. De soort werd herdoopt tot Irenosaurus egloni. Irenosaurus en Tchoiria leefden weliswaar in dezelfde periode en hetzelfde gebied en waren beide leden van de orde der Choristodera, maar ze waren niet nauw verwant. Dit is een typisch voorbeeld van convergente evolutie. Tchoiria behoort tot de onderorde der Neochoristodera, terwijl Irenosaurus een veel basalere plek in de Choristodera-stamboom heeft ingenomen, vlak boven Lazarussuchus. Er dienen echter meer resten van Irenosaurus gevonden te worden om meer zekerheid over deze plaats in de cladistiek te krijgen.
Dertig jaar nadat de eerste resten van een Tchoiria-soort werden gevonden, werden in 2005 opnieuw resten gevonden van een dier dat sterk op Tchoiria namsari leek. De resten bestonden uit een onvolledig skelet en een schedel, waarvan enkele fragmenten ontbraken. Nader onderzoek toonde aan dat het hier werkelijk om een soort van het geslacht Tchoiria ging. Deze resten weken niet alleen morfologisch af van die van Tchoiria namsari, ze werden zowel in Mongolië als in China gevonden. De soort werd Tchoiria klauseni gedoopt.

## Anatomie en morfologie

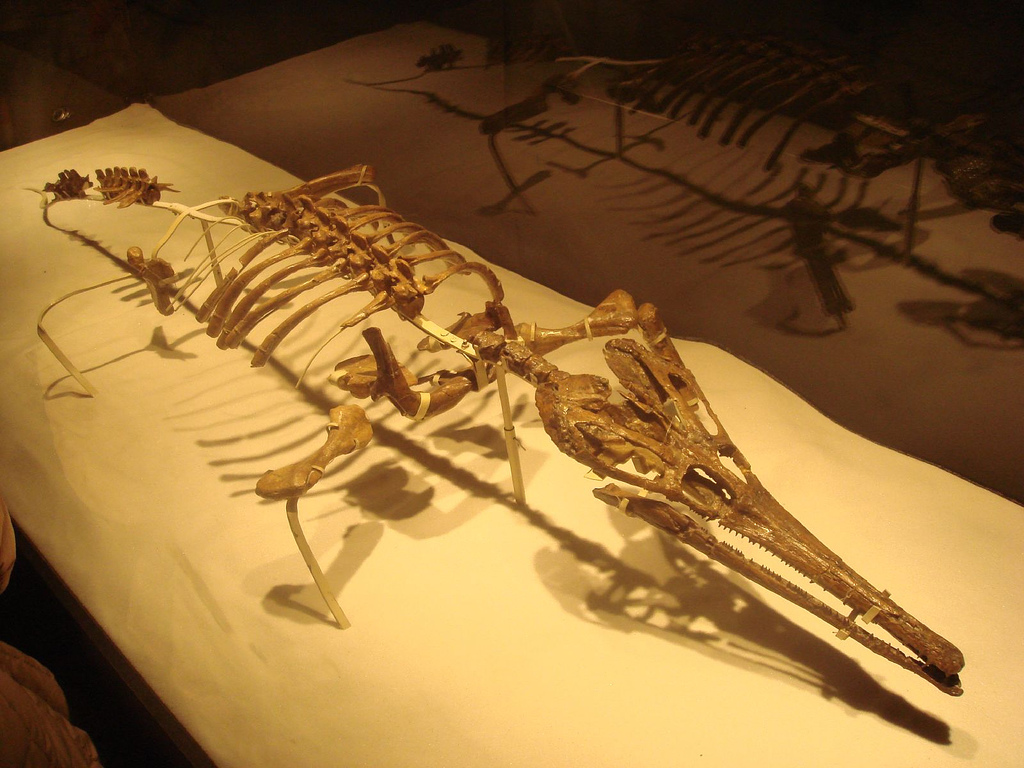
Volledig skelet van Tchoiria in het Experimentarium in Denemarken.

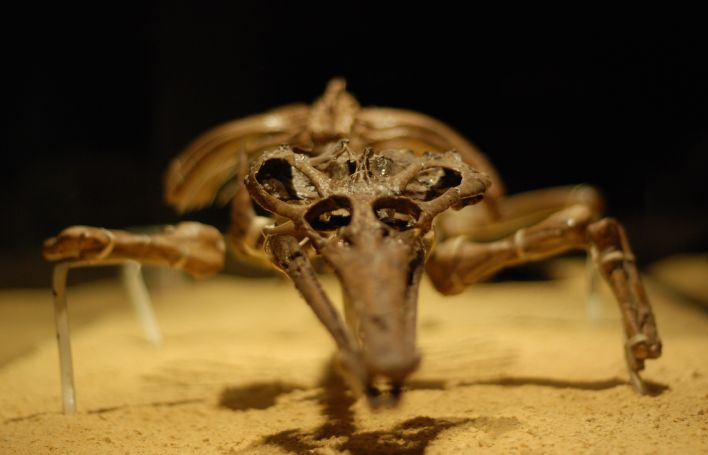
Voorzijde van het skelet van Tchoiria in het Experimentarium in Denemarken. De schedel is op deze foto goed te zien.

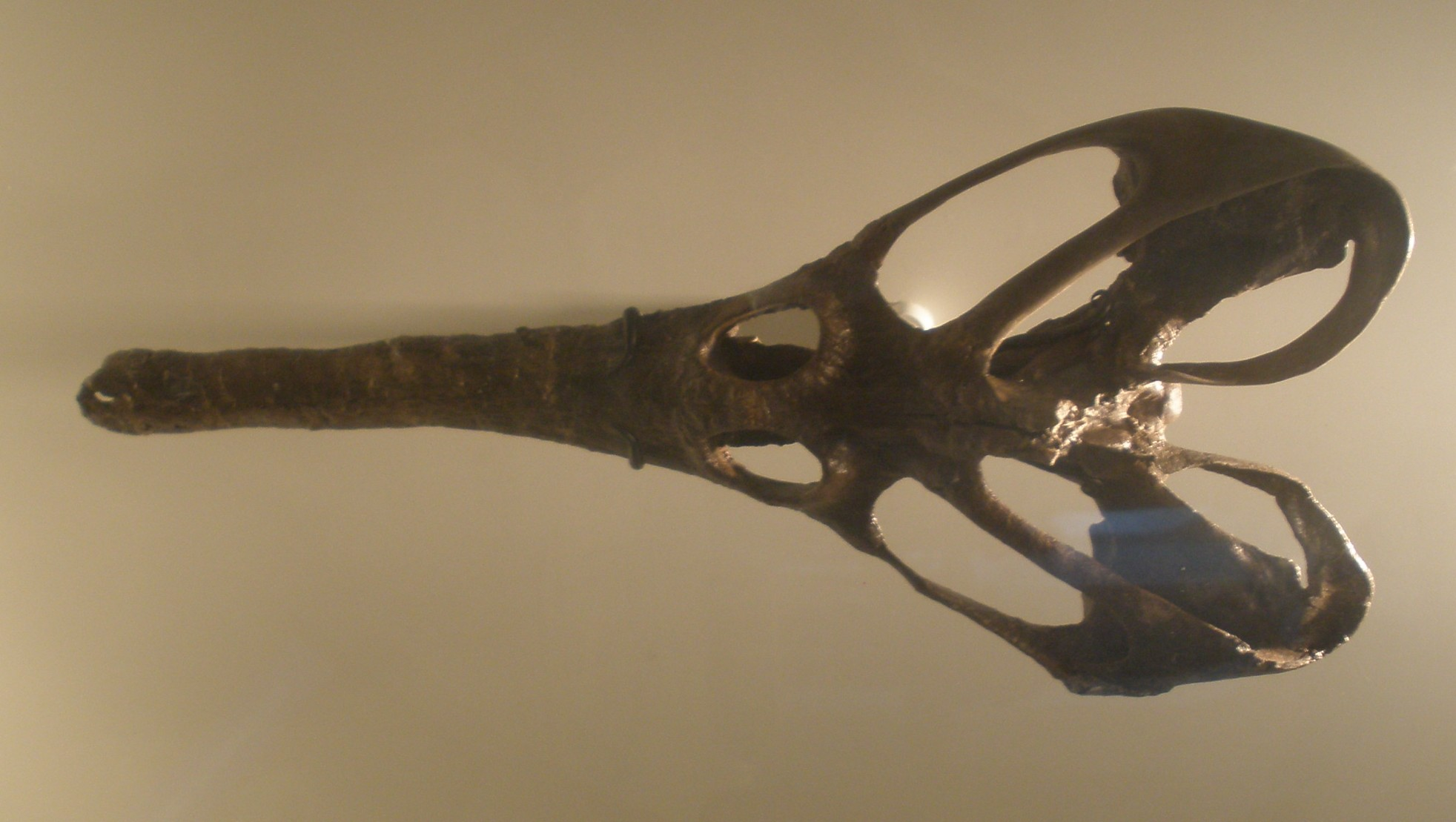
Bij deze schedel van de verwante choristodere Champsosaurus laramienensis zijn de grote openingen achter de oogkassen goed te zien.

Qua uiterlijk leek Tchoiria op een krokodilachtige met dunne kaken, zoals tegenwoordige gavialen, hoewel Tchoiria en andere leden van de Choristodera niet direct verwant zijn met de krokodilachtigen. Omdat beide groepen waterdieren waren met een vergelijkbare levenswijze, was sprake van convergente evolutie. Tchoiria had een gemiddelde lengte voor een lid van de familie der Simoedosauridae. Met een lengte tot anderhalve meter was Tchoiria echter klein vergeleken bij grote soorten van het verwante geslacht Champsosaurus die wel drie meter lang konden worden.

### Huid
De huid week af van die van krokodilachtigen en bevatte geen verbeende insluitingen, ook wel osteodermen genoemd. De huid was bedekt met kleine, niet-overlappende schubjes, zoals bij hagedissen en varanen. De staart was glad en enigszins zijwaarts afgeplat. Waarschijnlijk bevatte de huid weinig onregelmatigheden, wat ook zou gelden voor andere leden van de Choristodera. Dit is gebleken uit een huidafdruk van een mogelijk lid van de familie der Champsosauridae, vermoedelijk Champsosaurichnus.

### Schedel
De neusgaten zaten op de punt van de snuit en niet op een hoger gelegen knobbel zoals bij krokodilachtigen. Net als hedendaagse krokodilachtigen hoefde Tchoiria zijn kop slechts een klein stukje uit het water op te tillen, waardoor hij een potentiële prooi ongezien kon naderen en verrassen. Tchoiria kon gewoon ademen bij het bespieden en benaderen van de prooi.
De ogen zaten goed ingebed in de beschermende oogkassen, hoog en in het midden van de schedel, waardoor ze naar boven gericht stonden. Tchoiria had daardoor bij het kijken boven water wel een kleiner gezichtsveld dan moderne krokodilachtigen. Tchoiria zou zijn kop dan hoger uit het water hebben moeten tillen, waardoor prooien hem misschien eerder konden opmerken.
De grote gaten achter in de schedel, achter de oogkassen, lijken op het eerste gezicht de oogkassen te zijn, maar in feite zijn dit grote gaten die de schedel lichter maken. Aan de richels boven de gaten zaten zeer grote kaakspieren bevestigd, die voor een grote bijtkracht zorgden. De kaken konden ook zeer snel dichtklappen, iets dat soms moeilijk gaat in het water, zeker met de lange kaken van Tchoiria.
De kop van Tchoiria had lange kaken die voorzien waren van rijen spijkervormige tanden. De tanden waren iets breder dan spijkers en hadden geen kartelranden. Zij leken oppervlakkig op die van de nijlkrokodil, maar waren scherper en kleiner. Voor in de bek waren de tanden het grootst. Ze stonden hier iets naar achter gebogen. Dit kwam doordat de punt van de snuit naar onder wees en daardoor een hoek van zo'n honderdtwintig graden maakte. Aan het begin van de hoek gaat de kaak namelijk abrupt omhoog. De bovenkaak was een klein stukje langer dan de onderkaak en daardoor paste de onderkaak precies in deze hoek, wat ervoor zorgde dat de tanden in de bek waarschijnlijk niet zichtbaar waren als de bek gesloten was. Dit zorgde voor een kleine overbeet, iets dat wel vaker gezien wordt bij krokodilachtige roofdieren zoals leden van de orde der Phytosauria, leden van de familie der Proterosuchidae, leden van de familie der Erythrosuchidae, andere leden van de Choristodera als Champsosaurus en Simoedosaurus en bij sommige uitgestorven en levende krokodilachtigen zoals leden van de familie der Protosuchidae en de hedendaagse gangesgaviaal. Deze hoek belette het prooidier om te ontsnappen als het eenmaal gevangen was. Ook op het verhemelte zaten tanden. Deze waren in twee rijen verdeeld en waren ook bedoeld om de prooi de mogelijkheid tot ontsnapping te ontnemen. Deze tanden stonden zeer scherp naar achteren en laten zien dat Tchoiria niet tot de meer afgeleide archosauromorfen behoort. Vele primitieve geslachten hadden dit. De spijkerachtige tanden waren ideaal voor het vangen van snelle en glibberige vis. Het is niet bekend of er nieuwe tanden in de plaats kwamen als er oude tanden beschadigd waren of uitvielen, zoals bij krokodilachtigen het geval is.
De kaken van Tchoiria waren lang en dun, en hoewel ze er kwetsbaar uitzagen waren ze sterker dan ze leken. In het water waren ze zeer handig omdat ze gestroomlijnd waren, hoewel sommige verwante geslachten als Champsosaurus zulke lange kaken hadden dat deze hen afremden. Zijn lange kaken gaven Tchoiria een silhouet dat op een uitgerekte torpedo lijkt.

### Ruggengraat
De schedel was horizontaal bevestigd aan de ruggengraat. Dit duidt erop dat Tchoiria moeilijk of niet op twee poten kon lopen, zoals de meeste reptielen. De ruggengraat was erg lang en zeer slank. De wervels hadden geen rare uitsteeksels of oneffenheden, hoewel de wervelkolom bij de staart iets afgeplat was. De ruggengraat zat ook horizontaal aan het bekken vast, evenals de staart. De staart was iets minder lang dan het lichaam en de kop samen en lichtelijk afgeplat. Het einde van de staart was spits. Er zat geen vin aan, zoals bij walvissen, ichthyosauriërs of leden van de familie der Metriorhynchidae binnen de krokodilachtigen en ook geen peddel, zoals bij leden van de familie der Mosasauridae binnen de Squamata.

### Ledematen
De poten waren vrij kort en niet geschikt om te rennen of te springen. De poten waren wel aangepast aan de zwemmende levenswijze. Hierdoor liep Tchoiria vermoedelijk op een manier die ook gezien wordt bij hedendaagse krokodilachtigen. Dat wil zeggen dat het reptiel met de buik over de grond sleepte of zich net boven de bodem bewoog. De robuuste poten konden langs het lijf gevouwen worden als Tchoiria met zijwaartse golfbewegingen zwom. De voeten hadden vijf lange tenen met grote klauwen. Mogelijk zaten er tussen de tenen zwemvliezen.

### Algemene opbouw van het skelet
1. Neusgat
2. Onderkaak
3. Oogkas
4. Aanhechtingsplaats voor de kaakspieren
5. Halswervels
6. Spaakbeen en ellepijp
7. Opperarmbeen
8. Schouderblad
9. Ribbenkast
10. Borstwervels
11. Dijbeen
12. Staartwervels
13. Heupbeen

## Stofwisseling
Net als andere leden van de Choristodera was Tchoiria koudbloedig en dus sneller moe dan warmbloedige dieren. Tchoiria kroop daarom 's morgens vroeg aan land om de eerste zonnestralen op te vangen en om zo op te warmen. Het dier was uitgesproken dagactief. Overdag was het even actief als warmbloedige dieren, maar 's nachts was het traag en onbeholpen. Het is daarom waarschijnlijk dat Tchoiria zijn nachten eventueel in een hol nabij het water doorbracht. Zo kon hij zich schuilhouden als er een groot roofdier naderde.
Koudbloedig zijn heeft ook voordelen. Omdat er niet constant energie wordt besteed om de lichaamstemperatuur hoog te houden, hoeft een koudbloedig dier minder te eten dan warmbloedige dieren. Sommige koudbloedige dieren kunnen wel een half jaar tot negen maanden zonder eten als het moet. Dit gold vermoedelijk ook voor Tchoiria.

## Levenswijze
Vermoedelijk leidde Tchoiria een amfibisch leven. Dit houdt in dat een dier zo'n vijftig procent of meer van zijn tijd in het water doorbracht. Het dier leek namelijk zeer veel op dieren die een amfibische levenswijze hebben of hadden, bijvoorbeeld de krokodilachtigen en de phytosauriërs. De torpedo-achtige vorm duidt hier ook op, net als het feit dat de resten van Tchoiria in alle gevallen werden gevonden in lacustriene afzettingen. Zowel Irenosaurus en Ikechosaurus, die ook ooit tot het geslacht Tchoiria gerekend werden, vertonen dezelfde kenmerken, net als vele andere leden van de Choristodera die gevonden zijn in Liaoning. Voorbeelden zijn Khurendukhosaurus en de plesiosauriër-achtige Hyphalosaurus. Alleen bij hagedisachtige monjurosuchiërs, waaronder Monjurosuchus, is het niet geheel duidelijk of het waterdieren of landdieren waren. Dit geeft de indruk dat een amfibische levenswijze een kenmerk was voor misschien wel alle leden van de orde der Choristodera. Ook de lichtelijk afgeplatte staart van Tchoiria lijkt op een amfibische levensstijl te wijzen.
Noch met betrekking tot de Tchoiria, noch met betrekking tot andere choristoderen behalve Champsosaurus en mogelijk ook Pachystropheus, zijn er aanwijzingen dat het zeedieren waren. Hoogstwaarschijnlijk hield Tchoiria het bij zoet of brak water zoals rivieren, meren en eventueel de mangrove. Mogelijk zwommen vertegenwoordigers van dit geslacht in een enkel geval de zee op, bijvoorbeeld in tijden waarin er weinig voedsel was.
Tchoiria was een goede zwemmer, maar daarvoor moest hij dingen opgeven die handig waren voor het leven op het land. De poten waren bijvoorbeeld niet sterk genoeg om er snel mee te kunnen rennen, springen of klimmen. Tchoiria was daarom kwetsbaar op het land. Toch moest Tchoiria regelmatig naar het land, bijvoorbeeld om te slapen, eieren te leggen en mogelijk ook om te paren. Er waren echter weinig predators (roofdieren) die groot genoeg waren om een volwassen Tchoiria te doden.
Tchoiria was zoals de meeste carnivore reptielen een solitair dier. Volwassen exemplaren kwamen elkaar alleen per toeval tegen of als er een prooi was die ook soortgenoten aantrok. Verder kan het nog zijn dat volwassen Tchoiria in de paartijd in groten getale bijeenkwamen om te paren.
Bij nader onderzoek van de verwante Champsosaurus is gebleken dat het mogelijk is dat specimina die voorheen als verschillende soorten werden beschouwd toch tot dezelfde soort kunnen behoren. Champsosaurus ambulator en Champsosaurus laramiensis vertoonden verschillen in anatomie, en vooral de poten. Later bleek dat het hier mogelijk om een mannetje en een vrouwtje van dezelfde soort ging. Champsosaurus ambulator had sterkere poten en was dus waarschijnlijk het vrouwtje dat zich aan land moest slepen om de eieren te leggen. Het kan zijn dat dit ook bij Tchoiria voorkwam.

## Broedzorg

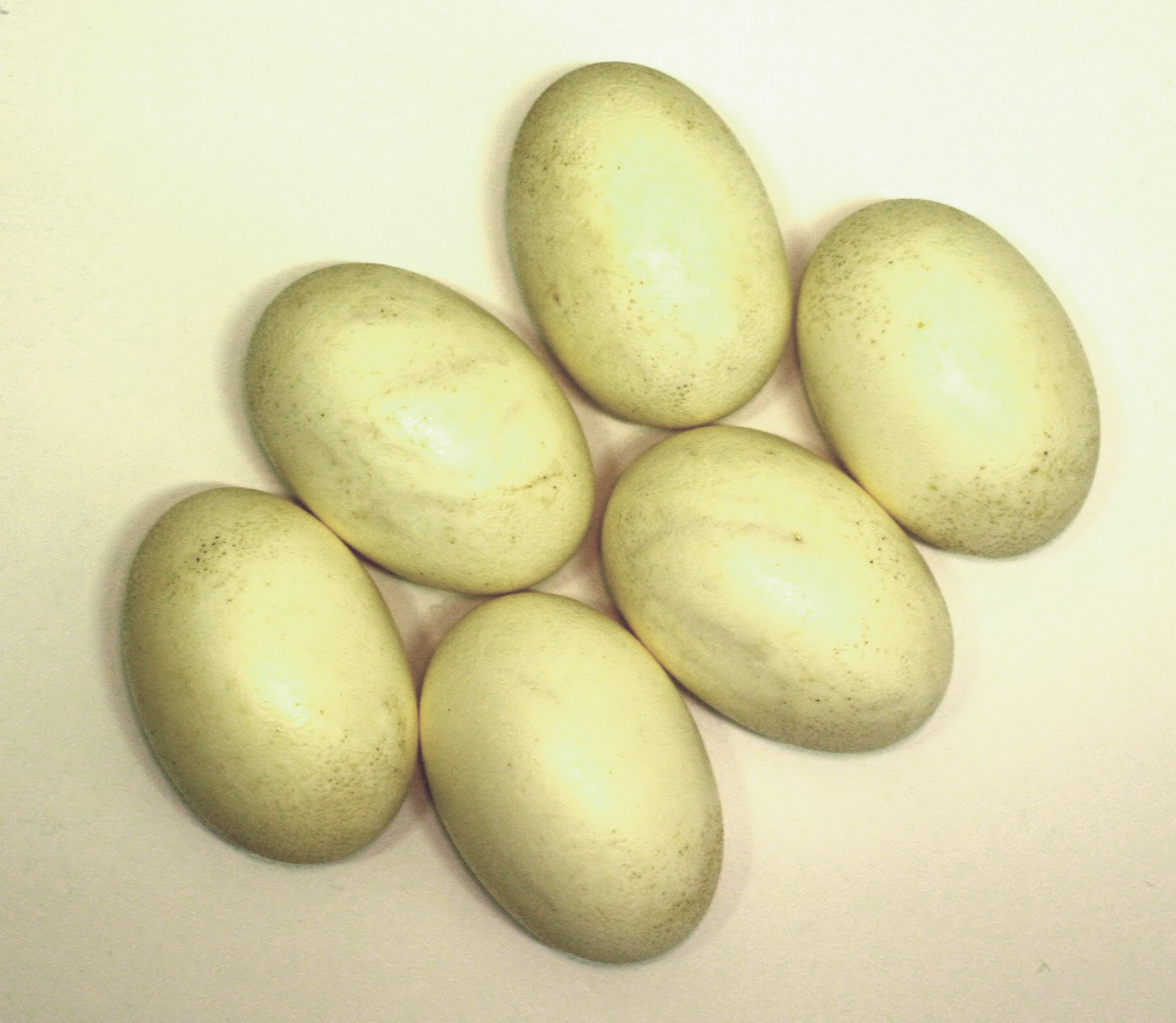
Net zoals de meeste reptielen legde Tchoiria waarschijnlijk eieren met papierachtige schillen. Dit zijn de eieren van een nijlkrokodil (Crocodylus niloticus).

Over de broedzorg van Tchoiria en andere choristoderen is vrijwel niets bekend. Mogelijk legden de vrouwtjesdieren eieren op het land en hadden ze een vorm van broedzorg zoals we deze bij moderne krokodilachtigen tegenkomen. Het is niet uitgesloten dat mannetjesdieren hun eigen nageslacht aten. Kannibalisme is bekend van verscheidene uitgestorven en hedendaagse reptielen.

## Eetpatroon
Het eetpatroon van Tchoiria is niet goed bekend, mede omdat onvoldoende bekend is over de habitat van deze soorten. Als we ervan uitgaan dat het dier vooral in zoetwater voorkwam, zal het vermoedelijk vooral kleine zoetwaterdieren gegeten hebben, zoals zoetwatervissen, kleine amfibieën als kikkers en salamanders. Ook kleine pterosauriërs konden ten prooi vallen aan Tchoiria. De kaken van Tchoiria waren waarschijnlijk te dun om prooidieren van de oever het water in te trekken en ze te verdrinken zoals sommige hedendaagse krokodilachtigen dat doen.
Het is bijna zeker dat Tchoiria het bij kleine dieren hield. Als een grote prooi te sterk was voor Tchoiria en hevig tegenstribbelde konden de kaken de druk niet aan en liepen ze het risico te breken.

## Ecologie

Locatie van Liaoning, waar de resten van Tchoiria namsari zijn gevonden.

De twee Tchoiria-soorten waren in ecologisch opzicht vergelijkbaar met de krokodilachtigen (Crocodilia). Het waren carnivoren en ze aten onder meer vis (piscivoor). Van beide soorten valt te reconstrueren met welke andere dieren ze samenleefden.

### Ecologie vanTchoiria namsari

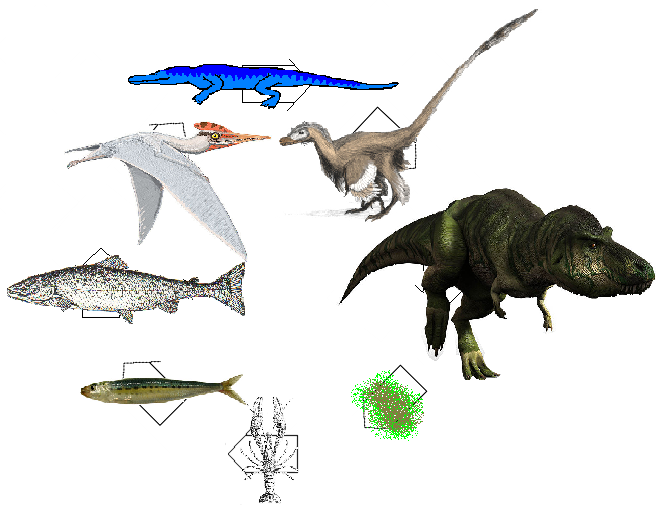
De voedselketen in Liaoning was als volgt:
In deze kringloop-voedselketen stonden kleine organismen als bacteriën, schimmels, plankton en amoeben onderaan. Zij werden gegeten door ongewervelden als rivierkreeftjes. Deze werden op hun beurt gegeten door kleine vissen. Opnieuw werden zij gegeten door grotere vissen, die ten prooi konden vallen aan overvliegende pterosauriërs, wie zelf gegeten konden worden door grotere choristoderen als Tchoiria en de hier afgebeelde Liaoxisaurus. Zij konden ten prooi vallen aan kleinere theropoden als dromaeosauriërs die weer gegeten werden door grotere theropoden als Sinotyrannus. Als zo'n grote theropode stierf, voedde diens karkas, indien de kans gegeven, alle voorafgaande dieren. De voor de andere dieren oneetbare delen werden door bacteriën, schimmels, plankton en amoeben gegeten. Zo begon de hele cyclus weer helemaal opnieuw.

In Liaoning van het Vroeg-Krijt leefde Tchoiria namsari samen met kleine zoogdieren die als prooi konden dienen als Jeholodens, Gobiconodon, Meemannodon, Sinobaatar, Akidolestes, Maotherium, Zhangheotherium, en Eomaia, het oudst bekende placentale zoogdier. In het gebied is ook een groter zoogdier gevonden, Repenomamus. In zijn maag zijn de resten van een jonge dinosauriër, Psittacosaurus, gevonden. Het is daarom goed mogelijk dat Repenomamus ook jonge en halfwassen of zelfs volwassen Tchoiria als prooidier beschouwde. Ook leefden er ornithischische dinosauriërs als de ceratopiërs Psittacosaurus, Liaoceratops en Hongshanosaurus, de iguanodontiden Jinzhousaurus, Jintasaurus en Bolong, heterodontosauriërs als Tianyulong en de nodosauriër Liaoningosaurus. Nagenoeg al deze geslachten waren te groot of te goed gepantserd om een prooi te vormen. Alleen Tianyulong kan gezien zijn geringe grootte een prooi voor een volwassen Tchoiria geweest zijn. Bij het drinken zou deze kleine dinosauriër bij de kop gegrepen kunnen worden en dan het water in gesleurd worden.
Saurischische dinosauriërs als de coelurosaurische theropoden Beipiaosaurus, Incisivosaurus, Similicaudipteryx, Caudipteryx, Omnivoropteryx, Dilong, Cryptovolans, Graciliraptor, Sinornithosaurus,Huaxiagnathus, Sinocalliopteryx, Sinosauropteryx, Sinusonasus, Mei, Sinovenator,Shenzhousaurus en Scansoriopteryx leefden daar ook. Zij waren te groot om prooidieren te zijn, althans, de meeste. Sommige waren zelfs groot of gevaarlijk genoeg om een bedreiging te vormen voor volwassen Tchoiria als deze zich buiten het water bevond. Sommige, zoals Dilong, waren afsplitsingen van de afstammingslijn die ooit Tyrannosaurus zou voortbrengen en hadden een grote kop. Andere als Graciliraptor en Cryptovolans hadden een grote klauw aan hun voet zitten waarmee ze hun prooi sneden totdat die genoeg verwond was om dood te bloeden. Hoewel de geslachten die in Liaoning zijn gevonden niet groter werden dan een meter, konden ze makkelijk door de dunne huid van jonge en zelfs volwassen Tchoiria doordringen. Weer andere waren deels planten- en zaadeters, maar aten soms ook wel een Tchoiria-ei of een jonge Tchoiria om belangrijke mineralen in hun lichaam aan te vullen. Toch waren zij ook prooi voor Tchoiria. Bij het drinken waren zij kwetsbaar en werden ze het water in gesleurd en onder water vastgehouden tot zij verdronken.
Naast dinosauriërs en zoogdieren leefden er ook vogels als Jeholornis, Longipteryx, Confuciusornis, Cathayornis, Liaoxiornis, Sinornis en Sapeornis. Geen van deze vogels waren groot genoeg om een bedreiging te vormen voor een halfwas, laat staan volwassen Tchoiria, maar de jongen en eieren konden wel ten prooi vallen aan sommige vogels. De een slikte een jong in zijn geheel door, terwijl de ander zijn kleine tanden gebruikte om het jong te doden. In Liaoning leefden ook nog andere reptielen waaronder andere leden van de orde der Choristodera als Ikechosaurus, Liaoxisaurus, Irenosaurus, Khurendukhosaurus, Hyphalosaurus, Monjurosuchus en Philydrosaurus. Meestal meed Tchoiria andere choristoderen die op hem leken en dezelfde krokodilachtige vorm hadden als Liaoxisaurus, Irenosaurus, Ikechosaurus en Khurendukhosaurus. Hyphalosaurus, Monjurosuchus en Philydrosaurus werden gewoon als prooi gezien. De kaken van Tchoiria waren niet geschikt voor het kraken van de schilden van schildpadden als Manchurochelys. Pterosauriërs als Beipiaopterus, Boreopterus, Dendrorhynchoides, Sinopterus, Eosipterus, Feilongus, Liaoningopterus, Haopterus, Feilongus, Eoazhdarcho, Liaoxipterus, Nurhachius en Jeholopterus waren een goede prooi omdat ze erg kwetsbaar en licht waren. Ze waren makkelijk neer te halen waarna Tchoiria ze meesleepte naar dieper water, om ze te verdrinken. Toch werden verschillende soorten vrij groot en kunnen ze een gevaar hebben gevormd voor de jonge en misschien zelfs halfwas vormen. Hagedissen als Yabeinosaurus en Dalinghosaurus waren klein en geschikte prooidieren voor volwassen en halfwas Tchoiria, maar hoewel ze geen bedreiging voor de jongen vormden waren het misschien wel concurrenten van de kleine Tchoiria. Verder leefden er kikkers als Callobatrachus en Liaobatrachus, salamanders als Jeholotriton en Liaoxitriton en vissen als Peipiaosteus, Lycoptera, Sinamia, Yanosteus en Protopsephurus. Deze waren allen prooi voor Tchoiria tenzij een of meerdere van de kikkers die daar leefden giftig waren.
Hoewel in een andere formatie van China gevonden, is het goed mogelijk dat Tchoiria namsari ook samenleefde met de ornithischische dinosauriërs Wuerhosaurus, Nanyangosaurus en Equijubus, de saurischische dinosauriërs Abrosaurus, Erketu,Tugulusaurus, Xiongguanlong, Raptorex, Sinotyrannus, Alxasaurus en Beishanlong. Zij waren allen veel te groot om als prooi te dienen. Sommige als Sinotyrannus waren groot genoeg om een gevaar te vormen voor een volwassen Tchoiria. Verder leefde hij samen met prooidieren als het zoogdier Volaticotherium en de getande vogel Gansus. Ook deze vindplaats dateert uit het Vroeg-Krijt.

### Ecologie vanTchoiria klauseni

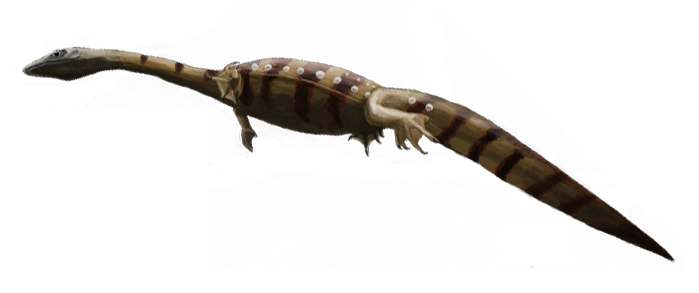
Hyphalosaurus, een ander choristoderum dat ook in Liaoning is gevonden.

In het Mongolië van het Vroeg-Krijt leefde Tchoiria klauseni samen met kleine zoogdieren als Gobiconodon, Kielantherium en Prokennalestes die alle een kleine prooi vormden, ornithischische dinosauriërs als Altirhinus, Probactrosaurus, Iguanodon, Shamosaurus en Psittacosaurus die alle te groot waren om als prooi te dienen, saurischische dinosauriërs als de primitieve ornithomimide Harpymimus die misschien ook een deel van de voeding van Tchoiria uitmaakte en vissen als Lycoptera die vrijwel zeker in grote hoeveelheden gegeten werden.
Fossielen van Tchoiria klauseni zijn zeer dicht bij Rusland gevonden, maar nog wel binnen Mongolië. Mogelijk vertoonden de fauna's van de Mongolië en Rusland verwantschap. De fauna op deze Russische vindplaats bestond uit kleine zoogdieren als Gobiconodon, zoogdierachtige reptielen als Xenocretosuchus die net als zoogdieren een prooi vormden, ornithisische dinosauriërs als Psittacosaurus die te groot waren om als prooi te dienen, saurischische dinosauriërs als enkele geslachten van troodontiden, dromaeosauriërs die beide misschien zelfs vijanden van Tchoiria waren en enkele geslachten van sauropoden die veel te groot waren om gegeten te worden door Tchoiria, de schildpad Kirgizemys die een lastige, maar eetbare prooi was vanwege het schild, verschillende geslachten hagedissen die prooi waren, de krokodilachtigen Tagarosuchus en Kyasuchus die misschien concurrenten waren en verder nog enkele geslachten van paleoniscide vissen die vaak gegeten werden.
Tchoiria klauseni is, mogelijk op Champsosaurus, Simoedosaurus en Shokawa na, het meest noordelijk gevonden lid van de orde der Choristodera.

## Extinctie
Beide soorten van het geslacht Tchoiria zijn alleen uit lagen van het Vroeg-Krijt bekend. Een afkoelend klimaat maakte een einde aan de tropische wouden die er destijds in China, Mongolië, Japan en het zuiden van Rusland waren. In deze wouden gedijde Tchoiria omdat deze zich op veel plekken schuil kon houden in het water en omdat er een overvloed aan prooi was. Toen de wouden en de vele waterbronnen snel verdwenen en het klimaat kouder en droger werd, wat uiteindelijk in de Gobiwoestijn zou resulteren, stierf Tchoiria uit vanwege gebrek aan een goede habitat en prooi.

### Extinctie van andere choristoderen in Oost-Azië
Samen met Tchoiria verdwenen ook veel andere leden van de orde der Choristodera uit China. Behalve de twee andere simoedosauriërs Ikechosaurus en Liaoxisaurus verdwenen ook de hyphalosauriërs als Hyphalosaurus, de monjurosuchiërs als Monjurosuchus en Philydrosaurus en ook de meer basale leden van de orde der Choristodera als Irenosaurus en Khurendukhosaurus uit China. Niet alleen China werd echter getroffen door het kouder en droger wordende klimaat. Ook in Mongolië zijn de fossielen van Tchoiria niet na het Vroeg-Krijt gevonden. In Japan stierf ook de hyphalosauriër Shokawa uit, vlak voor het begin van het Laat-Krijt, zo'n 105 miljoen jaar geleden. Er is slechts één fossiel bekend van een lid van de orde der Choristodera die in het Laat-Krijt leefde in Oost-Azië. Het fossiel is afkomstig van een mogelijk lid van de familie der Champsosauridae, Eotomistoma. Hoewel het dier nooit een cladistische analyse heeft gehad, denkt men aan het slecht bewaarde fossiel te zien dat het hier om een champsosauriër gaat. Volgens andere wetenschappers gaat het hier echter om een oude gaviaalachtige. Als dat het geval is, hebben er in Oost-Azië na het einde van het Vroeg-Krijt, zo'n 100 miljoen jaar geleden, nooit meer leden van de orde der Choristodera rondgelopen of gezwommen.

### Extinctie van de Simoedosauridae en Champsosauridae
Mocht Eotomistoma werkelijk een oude gaviaalachtige zijn, dan waren de choristoderen in Azië wel uitgestorven in het Laat-Krijt, maar in Noord-Amerika ontwikkelden zich rond die tijd twee nieuwe geslachten, Simoedosaurus en Champsosaurus. In het Paleoceen en het Eoceen zouden zij zich ook naar West-Europa en in het geval van Champsosaurus ook naar het Europese deel van Rusland verspreiden. Aan het eind van het Eoceen stierven zij uit. De wereld was in het Paleoceen en Eoceen gehuld in tropisch regenwoud, net zoals dat in het Vroeg-Krijt in Oost-Azië het geval was, waar ook leden van de orde der Choristodera gedijden. Aan het eind van het Eoceen maakte het regenwoud plaats voor droge vlaktes. Dit konden de aquatische Simoedosaurus en Champsosaurus niet aan, waarna zij uitstierven. In Europa overleefde echter nog wel een ander geslacht van de orde der Choristodera tot in het Vroeg-Mioceen, Lazarussuchus. Deze was aangepast aan een droger klimaat dan Simoedosaurus en Champsosaurus, en overleefde daarom langer.

## Fylogenie

### De onderorde der Neochoristodera
Tchoiria was zeker een lid van de onderorde der Neochoristodera. Het is echter nog onduidelijk tot welke familie hij precies gerekend moet worden. Men denkt tegenwoordig dat Tchoiria tot de familie der Simoedosauridae gerekend moet worden. Tchoiria is samen met Simoedosaurus een tijd lang geplaatst in de familie der Champsosauridae die nu alleen nog Champsosaurus als enig zeker lid heeft. Het is echter nog vrij onzeker omdat Tchoiria enkele opvallende kenmerken met Champsosaurus deelt. Tchoiria heeft bijvoorbeeld een langere en dunnere snuit dan de meeste andere leden van de familie der Simoedosauridae. Liaoxisaurus heeft deze kenmerken ook, maar minder opvallend. Dit zou kunnen betekenen dat Tchoiria en misschien ook Liaoxisaurus primitieve leden van de familie der Champsosauridae zijn.

### Evolutie van de familie der Simoedosauridae
Tchoiria was een lid van de familie der Simoedosauridae of misschien samen met Liaoxisaurus een zeer basaal lid van de familie der Champsosauridae. Het is het waarschijnlijkst dat Tchoiria en Liaoxisaurus leden van de familie der Simoedosauridae waren, maar het kan goed zijn dat ze verwant waren met de primitieve leden van de familie der Champsosauridae. De familie der Simoedosauridae en de familie der Champsosauridae waren zustergroepen die rond dezelfde tijd ontstonden uit een voorouder die veel op Monjurosuchus of Pachystropheus leek. De Champsosauridae zou dan een lazarustaxon zijn die later pas in het fossielen-bestand verscheen. Dit kan verschillende redenen hebben. Het is bijvoorbeeld mogelijk dat de vroege leden van de familie der Champsosauridae in een gebied leefden waar geen of weinig fossilisatie plaatsvond of omdat het gebied waar zij vroeger leefden nu op een zeer onherbergzame plaats ligt. Als Pachystropheus wel tot de onderorde der Neochoristodera zou behoren zouden zowel de familie der Simoedosauridae als de familie der Champsosauridae lazarustaxa worden. De families zouden dan echter dichter bij elkaar staan in de stamboom van de onderorde der Neochoristodera dan gedacht en een gezamenlijke voorouder hebben die verwant was aan, maar veel geavanceerder dan Pachystropheus. Het zou kunnen dat zowel de familie der Champsosauridae als de familie der Simoedosauridae uit een familie die Pachystropheus als mogelijk lid had evolueerden. Pachystropheus was misschien de zustergroep was van een Simoedosauridae-Champsosauridae taxon. Er zal echter meer fossiel bewijs ontdekt moeten worden om deze classificatie te bevestigen. Hier is een stamboom met de familie der Simoedosauridae en de familie der Champsosauridae als zustertaxa en Pachystropheus net buiten de onderorde der Neochoristodera geplaatst:
|  | Hyphalosaurus |
|  |               |
|  | Shokawa       |
|  |               |

|  | Monjurosuchus  |
|  |                |
|  | Philydrosaurus |
|  |                |

|  | Champsosaurus |
|  |               |
|  | ?Eotomistoma  |
|  |               |

|         | Liaoxisaurus                                                   |
|         |                                                                |
|         | Tchoiria                                                       |
|         |                                                                |
| unnamed | \| \| Ikechosaurus \| \| \| \| \| \| Simoedosaurus \| \| \| \| |
|         | \| \| Ikechosaurus \| \| \| \| \| \| Simoedosaurus \| \| \| \| |
|         | Ikechosaurus                                                   |
|         |                                                                |
|         | Simoedosaurus                                                  |
|         |                                                                |

|  | Ikechosaurus  |
|  |               |
|  | Simoedosaurus |
|  |               |

|  | Champsosaurus |
|  |               |
|  | ?Eotomistoma  |
|  |               |

|         | Liaoxisaurus                                                   |
|         |                                                                |
|         | Tchoiria                                                       |
|         |                                                                |
| unnamed | \| \| Ikechosaurus \| \| \| \| \| \| Simoedosaurus \| \| \| \| |
|         | \| \| Ikechosaurus \| \| \| \| \| \| Simoedosaurus \| \| \| \| |
|         | Ikechosaurus                                                   |
|         |                                                                |
|         | Simoedosaurus                                                  |
|         |                                                                |

|  | Ikechosaurus  |
|  |               |
|  | Simoedosaurus |
|  |               |

|  | Hyphalosaurus |
|  |               |
|  | Shokawa       |
|  |               |

|  | Monjurosuchus  |
|  |                |
|  | Philydrosaurus |
|  |                |

|  | Champsosaurus |
|  |               |
|  | ?Eotomistoma  |
|  |               |

|         | Liaoxisaurus                                                   |
|         |                                                                |
|         | Tchoiria                                                       |
|         |                                                                |
| unnamed | \| \| Ikechosaurus \| \| \| \| \| \| Simoedosaurus \| \| \| \| |
|         | \| \| Ikechosaurus \| \| \| \| \| \| Simoedosaurus \| \| \| \| |
|         | Ikechosaurus                                                   |
|         |                                                                |
|         | Simoedosaurus                                                  |
|         |                                                                |

|  | Ikechosaurus  |
|  |               |
|  | Simoedosaurus |
|  |               |

|  | Champsosaurus |
|  |               |
|  | ?Eotomistoma  |
|  |               |

|         | Liaoxisaurus                                                   |
|         |                                                                |
|         | Tchoiria                                                       |
|         |                                                                |
| unnamed | \| \| Ikechosaurus \| \| \| \| \| \| Simoedosaurus \| \| \| \| |
|         | \| \| Ikechosaurus \| \| \| \| \| \| Simoedosaurus \| \| \| \| |
|         | Ikechosaurus                                                   |
|         |                                                                |
|         | Simoedosaurus                                                  |
|         |                                                                |

|  | Ikechosaurus  |
|  |               |
|  | Simoedosaurus |
|  |               |

|  | Hyphalosaurus |
|  |               |
|  | Shokawa       |
|  |               |

|  | Monjurosuchus  |
|  |                |
|  | Philydrosaurus |
|  |                |

|  | Champsosaurus |
|  |               |
|  | ?Eotomistoma  |
|  |               |

|         | Liaoxisaurus                                                   |
|         |                                                                |
|         | Tchoiria                                                       |
|         |                                                                |
| unnamed | \| \| Ikechosaurus \| \| \| \| \| \| Simoedosaurus \| \| \| \| |
|         | \| \| Ikechosaurus \| \| \| \| \| \| Simoedosaurus \| \| \| \| |
|         | Ikechosaurus                                                   |
|         |                                                                |
|         | Simoedosaurus                                                  |
|         |                                                                |

|  | Ikechosaurus  |
|  |               |
|  | Simoedosaurus |
|  |               |

|  | Champsosaurus |
|  |               |
|  | ?Eotomistoma  |
|  |               |

|         | Liaoxisaurus                                                   |
|         |                                                                |
|         | Tchoiria                                                       |
|         |                                                                |
| unnamed | \| \| Ikechosaurus \| \| \| \| \| \| Simoedosaurus \| \| \| \| |
|         | \| \| Ikechosaurus \| \| \| \| \| \| Simoedosaurus \| \| \| \| |
|         | Ikechosaurus                                                   |
|         |                                                                |
|         | Simoedosaurus                                                  |
|         |                                                                |

|  | Ikechosaurus  |
|  |               |
|  | Simoedosaurus |
|  |               |

|  | Hyphalosaurus |
|  |               |
|  | Shokawa       |
|  |               |

|  | Monjurosuchus  |
|  |                |
|  | Philydrosaurus |
|  |                |

|  | Champsosaurus |
|  |               |
|  | ?Eotomistoma  |
|  |               |

|         | Liaoxisaurus                                                   |
|         |                                                                |
|         | Tchoiria                                                       |
|         |                                                                |
| unnamed | \| \| Ikechosaurus \| \| \| \| \| \| Simoedosaurus \| \| \| \| |
|         | \| \| Ikechosaurus \| \| \| \| \| \| Simoedosaurus \| \| \| \| |
|         | Ikechosaurus                                                   |
|         |                                                                |
|         | Simoedosaurus                                                  |
|         |                                                                |

|  | Ikechosaurus  |
|  |               |
|  | Simoedosaurus |
|  |               |

|  | Champsosaurus |
|  |               |
|  | ?Eotomistoma  |
|  |               |

|         | Liaoxisaurus                                                   |
|         |                                                                |
|         | Tchoiria                                                       |
|         |                                                                |
| unnamed | \| \| Ikechosaurus \| \| \| \| \| \| Simoedosaurus \| \| \| \| |
|         | \| \| Ikechosaurus \| \| \| \| \| \| Simoedosaurus \| \| \| \| |
|         | Ikechosaurus                                                   |
|         |                                                                |
|         | Simoedosaurus                                                  |
|         |                                                                |

|  | Ikechosaurus  |
|  |               |
|  | Simoedosaurus |
|  |               |

|  | Hyphalosaurus |
|  |               |
|  | Shokawa       |
|  |               |

|  | Monjurosuchus  |
|  |                |
|  | Philydrosaurus |
|  |                |

|  | Champsosaurus |
|  |               |
|  | ?Eotomistoma  |
|  |               |

|         | Liaoxisaurus                                                   |
|         |                                                                |
|         | Tchoiria                                                       |
|         |                                                                |
| unnamed | \| \| Ikechosaurus \| \| \| \| \| \| Simoedosaurus \| \| \| \| |
|         | \| \| Ikechosaurus \| \| \| \| \| \| Simoedosaurus \| \| \| \| |
|         | Ikechosaurus                                                   |
|         |                                                                |
|         | Simoedosaurus                                                  |
|         |                                                                |

|  | Ikechosaurus  |
|  |               |
|  | Simoedosaurus |
|  |               |

|  | Champsosaurus |
|  |               |
|  | ?Eotomistoma  |
|  |               |

|         | Liaoxisaurus                                                   |
|         |                                                                |
|         | Tchoiria                                                       |
|         |                                                                |
| unnamed | \| \| Ikechosaurus \| \| \| \| \| \| Simoedosaurus \| \| \| \| |
|         | \| \| Ikechosaurus \| \| \| \| \| \| Simoedosaurus \| \| \| \| |
|         | Ikechosaurus                                                   |
|         |                                                                |
|         | Simoedosaurus                                                  |
|         |                                                                |

|  | Ikechosaurus  |
|  |               |
|  | Simoedosaurus |
|  |               |

|  | Hyphalosaurus |
|  |               |
|  | Shokawa       |
|  |               |

|  | Monjurosuchus  |
|  |                |
|  | Philydrosaurus |
|  |                |

|  | Champsosaurus |
|  |               |
|  | ?Eotomistoma  |
|  |               |

|         | Liaoxisaurus                                                   |
|         |                                                                |
|         | Tchoiria                                                       |
|         |                                                                |
| unnamed | \| \| Ikechosaurus \| \| \| \| \| \| Simoedosaurus \| \| \| \| |
|         | \| \| Ikechosaurus \| \| \| \| \| \| Simoedosaurus \| \| \| \| |
|         | Ikechosaurus                                                   |
|         |                                                                |
|         | Simoedosaurus                                                  |
|         |                                                                |

|  | Ikechosaurus  |
|  |               |
|  | Simoedosaurus |
|  |               |

|  | Champsosaurus |
|  |               |
|  | ?Eotomistoma  |
|  |               |

|         | Liaoxisaurus                                                   |
|         |                                                                |
|         | Tchoiria                                                       |
|         |                                                                |
| unnamed | \| \| Ikechosaurus \| \| \| \| \| \| Simoedosaurus \| \| \| \| |
|         | \| \| Ikechosaurus \| \| \| \| \| \| Simoedosaurus \| \| \| \| |
|         | Ikechosaurus                                                   |
|         |                                                                |
|         | Simoedosaurus                                                  |
|         |                                                                |

|  | Ikechosaurus  |
|  |               |
|  | Simoedosaurus |
|  |               |

|  | Hyphalosaurus |
|  |               |
|  | Shokawa       |
|  |               |

|  | Monjurosuchus  |
|  |                |
|  | Philydrosaurus |
|  |                |

|  | Champsosaurus |
|  |               |
|  | ?Eotomistoma  |
|  |               |

|         | Liaoxisaurus                                                   |
|         |                                                                |
|         | Tchoiria                                                       |
|         |                                                                |
| unnamed | \| \| Ikechosaurus \| \| \| \| \| \| Simoedosaurus \| \| \| \| |
|         | \| \| Ikechosaurus \| \| \| \| \| \| Simoedosaurus \| \| \| \| |
|         | Ikechosaurus                                                   |
|         |                                                                |
|         | Simoedosaurus                                                  |
|         |                                                                |

|  | Ikechosaurus  |
|  |               |
|  | Simoedosaurus |
|  |               |

|  | Champsosaurus |
|  |               |
|  | ?Eotomistoma  |
|  |               |

|         | Liaoxisaurus                                                   |
|         |                                                                |
|         | Tchoiria                                                       |
|         |                                                                |
| unnamed | \| \| Ikechosaurus \| \| \| \| \| \| Simoedosaurus \| \| \| \| |
|         | \| \| Ikechosaurus \| \| \| \| \| \| Simoedosaurus \| \| \| \| |
|         | Ikechosaurus                                                   |
|         |                                                                |
|         | Simoedosaurus                                                  |
|         |                                                                |

|  | Ikechosaurus  |
|  |               |
|  | Simoedosaurus |
|  |               |

|  | Hyphalosaurus |
|  |               |
|  | Shokawa       |
|  |               |

|  | Monjurosuchus  |
|  |                |
|  | Philydrosaurus |
|  |                |

|  | Champsosaurus |
|  |               |
|  | ?Eotomistoma  |
|  |               |

|         | Liaoxisaurus                                                   |
|         |                                                                |
|         | Tchoiria                                                       |
|         |                                                                |
| unnamed | \| \| Ikechosaurus \| \| \| \| \| \| Simoedosaurus \| \| \| \| |
|         | \| \| Ikechosaurus \| \| \| \| \| \| Simoedosaurus \| \| \| \| |
|         | Ikechosaurus                                                   |
|         |                                                                |
|         | Simoedosaurus                                                  |
|         |                                                                |

|  | Ikechosaurus  |
|  |               |
|  | Simoedosaurus |
|  |               |

|  | Champsosaurus |
|  |               |
|  | ?Eotomistoma  |
|  |               |

|         | Liaoxisaurus                                                   |
|         |                                                                |
|         | Tchoiria                                                       |
|         |                                                                |
| unnamed | \| \| Ikechosaurus \| \| \| \| \| \| Simoedosaurus \| \| \| \| |
|         | \| \| Ikechosaurus \| \| \| \| \| \| Simoedosaurus \| \| \| \| |
|         | Ikechosaurus                                                   |
|         |                                                                |
|         | Simoedosaurus                                                  |
|         |                                                                |

|  | Ikechosaurus  |
|  |               |
|  | Simoedosaurus |
|  |               |

|  | Hyphalosaurus |
|  |               |
|  | Shokawa       |
|  |               |

|  | Monjurosuchus  |
|  |                |
|  | Philydrosaurus |
|  |                |

|  | Champsosaurus |
|  |               |
|  | ?Eotomistoma  |
|  |               |

|         | Liaoxisaurus                                                   |
|         |                                                                |
|         | Tchoiria                                                       |
|         |                                                                |
| unnamed | \| \| Ikechosaurus \| \| \| \| \| \| Simoedosaurus \| \| \| \| |
|         | \| \| Ikechosaurus \| \| \| \| \| \| Simoedosaurus \| \| \| \| |
|         | Ikechosaurus                                                   |
|         |                                                                |
|         | Simoedosaurus                                                  |
|         |                                                                |

|  | Ikechosaurus  |
|  |               |
|  | Simoedosaurus |
|  |               |

|  | Champsosaurus |
|  |               |
|  | ?Eotomistoma  |
|  |               |

|         | Liaoxisaurus                                                   |
|         |                                                                |
|         | Tchoiria                                                       |
|         |                                                                |
| unnamed | \| \| Ikechosaurus \| \| \| \| \| \| Simoedosaurus \| \| \| \| |
|         | \| \| Ikechosaurus \| \| \| \| \| \| Simoedosaurus \| \| \| \| |
|         | Ikechosaurus                                                   |
|         |                                                                |
|         | Simoedosaurus                                                  |
|         |                                                                |

|  | Ikechosaurus  |
|  |               |
|  | Simoedosaurus |
|  |               |

|  | Hyphalosaurus |
|  |               |
|  | Shokawa       |
|  |               |

|  | Monjurosuchus  |
|  |                |
|  | Philydrosaurus |
|  |                |

|  | Champsosaurus |
|  |               |
|  | ?Eotomistoma  |
|  |               |

|         | Liaoxisaurus                                                   |
|         |                                                                |
|         | Tchoiria                                                       |
|         |                                                                |
| unnamed | \| \| Ikechosaurus \| \| \| \| \| \| Simoedosaurus \| \| \| \| |
|         | \| \| Ikechosaurus \| \| \| \| \| \| Simoedosaurus \| \| \| \| |
|         | Ikechosaurus                                                   |
|         |                                                                |
|         | Simoedosaurus                                                  |
|         |                                                                |

|  | Ikechosaurus  |
|  |               |
|  | Simoedosaurus |
|  |               |

|  | Champsosaurus |
|  |               |
|  | ?Eotomistoma  |
|  |               |

|         | Liaoxisaurus                                                   |
|         |                                                                |
|         | Tchoiria                                                       |
|         |                                                                |
| unnamed | \| \| Ikechosaurus \| \| \| \| \| \| Simoedosaurus \| \| \| \| |
|         | \| \| Ikechosaurus \| \| \| \| \| \| Simoedosaurus \| \| \| \| |
|         | Ikechosaurus                                                   |
|         |                                                                |
|         | Simoedosaurus                                                  |
|         |                                                                |

|  | Ikechosaurus  |
|  |               |
|  | Simoedosaurus |
|  |               |

|  | Hyphalosaurus |
|  |               |
|  | Shokawa       |
|  |               |

|  | Monjurosuchus  |
|  |                |
|  | Philydrosaurus |
|  |                |

|  | Champsosaurus |
|  |               |
|  | ?Eotomistoma  |
|  |               |

|         | Liaoxisaurus                                                   |
|         |                                                                |
|         | Tchoiria                                                       |
|         |                                                                |
| unnamed | \| \| Ikechosaurus \| \| \| \| \| \| Simoedosaurus \| \| \| \| |
|         | \| \| Ikechosaurus \| \| \| \| \| \| Simoedosaurus \| \| \| \| |
|         | Ikechosaurus                                                   |
|         |                                                                |
|         | Simoedosaurus                                                  |
|         |                                                                |

|  | Ikechosaurus  |
|  |               |
|  | Simoedosaurus |
|  |               |

|  | Champsosaurus |
|  |               |
|  | ?Eotomistoma  |
|  |               |

|         | Liaoxisaurus                                                   |
|         |                                                                |
|         | Tchoiria                                                       |
|         |                                                                |
| unnamed | \| \| Ikechosaurus \| \| \| \| \| \| Simoedosaurus \| \| \| \| |
|         | \| \| Ikechosaurus \| \| \| \| \| \| Simoedosaurus \| \| \| \| |
|         | Ikechosaurus                                                   |
|         |                                                                |
|         | Simoedosaurus                                                  |
|         |                                                                |

|  | Ikechosaurus  |
|  |               |
|  | Simoedosaurus |
|  |               |

|  | Hyphalosaurus |
|  |               |
|  | Shokawa       |
|  |               |

|  | Monjurosuchus  |
|  |                |
|  | Philydrosaurus |
|  |                |

|  | Champsosaurus |
|  |               |
|  | ?Eotomistoma  |
|  |               |

|         | Liaoxisaurus                                                   |
|         |                                                                |
|         | Tchoiria                                                       |
|         |                                                                |
| unnamed | \| \| Ikechosaurus \| \| \| \| \| \| Simoedosaurus \| \| \| \| |
|         | \| \| Ikechosaurus \| \| \| \| \| \| Simoedosaurus \| \| \| \| |
|         | Ikechosaurus                                                   |
|         |                                                                |
|         | Simoedosaurus                                                  |
|         |                                                                |

|  | Ikechosaurus  |
|  |               |
|  | Simoedosaurus |
|  |               |

|  | Champsosaurus |
|  |               |
|  | ?Eotomistoma  |
|  |               |

|         | Liaoxisaurus                                                   |
|         |                                                                |
|         | Tchoiria                                                       |
|         |                                                                |
| unnamed | \| \| Ikechosaurus \| \| \| \| \| \| Simoedosaurus \| \| \| \| |
|         | \| \| Ikechosaurus \| \| \| \| \| \| Simoedosaurus \| \| \| \| |
|         | Ikechosaurus                                                   |
|         |                                                                |
|         | Simoedosaurus                                                  |
|         |                                                                |

|  | Ikechosaurus  |
|  |               |
|  | Simoedosaurus |
|  |               |

|  | Hyphalosaurus |
|  |               |
|  | Shokawa       |
|  |               |

|  | Monjurosuchus  |
|  |                |
|  | Philydrosaurus |
|  |                |

|  | Champsosaurus |
|  |               |
|  | ?Eotomistoma  |
|  |               |

|         | Liaoxisaurus                                                   |
|         |                                                                |
|         | Tchoiria                                                       |
|         |                                                                |
| unnamed | \| \| Ikechosaurus \| \| \| \| \| \| Simoedosaurus \| \| \| \| |
|         | \| \| Ikechosaurus \| \| \| \| \| \| Simoedosaurus \| \| \| \| |
|         | Ikechosaurus                                                   |
|         |                                                                |
|         | Simoedosaurus                                                  |
|         |                                                                |

|  | Ikechosaurus  |
|  |               |
|  | Simoedosaurus |
|  |               |

|  | Champsosaurus |
|  |               |
|  | ?Eotomistoma  |
|  |               |

|         | Liaoxisaurus                                                   |
|         |                                                                |
|         | Tchoiria                                                       |
|         |                                                                |
| unnamed | \| \| Ikechosaurus \| \| \| \| \| \| Simoedosaurus \| \| \| \| |
|         | \| \| Ikechosaurus \| \| \| \| \| \| Simoedosaurus \| \| \| \| |
|         | Ikechosaurus                                                   |
|         |                                                                |
|         | Simoedosaurus                                                  |
|         |                                                                |

|  | Ikechosaurus  |
|  |               |
|  | Simoedosaurus |
|  |               |

|  | Hyphalosaurus |
|  |               |
|  | Shokawa       |
|  |               |

|  | Monjurosuchus  |
|  |                |
|  | Philydrosaurus |
|  |                |

|  | Champsosaurus |
|  |               |
|  | ?Eotomistoma  |
|  |               |

|         | Liaoxisaurus                                                   |
|         |                                                                |
|         | Tchoiria                                                       |
|         |                                                                |
| unnamed | \| \| Ikechosaurus \| \| \| \| \| \| Simoedosaurus \| \| \| \| |
|         | \| \| Ikechosaurus \| \| \| \| \| \| Simoedosaurus \| \| \| \| |
|         | Ikechosaurus                                                   |
|         |                                                                |
|         | Simoedosaurus                                                  |
|         |                                                                |

|  | Ikechosaurus  |
|  |               |
|  | Simoedosaurus |
|  |               |

|  | Champsosaurus |
|  |               |
|  | ?Eotomistoma  |
|  |               |

|         | Liaoxisaurus                                                   |
|         |                                                                |
|         | Tchoiria                                                       |
|         |                                                                |
| unnamed | \| \| Ikechosaurus \| \| \| \| \| \| Simoedosaurus \| \| \| \| |
|         | \| \| Ikechosaurus \| \| \| \| \| \| Simoedosaurus \| \| \| \| |
|         | Ikechosaurus                                                   |
|         |                                                                |
|         | Simoedosaurus                                                  |
|         |                                                                |

|  | Ikechosaurus  |
|  |               |
|  | Simoedosaurus |
|  |               |

|  | Hyphalosaurus |
|  |               |
|  | Shokawa       |
|  |               |

|  | Monjurosuchus  |
|  |                |
|  | Philydrosaurus |
|  |                |

|  | Champsosaurus |
|  |               |
|  | ?Eotomistoma  |
|  |               |

|         | Liaoxisaurus                                                   |
|         |                                                                |
|         | Tchoiria                                                       |
|         |                                                                |
| unnamed | \| \| Ikechosaurus \| \| \| \| \| \| Simoedosaurus \| \| \| \| |
|         | \| \| Ikechosaurus \| \| \| \| \| \| Simoedosaurus \| \| \| \| |
|         | Ikechosaurus                                                   |
|         |                                                                |
|         | Simoedosaurus                                                  |
|         |                                                                |

|  | Ikechosaurus  |
|  |               |
|  | Simoedosaurus |
|  |               |

|  | Champsosaurus |
|  |               |
|  | ?Eotomistoma  |
|  |               |

|         | Liaoxisaurus                                                   |
|         |                                                                |
|         | Tchoiria                                                       |
|         |                                                                |
| unnamed | \| \| Ikechosaurus \| \| \| \| \| \| Simoedosaurus \| \| \| \| |
|         | \| \| Ikechosaurus \| \| \| \| \| \| Simoedosaurus \| \| \| \| |
|         | Ikechosaurus                                                   |
|         |                                                                |
|         | Simoedosaurus                                                  |
|         |                                                                |

|  | Ikechosaurus  |
|  |               |
|  | Simoedosaurus |
|  |               |

|  | Hyphalosaurus |
|  |               |
|  | Shokawa       |
|  |               |

|  | Monjurosuchus  |
|  |                |
|  | Philydrosaurus |
|  |                |

|  | Champsosaurus |
|  |               |
|  | ?Eotomistoma  |
|  |               |

|         | Liaoxisaurus                                                   |
|         |                                                                |
|         | Tchoiria                                                       |
|         |                                                                |
| unnamed | \| \| Ikechosaurus \| \| \| \| \| \| Simoedosaurus \| \| \| \| |
|         | \| \| Ikechosaurus \| \| \| \| \| \| Simoedosaurus \| \| \| \| |
|         | Ikechosaurus                                                   |
|         |                                                                |
|         | Simoedosaurus                                                  |
|         |                                                                |

|  | Ikechosaurus  |
|  |               |
|  | Simoedosaurus |
|  |               |

|  | Champsosaurus |
|  |               |
|  | ?Eotomistoma  |
|  |               |

|         | Liaoxisaurus                                                   |
|         |                                                                |
|         | Tchoiria                                                       |
|         |                                                                |
| unnamed | \| \| Ikechosaurus \| \| \| \| \| \| Simoedosaurus \| \| \| \| |
|         | \| \| Ikechosaurus \| \| \| \| \| \| Simoedosaurus \| \| \| \| |
|         | Ikechosaurus                                                   |
|         |                                                                |
|         | Simoedosaurus                                                  |
|         |                                                                |

|  | Ikechosaurus  |
|  |               |
|  | Simoedosaurus |
|  |               |

Tchoiria verschilt van Simoedosaurus en Ikechosaurus in met name de structuur van de kop. Die van Tchoiria leek meer op die van een gangesgaviaal of onechte gaviaal, terwijl de koppen van Simoedosaurus en Ikechosaurus meer op die van een nijlkrokodil leken en in sommige gevallen nog stomper waren. Liaoxisaurus zat hier qua schedelvorm min of meer tussenin. De kaken van Liaoxisaurus waren spits, maar een stuk korter en breder dan de zeer lange kaken van Tchoiria. Champsosaurus deelt de lange kaakvorm met Tchoiria en Liaoxisaurus. Omdat dit per Champsosaurus-soort verschilt plaatsten onderzoekers Tchoiria en Liaoxisaurus basaler in de Simoedosauridae dan Simoedosaurus en Ikechosaurus. De basale plaats leidt ertoe dat Tchoiria dichter bij de gezamenlijke voorouder van Champsosaurus en de simoedosauriërs stond. Deze voorouder bezat waarschijnlijk dus ook de genen voor lange en spitse kaken.

### De plaats van de orde der Choristodera in de Reptilia

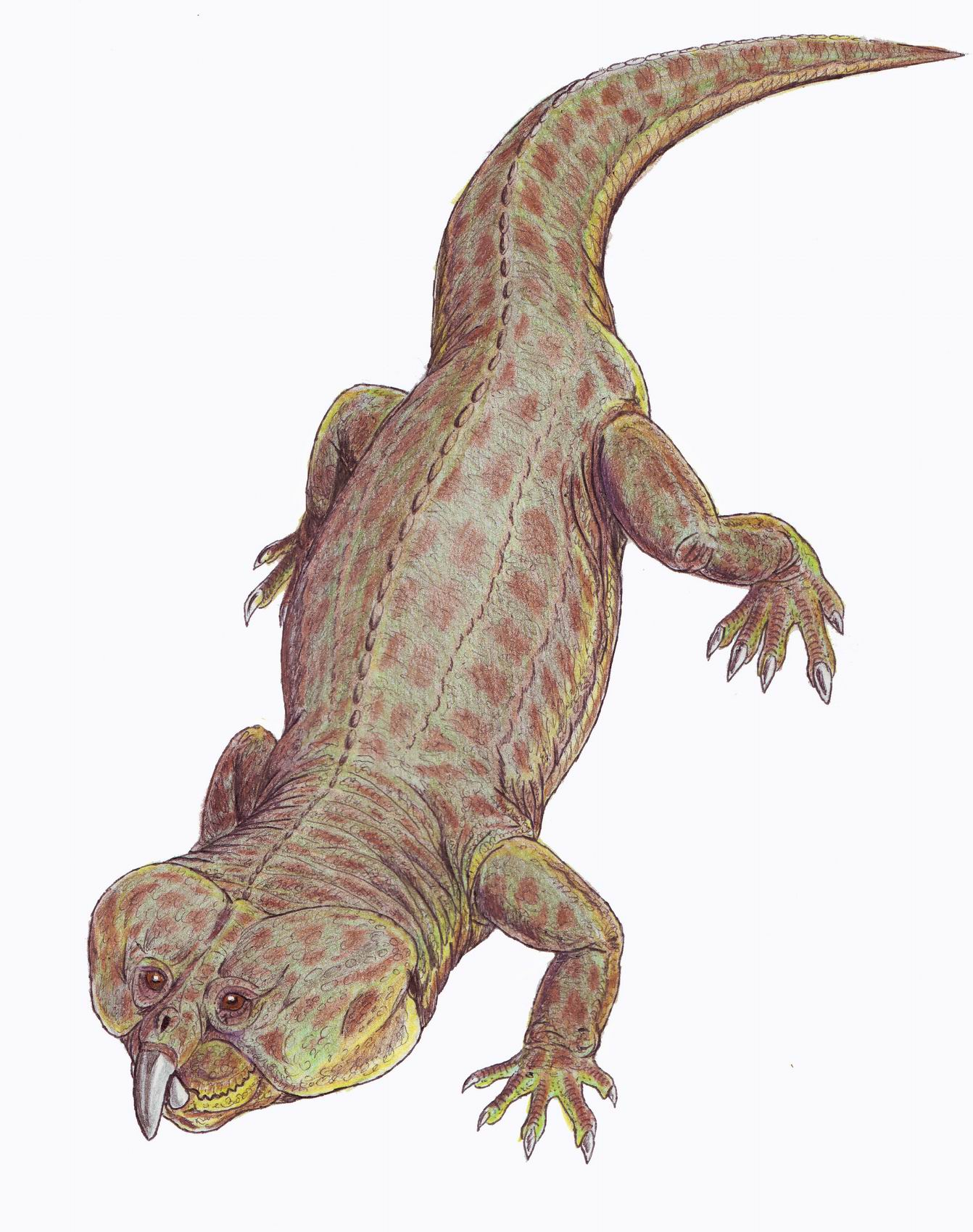
Paradapedon, een lid van de orde der Rhynchosauria. Deze orde stond vermoedelijk zeer dicht bij de orde der Choristodera en was waarschijnlijk het zustertaxon.

De plaats van de orde der Choristodera in de Reptilia (Sauropsida) is onzeker en omstreden. Er is vaak geprobeerd om de Choristodera een zekere plaats te geven, maar dat is tot nu toe nog niet goed gelukt. Het is wel unaniem aanvaard dat de orde der Choristodera in ieder geval tot de Diapsida gerekend moet worden. De orde der Choristodera werd als een familie binnen de orde der Eosuchia geplaatst toen deze nog kleiner was. Ook is de orde der Choristodera vaak basaal in de infraklasse der Lepidosauromorpha geplaatst, maar de laatste inzichten en analyses lijken erop te wijzen dat de orde der Choristodera tot de infraklasse der Archosauromorpha gerekend moet worden, waar zij een basale plaats inneemt. De Choristodera vormen zo de zustertaxon van de Rhynchosauria, de Trilophosauria en mogelijk ook de Prolacertiformes-Avicephala-taxon. De orde der Choristodera was waarschijnlijk het nauwst verwant aan de orde der Rhynchosauria en mogelijk ook aan de orde der Trilophosauria. Het is zelfs gesuggereerd dat zeer basale leden die nu tot de Orde der Choristodera gerekend worden als Lazarussuchus eigenlijk basale leden van de orde der Rhynchosauria waren. Men denkt nu echter toch dat Lazarussuchus een lid van de orde der Choristodera was. Hier volgt een stamboom van de Archosauromorpha. De orde der Choristodera neemt een zeer basale plaats in:
|  | Rhynchosauria                                                    |
|  |                                                                  |
|  | Choristodera                                                     |
|  |                                                                  |
|  | \| \| ?Teraterpeton \| \| \| \| \| \| Trilophosauria \| \| \| \| |
|  |                                                                  |
|  | ?Teraterpeton                                                    |
|  |                                                                  |
|  | Trilophosauria                                                   |
|  |                                                                  |

|  | ?Teraterpeton  |
|  |                |
|  | Trilophosauria |
|  |                |

|             | Yonghesuchus |
|             | |
| Archosauria | \| \| Crurotarsi (krokodilachtigen en verwanten) \| \| \| \| \| \| Avemetatarsalia (dinosauriërs, pterosauriërs, vogels en verwanten) \| \| \| \| |
|             | \| \| Crurotarsi (krokodilachtigen en verwanten) \| \| \| \| \| \| Avemetatarsalia (dinosauriërs, pterosauriërs, vogels en verwanten) \| \| \| \| |
|             | Crurotarsi (krokodilachtigen en verwanten) |
|             | |
|             | Avemetatarsalia (dinosauriërs, pterosauriërs, vogels en verwanten)                                                                                |
|             | |

|  | Crurotarsi (krokodilachtigen en verwanten)                         |
|  |                                                                    |
|  | Avemetatarsalia (dinosauriërs, pterosauriërs, vogels en verwanten) |
|  |                                                                    |

|             | Yonghesuchus |
|             | |
| Archosauria | \| \| Crurotarsi (krokodilachtigen en verwanten) \| \| \| \| \| \| Avemetatarsalia (dinosauriërs, pterosauriërs, vogels en verwanten) \| \| \| \| |
|             | \| \| Crurotarsi (krokodilachtigen en verwanten) \| \| \| \| \| \| Avemetatarsalia (dinosauriërs, pterosauriërs, vogels en verwanten) \| \| \| \| |
|             | Crurotarsi (krokodilachtigen en verwanten) |
|             | |
|             | Avemetatarsalia (dinosauriërs, pterosauriërs, vogels en verwanten)                                                                                |
|             | |

|  | Crurotarsi (krokodilachtigen en verwanten)                         |
|  |                                                                    |
|  | Avemetatarsalia (dinosauriërs, pterosauriërs, vogels en verwanten) |
|  |                                                                    |

|             | Yonghesuchus |
|             | |
| Archosauria | \| \| Crurotarsi (krokodilachtigen en verwanten) \| \| \| \| \| \| Avemetatarsalia (dinosauriërs, pterosauriërs, vogels en verwanten) \| \| \| \| |
|             | \| \| Crurotarsi (krokodilachtigen en verwanten) \| \| \| \| \| \| Avemetatarsalia (dinosauriërs, pterosauriërs, vogels en verwanten) \| \| \| \| |
|             | Crurotarsi (krokodilachtigen en verwanten) |
|             | |
|             | Avemetatarsalia (dinosauriërs, pterosauriërs, vogels en verwanten)                                                                                |
|             | |

|  | Crurotarsi (krokodilachtigen en verwanten)                         |
|  |                                                                    |
|  | Avemetatarsalia (dinosauriërs, pterosauriërs, vogels en verwanten) |
|  |                                                                    |

|             | Yonghesuchus |
|             | |
| Archosauria | \| \| Crurotarsi (krokodilachtigen en verwanten) \| \| \| \| \| \| Avemetatarsalia (dinosauriërs, pterosauriërs, vogels en verwanten) \| \| \| \| |
|             | \| \| Crurotarsi (krokodilachtigen en verwanten) \| \| \| \| \| \| Avemetatarsalia (dinosauriërs, pterosauriërs, vogels en verwanten) \| \| \| \| |
|             | Crurotarsi (krokodilachtigen en verwanten) |
|             | |
|             | Avemetatarsalia (dinosauriërs, pterosauriërs, vogels en verwanten)                                                                                |
|             | |

|  | Crurotarsi (krokodilachtigen en verwanten)                         |
|  |                                                                    |
|  | Avemetatarsalia (dinosauriërs, pterosauriërs, vogels en verwanten) |
|  |                                                                    |

|             | Yonghesuchus |
|             | |
| Archosauria | \| \| Crurotarsi (krokodilachtigen en verwanten) \| \| \| \| \| \| Avemetatarsalia (dinosauriërs, pterosauriërs, vogels en verwanten) \| \| \| \| |
|             | \| \| Crurotarsi (krokodilachtigen en verwanten) \| \| \| \| \| \| Avemetatarsalia (dinosauriërs, pterosauriërs, vogels en verwanten) \| \| \| \| |
|             | Crurotarsi (krokodilachtigen en verwanten) |
|             | |
|             | Avemetatarsalia (dinosauriërs, pterosauriërs, vogels en verwanten)                                                                                |
|             | |

|  | Crurotarsi (krokodilachtigen en verwanten)                         |
|  |                                                                    |
|  | Avemetatarsalia (dinosauriërs, pterosauriërs, vogels en verwanten) |
|  |                                                                    |

|             | Yonghesuchus |
|             | |
| Archosauria | \| \| Crurotarsi (krokodilachtigen en verwanten) \| \| \| \| \| \| Avemetatarsalia (dinosauriërs, pterosauriërs, vogels en verwanten) \| \| \| \| |
|             | \| \| Crurotarsi (krokodilachtigen en verwanten) \| \| \| \| \| \| Avemetatarsalia (dinosauriërs, pterosauriërs, vogels en verwanten) \| \| \| \| |
|             | Crurotarsi (krokodilachtigen en verwanten) |
|             | |
|             | Avemetatarsalia (dinosauriërs, pterosauriërs, vogels en verwanten)                                                                                |
|             | |

|  | Crurotarsi (krokodilachtigen en verwanten)                         |
|  |                                                                    |
|  | Avemetatarsalia (dinosauriërs, pterosauriërs, vogels en verwanten) |
|  |                                                                    |

|             | Yonghesuchus |
|             | |
| Archosauria | \| \| Crurotarsi (krokodilachtigen en verwanten) \| \| \| \| \| \| Avemetatarsalia (dinosauriërs, pterosauriërs, vogels en verwanten) \| \| \| \| |
|             | \| \| Crurotarsi (krokodilachtigen en verwanten) \| \| \| \| \| \| Avemetatarsalia (dinosauriërs, pterosauriërs, vogels en verwanten) \| \| \| \| |
|             | Crurotarsi (krokodilachtigen en verwanten) |
|             | |
|             | Avemetatarsalia (dinosauriërs, pterosauriërs, vogels en verwanten)                                                                                |
|             | |

|  | Crurotarsi (krokodilachtigen en verwanten)                         |
|  |                                                                    |
|  | Avemetatarsalia (dinosauriërs, pterosauriërs, vogels en verwanten) |
|  |                                                                    |

|             | Yonghesuchus |
|             | |
| Archosauria | \| \| Crurotarsi (krokodilachtigen en verwanten) \| \| \| \| \| \| Avemetatarsalia (dinosauriërs, pterosauriërs, vogels en verwanten) \| \| \| \| |
|             | \| \| Crurotarsi (krokodilachtigen en verwanten) \| \| \| \| \| \| Avemetatarsalia (dinosauriërs, pterosauriërs, vogels en verwanten) \| \| \| \| |
|             | Crurotarsi (krokodilachtigen en verwanten) |
|             | |
|             | Avemetatarsalia (dinosauriërs, pterosauriërs, vogels en verwanten)                                                                                |
|             | |

|  | Crurotarsi (krokodilachtigen en verwanten)                         |
|  |                                                                    |
|  | Avemetatarsalia (dinosauriërs, pterosauriërs, vogels en verwanten) |
|  |                                                                    |

|             | Yonghesuchus |
|             | |
| Archosauria | \| \| Crurotarsi (krokodilachtigen en verwanten) \| \| \| \| \| \| Avemetatarsalia (dinosauriërs, pterosauriërs, vogels en verwanten) \| \| \| \| |
|             | \| \| Crurotarsi (krokodilachtigen en verwanten) \| \| \| \| \| \| Avemetatarsalia (dinosauriërs, pterosauriërs, vogels en verwanten) \| \| \| \| |
|             | Crurotarsi (krokodilachtigen en verwanten) |
|             | |
|             | Avemetatarsalia (dinosauriërs, pterosauriërs, vogels en verwanten)                                                                                |
|             | |

|  | Crurotarsi (krokodilachtigen en verwanten)                         |
|  |                                                                    |
|  | Avemetatarsalia (dinosauriërs, pterosauriërs, vogels en verwanten) |
|  |                                                                    |

|             | Yonghesuchus |
|             | |
| Archosauria | \| \| Crurotarsi (krokodilachtigen en verwanten) \| \| \| \| \| \| Avemetatarsalia (dinosauriërs, pterosauriërs, vogels en verwanten) \| \| \| \| |
|             | \| \| Crurotarsi (krokodilachtigen en verwanten) \| \| \| \| \| \| Avemetatarsalia (dinosauriërs, pterosauriërs, vogels en verwanten) \| \| \| \| |
|             | Crurotarsi (krokodilachtigen en verwanten) |
|             | |
|             | Avemetatarsalia (dinosauriërs, pterosauriërs, vogels en verwanten)                                                                                |
|             | |

|  | Crurotarsi (krokodilachtigen en verwanten)                         |
|  |                                                                    |
|  | Avemetatarsalia (dinosauriërs, pterosauriërs, vogels en verwanten) |
|  |                                                                    |

|             | Yonghesuchus |
|             | |
| Archosauria | \| \| Crurotarsi (krokodilachtigen en verwanten) \| \| \| \| \| \| Avemetatarsalia (dinosauriërs, pterosauriërs, vogels en verwanten) \| \| \| \| |
|             | \| \| Crurotarsi (krokodilachtigen en verwanten) \| \| \| \| \| \| Avemetatarsalia (dinosauriërs, pterosauriërs, vogels en verwanten) \| \| \| \| |
|             | Crurotarsi (krokodilachtigen en verwanten) |
|             | |
|             | Avemetatarsalia (dinosauriërs, pterosauriërs, vogels en verwanten)                                                                                |
|             | |

|  | Crurotarsi (krokodilachtigen en verwanten)                         |
|  |                                                                    |
|  | Avemetatarsalia (dinosauriërs, pterosauriërs, vogels en verwanten) |
|  |                                                                    |

|             | Yonghesuchus |
|             | |
| Archosauria | \| \| Crurotarsi (krokodilachtigen en verwanten) \| \| \| \| \| \| Avemetatarsalia (dinosauriërs, pterosauriërs, vogels en verwanten) \| \| \| \| |
|             | \| \| Crurotarsi (krokodilachtigen en verwanten) \| \| \| \| \| \| Avemetatarsalia (dinosauriërs, pterosauriërs, vogels en verwanten) \| \| \| \| |
|             | Crurotarsi (krokodilachtigen en verwanten) |
|             | |
|             | Avemetatarsalia (dinosauriërs, pterosauriërs, vogels en verwanten)                                                                                |
|             | |

|  | Crurotarsi (krokodilachtigen en verwanten)                         |
|  |                                                                    |
|  | Avemetatarsalia (dinosauriërs, pterosauriërs, vogels en verwanten) |
|  |                                                                    |

|             | Yonghesuchus |
|             | |
| Archosauria | \| \| Crurotarsi (krokodilachtigen en verwanten) \| \| \| \| \| \| Avemetatarsalia (dinosauriërs, pterosauriërs, vogels en verwanten) \| \| \| \| |
|             | \| \| Crurotarsi (krokodilachtigen en verwanten) \| \| \| \| \| \| Avemetatarsalia (dinosauriërs, pterosauriërs, vogels en verwanten) \| \| \| \| |
|             | Crurotarsi (krokodilachtigen en verwanten) |
|             | |
|             | Avemetatarsalia (dinosauriërs, pterosauriërs, vogels en verwanten)                                                                                |
|             | |

|  | Crurotarsi (krokodilachtigen en verwanten)                         |
|  |                                                                    |
|  | Avemetatarsalia (dinosauriërs, pterosauriërs, vogels en verwanten) |
|  |                                                                    |

|             | Yonghesuchus |
|             | |
| Archosauria | \| \| Crurotarsi (krokodilachtigen en verwanten) \| \| \| \| \| \| Avemetatarsalia (dinosauriërs, pterosauriërs, vogels en verwanten) \| \| \| \| |
|             | \| \| Crurotarsi (krokodilachtigen en verwanten) \| \| \| \| \| \| Avemetatarsalia (dinosauriërs, pterosauriërs, vogels en verwanten) \| \| \| \| |
|             | Crurotarsi (krokodilachtigen en verwanten) |
|             | |
|             | Avemetatarsalia (dinosauriërs, pterosauriërs, vogels en verwanten)                                                                                |
|             | |

|  | Crurotarsi (krokodilachtigen en verwanten)                         |
|  |                                                                    |
|  | Avemetatarsalia (dinosauriërs, pterosauriërs, vogels en verwanten) |
|  |                                                                    |

|             | Yonghesuchus |
|             | |
| Archosauria | \| \| Crurotarsi (krokodilachtigen en verwanten) \| \| \| \| \| \| Avemetatarsalia (dinosauriërs, pterosauriërs, vogels en verwanten) \| \| \| \| |
|             | \| \| Crurotarsi (krokodilachtigen en verwanten) \| \| \| \| \| \| Avemetatarsalia (dinosauriërs, pterosauriërs, vogels en verwanten) \| \| \| \| |
|             | Crurotarsi (krokodilachtigen en verwanten) |
|             | |
|             | Avemetatarsalia (dinosauriërs, pterosauriërs, vogels en verwanten)                                                                                |
|             | |

|  | Crurotarsi (krokodilachtigen en verwanten)                         |
|  |                                                                    |
|  | Avemetatarsalia (dinosauriërs, pterosauriërs, vogels en verwanten) |
|  |                                                                    |

|             | Yonghesuchus |
|             | |
| Archosauria | \| \| Crurotarsi (krokodilachtigen en verwanten) \| \| \| \| \| \| Avemetatarsalia (dinosauriërs, pterosauriërs, vogels en verwanten) \| \| \| \| |
|             | \| \| Crurotarsi (krokodilachtigen en verwanten) \| \| \| \| \| \| Avemetatarsalia (dinosauriërs, pterosauriërs, vogels en verwanten) \| \| \| \| |
|             | Crurotarsi (krokodilachtigen en verwanten) |
|             | |
|             | Avemetatarsalia (dinosauriërs, pterosauriërs, vogels en verwanten)                                                                                |
|             | |

|  | Crurotarsi (krokodilachtigen en verwanten)                         |
|  |                                                                    |
|  | Avemetatarsalia (dinosauriërs, pterosauriërs, vogels en verwanten) |
|  |                                                                    |

|             | Yonghesuchus |
|             | |
| Archosauria | \| \| Crurotarsi (krokodilachtigen en verwanten) \| \| \| \| \| \| Avemetatarsalia (dinosauriërs, pterosauriërs, vogels en verwanten) \| \| \| \| |
|             | \| \| Crurotarsi (krokodilachtigen en verwanten) \| \| \| \| \| \| Avemetatarsalia (dinosauriërs, pterosauriërs, vogels en verwanten) \| \| \| \| |
|             | Crurotarsi (krokodilachtigen en verwanten) |
|             | |
|             | Avemetatarsalia (dinosauriërs, pterosauriërs, vogels en verwanten)                                                                                |
|             | |

|  | Crurotarsi (krokodilachtigen en verwanten)                         |
|  |                                                                    |
|  | Avemetatarsalia (dinosauriërs, pterosauriërs, vogels en verwanten) |
|  |                                                                    |

|             | Yonghesuchus |
|             | |
| Archosauria | \| \| Crurotarsi (krokodilachtigen en verwanten) \| \| \| \| \| \| Avemetatarsalia (dinosauriërs, pterosauriërs, vogels en verwanten) \| \| \| \| |
|             | \| \| Crurotarsi (krokodilachtigen en verwanten) \| \| \| \| \| \| Avemetatarsalia (dinosauriërs, pterosauriërs, vogels en verwanten) \| \| \| \| |
|             | Crurotarsi (krokodilachtigen en verwanten) |
|             | |
|             | Avemetatarsalia (dinosauriërs, pterosauriërs, vogels en verwanten)                                                                                |
|             | |

|  | Crurotarsi (krokodilachtigen en verwanten)                         |
|  |                                                                    |
|  | Avemetatarsalia (dinosauriërs, pterosauriërs, vogels en verwanten) |
|  |                                                                    |

|             | Yonghesuchus |
|             | |
| Archosauria | \| \| Crurotarsi (krokodilachtigen en verwanten) \| \| \| \| \| \| Avemetatarsalia (dinosauriërs, pterosauriërs, vogels en verwanten) \| \| \| \| |
|             | \| \| Crurotarsi (krokodilachtigen en verwanten) \| \| \| \| \| \| Avemetatarsalia (dinosauriërs, pterosauriërs, vogels en verwanten) \| \| \| \| |
|             | Crurotarsi (krokodilachtigen en verwanten) |
|             | |
|             | Avemetatarsalia (dinosauriërs, pterosauriërs, vogels en verwanten)                                                                                |
|             | |

|  | Crurotarsi (krokodilachtigen en verwanten)                         |
|  |                                                                    |
|  | Avemetatarsalia (dinosauriërs, pterosauriërs, vogels en verwanten) |
|  |                                                                    |

|             | Yonghesuchus |
|             | |
| Archosauria | \| \| Crurotarsi (krokodilachtigen en verwanten) \| \| \| \| \| \| Avemetatarsalia (dinosauriërs, pterosauriërs, vogels en verwanten) \| \| \| \| |
|             | \| \| Crurotarsi (krokodilachtigen en verwanten) \| \| \| \| \| \| Avemetatarsalia (dinosauriërs, pterosauriërs, vogels en verwanten) \| \| \| \| |
|             | Crurotarsi (krokodilachtigen en verwanten) |
|             | |
|             | Avemetatarsalia (dinosauriërs, pterosauriërs, vogels en verwanten)                                                                                |
|             | |

|  | Crurotarsi (krokodilachtigen en verwanten)                         |
|  |                                                                    |
|  | Avemetatarsalia (dinosauriërs, pterosauriërs, vogels en verwanten) |
|  |                                                                    |

|             | Yonghesuchus |
|             | |
| Archosauria | \| \| Crurotarsi (krokodilachtigen en verwanten) \| \| \| \| \| \| Avemetatarsalia (dinosauriërs, pterosauriërs, vogels en verwanten) \| \| \| \| |
|             | \| \| Crurotarsi (krokodilachtigen en verwanten) \| \| \| \| \| \| Avemetatarsalia (dinosauriërs, pterosauriërs, vogels en verwanten) \| \| \| \| |
|             | Crurotarsi (krokodilachtigen en verwanten) |
|             | |
|             | Avemetatarsalia (dinosauriërs, pterosauriërs, vogels en verwanten)                                                                                |
|             | |

|  | Crurotarsi (krokodilachtigen en verwanten)                         |
|  |                                                                    |
|  | Avemetatarsalia (dinosauriërs, pterosauriërs, vogels en verwanten) |
|  |                                                                    |

|             | Yonghesuchus |
|             | |
| Archosauria | \| \| Crurotarsi (krokodilachtigen en verwanten) \| \| \| \| \| \| Avemetatarsalia (dinosauriërs, pterosauriërs, vogels en verwanten) \| \| \| \| |
|             | \| \| Crurotarsi (krokodilachtigen en verwanten) \| \| \| \| \| \| Avemetatarsalia (dinosauriërs, pterosauriërs, vogels en verwanten) \| \| \| \| |
|             | Crurotarsi (krokodilachtigen en verwanten) |
|             | |
|             | Avemetatarsalia (dinosauriërs, pterosauriërs, vogels en verwanten)                                                                                |
|             | |

|  | Crurotarsi (krokodilachtigen en verwanten)                         |
|  |                                                                    |
|  | Avemetatarsalia (dinosauriërs, pterosauriërs, vogels en verwanten) |
|  |                                                                    |

|             | Yonghesuchus |
|             | |
| Archosauria | \| \| Crurotarsi (krokodilachtigen en verwanten) \| \| \| \| \| \| Avemetatarsalia (dinosauriërs, pterosauriërs, vogels en verwanten) \| \| \| \| |
|             | \| \| Crurotarsi (krokodilachtigen en verwanten) \| \| \| \| \| \| Avemetatarsalia (dinosauriërs, pterosauriërs, vogels en verwanten) \| \| \| \| |
|             | Crurotarsi (krokodilachtigen en verwanten) |
|             | |
|             | Avemetatarsalia (dinosauriërs, pterosauriërs, vogels en verwanten)                                                                                |
|             | |

|  | Crurotarsi (krokodilachtigen en verwanten)                         |
|  |                                                                    |
|  | Avemetatarsalia (dinosauriërs, pterosauriërs, vogels en verwanten) |
|  |                                                                    |

|             | Yonghesuchus |
|             | |
| Archosauria | \| \| Crurotarsi (krokodilachtigen en verwanten) \| \| \| \| \| \| Avemetatarsalia (dinosauriërs, pterosauriërs, vogels en verwanten) \| \| \| \| |
|             | \| \| Crurotarsi (krokodilachtigen en verwanten) \| \| \| \| \| \| Avemetatarsalia (dinosauriërs, pterosauriërs, vogels en verwanten) \| \| \| \| |
|             | Crurotarsi (krokodilachtigen en verwanten) |
|             | |
|             | Avemetatarsalia (dinosauriërs, pterosauriërs, vogels en verwanten)                                                                                |
|             | |

|  | Crurotarsi (krokodilachtigen en verwanten)                         |
|  |                                                                    |
|  | Avemetatarsalia (dinosauriërs, pterosauriërs, vogels en verwanten) |
|  |                                                                    |

|             | Yonghesuchus |
|             | |
| Archosauria | \| \| Crurotarsi (krokodilachtigen en verwanten) \| \| \| \| \| \| Avemetatarsalia (dinosauriërs, pterosauriërs, vogels en verwanten) \| \| \| \| |
|             | \| \| Crurotarsi (krokodilachtigen en verwanten) \| \| \| \| \| \| Avemetatarsalia (dinosauriërs, pterosauriërs, vogels en verwanten) \| \| \| \| |
|             | Crurotarsi (krokodilachtigen en verwanten) |
|             | |
|             | Avemetatarsalia (dinosauriërs, pterosauriërs, vogels en verwanten)                                                                                |
|             | |

|  | Crurotarsi (krokodilachtigen en verwanten)                         |
|  |                                                                    |
|  | Avemetatarsalia (dinosauriërs, pterosauriërs, vogels en verwanten) |
|  |                                                                    |

|             | Yonghesuchus |
|             | |
| Archosauria | \| \| Crurotarsi (krokodilachtigen en verwanten) \| \| \| \| \| \| Avemetatarsalia (dinosauriërs, pterosauriërs, vogels en verwanten) \| \| \| \| |
|             | \| \| Crurotarsi (krokodilachtigen en verwanten) \| \| \| \| \| \| Avemetatarsalia (dinosauriërs, pterosauriërs, vogels en verwanten) \| \| \| \| |
|             | Crurotarsi (krokodilachtigen en verwanten) |
|             | |
|             | Avemetatarsalia (dinosauriërs, pterosauriërs, vogels en verwanten)                                                                                |
|             | |

|  | Crurotarsi (krokodilachtigen en verwanten)                         |
|  |                                                                    |
|  | Avemetatarsalia (dinosauriërs, pterosauriërs, vogels en verwanten) |
|  |                                                                    |

|             | Yonghesuchus |
|             | |
| Archosauria | \| \| Crurotarsi (krokodilachtigen en verwanten) \| \| \| \| \| \| Avemetatarsalia (dinosauriërs, pterosauriërs, vogels en verwanten) \| \| \| \| |
|             | \| \| Crurotarsi (krokodilachtigen en verwanten) \| \| \| \| \| \| Avemetatarsalia (dinosauriërs, pterosauriërs, vogels en verwanten) \| \| \| \| |
|             | Crurotarsi (krokodilachtigen en verwanten) |
|             | |
|             | Avemetatarsalia (dinosauriërs, pterosauriërs, vogels en verwanten)                                                                                |
|             | |

|  | Crurotarsi (krokodilachtigen en verwanten)                         |
|  |                                                                    |
|  | Avemetatarsalia (dinosauriërs, pterosauriërs, vogels en verwanten) |
|  |                                                                    |

|             | Yonghesuchus |
|             | |
| Archosauria | \| \| Crurotarsi (krokodilachtigen en verwanten) \| \| \| \| \| \| Avemetatarsalia (dinosauriërs, pterosauriërs, vogels en verwanten) \| \| \| \| |
|             | \| \| Crurotarsi (krokodilachtigen en verwanten) \| \| \| \| \| \| Avemetatarsalia (dinosauriërs, pterosauriërs, vogels en verwanten) \| \| \| \| |
|             | Crurotarsi (krokodilachtigen en verwanten) |
|             | |
|             | Avemetatarsalia (dinosauriërs, pterosauriërs, vogels en verwanten)                                                                                |
|             | |

|  | Crurotarsi (krokodilachtigen en verwanten)                         |
|  |                                                                    |
|  | Avemetatarsalia (dinosauriërs, pterosauriërs, vogels en verwanten) |
|  |                                                                    |

|             | Yonghesuchus |
|             | |
| Archosauria | \| \| Crurotarsi (krokodilachtigen en verwanten) \| \| \| \| \| \| Avemetatarsalia (dinosauriërs, pterosauriërs, vogels en verwanten) \| \| \| \| |
|             | \| \| Crurotarsi (krokodilachtigen en verwanten) \| \| \| \| \| \| Avemetatarsalia (dinosauriërs, pterosauriërs, vogels en verwanten) \| \| \| \| |
|             | Crurotarsi (krokodilachtigen en verwanten) |
|             | |
|             | Avemetatarsalia (dinosauriërs, pterosauriërs, vogels en verwanten)                                                                                |
|             | |

|  | Crurotarsi (krokodilachtigen en verwanten)                         |
|  |                                                                    |
|  | Avemetatarsalia (dinosauriërs, pterosauriërs, vogels en verwanten) |
|  |                                                                    |

|             | Yonghesuchus |
|             | |
| Archosauria | \| \| Crurotarsi (krokodilachtigen en verwanten) \| \| \| \| \| \| Avemetatarsalia (dinosauriërs, pterosauriërs, vogels en verwanten) \| \| \| \| |
|             | \| \| Crurotarsi (krokodilachtigen en verwanten) \| \| \| \| \| \| Avemetatarsalia (dinosauriërs, pterosauriërs, vogels en verwanten) \| \| \| \| |
|             | Crurotarsi (krokodilachtigen en verwanten) |
|             | |
|             | Avemetatarsalia (dinosauriërs, pterosauriërs, vogels en verwanten)                                                                                |
|             | |

|  | Crurotarsi (krokodilachtigen en verwanten)                         |
|  |                                                                    |
|  | Avemetatarsalia (dinosauriërs, pterosauriërs, vogels en verwanten) |
|  |                                                                    |

|             | Yonghesuchus |
|             | |
| Archosauria | \| \| Crurotarsi (krokodilachtigen en verwanten) \| \| \| \| \| \| Avemetatarsalia (dinosauriërs, pterosauriërs, vogels en verwanten) \| \| \| \| |
|             | \| \| Crurotarsi (krokodilachtigen en verwanten) \| \| \| \| \| \| Avemetatarsalia (dinosauriërs, pterosauriërs, vogels en verwanten) \| \| \| \| |
|             | Crurotarsi (krokodilachtigen en verwanten) |
|             | |
|             | Avemetatarsalia (dinosauriërs, pterosauriërs, vogels en verwanten)                                                                                |
|             | |

|  | Crurotarsi (krokodilachtigen en verwanten)                         |
|  |                                                                    |
|  | Avemetatarsalia (dinosauriërs, pterosauriërs, vogels en verwanten) |
|  |                                                                    |

|             | Yonghesuchus |
|             | |
| Archosauria | \| \| Crurotarsi (krokodilachtigen en verwanten) \| \| \| \| \| \| Avemetatarsalia (dinosauriërs, pterosauriërs, vogels en verwanten) \| \| \| \| |
|             | \| \| Crurotarsi (krokodilachtigen en verwanten) \| \| \| \| \| \| Avemetatarsalia (dinosauriërs, pterosauriërs, vogels en verwanten) \| \| \| \| |
|             | Crurotarsi (krokodilachtigen en verwanten) |
|             | |
|             | Avemetatarsalia (dinosauriërs, pterosauriërs, vogels en verwanten)                                                                                |
|             | |

|  | Crurotarsi (krokodilachtigen en verwanten)                         |
|  |                                                                    |
|  | Avemetatarsalia (dinosauriërs, pterosauriërs, vogels en verwanten) |
|  |                                                                    |

|             | Yonghesuchus |
|             | |
| Archosauria | \| \| Crurotarsi (krokodilachtigen en verwanten) \| \| \| \| \| \| Avemetatarsalia (dinosauriërs, pterosauriërs, vogels en verwanten) \| \| \| \| |
|             | \| \| Crurotarsi (krokodilachtigen en verwanten) \| \| \| \| \| \| Avemetatarsalia (dinosauriërs, pterosauriërs, vogels en verwanten) \| \| \| \| |
|             | Crurotarsi (krokodilachtigen en verwanten) |
|             | |
|             | Avemetatarsalia (dinosauriërs, pterosauriërs, vogels en verwanten)                                                                                |
|             | |

|  | Crurotarsi (krokodilachtigen en verwanten)                         |
|  |                                                                    |
|  | Avemetatarsalia (dinosauriërs, pterosauriërs, vogels en verwanten) |
|  |                                                                    |

|             | Yonghesuchus |
|             | |
| Archosauria | \| \| Crurotarsi (krokodilachtigen en verwanten) \| \| \| \| \| \| Avemetatarsalia (dinosauriërs, pterosauriërs, vogels en verwanten) \| \| \| \| |
|             | \| \| Crurotarsi (krokodilachtigen en verwanten) \| \| \| \| \| \| Avemetatarsalia (dinosauriërs, pterosauriërs, vogels en verwanten) \| \| \| \| |
|             | Crurotarsi (krokodilachtigen en verwanten) |
|             | |
|             | Avemetatarsalia (dinosauriërs, pterosauriërs, vogels en verwanten)                                                                                |
|             | |

|  | Crurotarsi (krokodilachtigen en verwanten)                         |
|  |                                                                    |
|  | Avemetatarsalia (dinosauriërs, pterosauriërs, vogels en verwanten) |
|  |                                                                    |

|             | Yonghesuchus |
|             | |
| Archosauria | \| \| Crurotarsi (krokodilachtigen en verwanten) \| \| \| \| \| \| Avemetatarsalia (dinosauriërs, pterosauriërs, vogels en verwanten) \| \| \| \| |
|             | \| \| Crurotarsi (krokodilachtigen en verwanten) \| \| \| \| \| \| Avemetatarsalia (dinosauriërs, pterosauriërs, vogels en verwanten) \| \| \| \| |
|             | Crurotarsi (krokodilachtigen en verwanten) |
|             | |
|             | Avemetatarsalia (dinosauriërs, pterosauriërs, vogels en verwanten)                                                                                |
|             | |

|  | Crurotarsi (krokodilachtigen en verwanten)                         |
|  |                                                                    |
|  | Avemetatarsalia (dinosauriërs, pterosauriërs, vogels en verwanten) |
|  |                                                                    |

|             | Yonghesuchus |
|             | |
| Archosauria | \| \| Crurotarsi (krokodilachtigen en verwanten) \| \| \| \| \| \| Avemetatarsalia (dinosauriërs, pterosauriërs, vogels en verwanten) \| \| \| \| |
|             | \| \| Crurotarsi (krokodilachtigen en verwanten) \| \| \| \| \| \| Avemetatarsalia (dinosauriërs, pterosauriërs, vogels en verwanten) \| \| \| \| |
|             | Crurotarsi (krokodilachtigen en verwanten) |
|             | |
|             | Avemetatarsalia (dinosauriërs, pterosauriërs, vogels en verwanten)                                                                                |
|             | |

|  | Crurotarsi (krokodilachtigen en verwanten)                         |
|  |                                                                    |
|  | Avemetatarsalia (dinosauriërs, pterosauriërs, vogels en verwanten) |
|  |                                                                    |

|             | Yonghesuchus |
|             | |
| Archosauria | \| \| Crurotarsi (krokodilachtigen en verwanten) \| \| \| \| \| \| Avemetatarsalia (dinosauriërs, pterosauriërs, vogels en verwanten) \| \| \| \| |
|             | \| \| Crurotarsi (krokodilachtigen en verwanten) \| \| \| \| \| \| Avemetatarsalia (dinosauriërs, pterosauriërs, vogels en verwanten) \| \| \| \| |
|             | Crurotarsi (krokodilachtigen en verwanten) |
|             | |
|             | Avemetatarsalia (dinosauriërs, pterosauriërs, vogels en verwanten)                                                                                |
|             | |

|  | Crurotarsi (krokodilachtigen en verwanten)                         |
|  |                                                                    |
|  | Avemetatarsalia (dinosauriërs, pterosauriërs, vogels en verwanten) |
|  |                                                                    |

|             | Yonghesuchus |
|             | |
| Archosauria | \| \| Crurotarsi (krokodilachtigen en verwanten) \| \| \| \| \| \| Avemetatarsalia (dinosauriërs, pterosauriërs, vogels en verwanten) \| \| \| \| |
|             | \| \| Crurotarsi (krokodilachtigen en verwanten) \| \| \| \| \| \| Avemetatarsalia (dinosauriërs, pterosauriërs, vogels en verwanten) \| \| \| \| |
|             | Crurotarsi (krokodilachtigen en verwanten) |
|             | |
|             | Avemetatarsalia (dinosauriërs, pterosauriërs, vogels en verwanten)                                                                                |
|             | |

|  | Crurotarsi (krokodilachtigen en verwanten)                         |
|  |                                                                    |
|  | Avemetatarsalia (dinosauriërs, pterosauriërs, vogels en verwanten) |
|  |                                                                    |

|             | Yonghesuchus |
|             | |
| Archosauria | \| \| Crurotarsi (krokodilachtigen en verwanten) \| \| \| \| \| \| Avemetatarsalia (dinosauriërs, pterosauriërs, vogels en verwanten) \| \| \| \| |
|             | \| \| Crurotarsi (krokodilachtigen en verwanten) \| \| \| \| \| \| Avemetatarsalia (dinosauriërs, pterosauriërs, vogels en verwanten) \| \| \| \| |
|             | Crurotarsi (krokodilachtigen en verwanten) |
|             | |
|             | Avemetatarsalia (dinosauriërs, pterosauriërs, vogels en verwanten)                                                                                |
|             | |

|  | Crurotarsi (krokodilachtigen en verwanten)                         |
|  |                                                                    |
|  | Avemetatarsalia (dinosauriërs, pterosauriërs, vogels en verwanten) |
|  |                                                                    |

|             | Yonghesuchus |
|             | |
| Archosauria | \| \| Crurotarsi (krokodilachtigen en verwanten) \| \| \| \| \| \| Avemetatarsalia (dinosauriërs, pterosauriërs, vogels en verwanten) \| \| \| \| |
|             | \| \| Crurotarsi (krokodilachtigen en verwanten) \| \| \| \| \| \| Avemetatarsalia (dinosauriërs, pterosauriërs, vogels en verwanten) \| \| \| \| |
|             | Crurotarsi (krokodilachtigen en verwanten) |
|             | |
|             | Avemetatarsalia (dinosauriërs, pterosauriërs, vogels en verwanten)                                                                                |
|             | |

|  | Crurotarsi (krokodilachtigen en verwanten)                         |
|  |                                                                    |
|  | Avemetatarsalia (dinosauriërs, pterosauriërs, vogels en verwanten) |
|  |                                                                    |

|             | Yonghesuchus |
|             | |
| Archosauria | \| \| Crurotarsi (krokodilachtigen en verwanten) \| \| \| \| \| \| Avemetatarsalia (dinosauriërs, pterosauriërs, vogels en verwanten) \| \| \| \| |
|             | \| \| Crurotarsi (krokodilachtigen en verwanten) \| \| \| \| \| \| Avemetatarsalia (dinosauriërs, pterosauriërs, vogels en verwanten) \| \| \| \| |
|             | Crurotarsi (krokodilachtigen en verwanten) |
|             | |
|             | Avemetatarsalia (dinosauriërs, pterosauriërs, vogels en verwanten)                                                                                |
|             | |

|  | Crurotarsi (krokodilachtigen en verwanten)                         |
|  |                                                                    |
|  | Avemetatarsalia (dinosauriërs, pterosauriërs, vogels en verwanten) |
|  |                                                                    |

|             | Yonghesuchus |
|             | |
| Archosauria | \| \| Crurotarsi (krokodilachtigen en verwanten) \| \| \| \| \| \| Avemetatarsalia (dinosauriërs, pterosauriërs, vogels en verwanten) \| \| \| \| |
|             | \| \| Crurotarsi (krokodilachtigen en verwanten) \| \| \| \| \| \| Avemetatarsalia (dinosauriërs, pterosauriërs, vogels en verwanten) \| \| \| \| |
|             | Crurotarsi (krokodilachtigen en verwanten) |
|             | |
|             | Avemetatarsalia (dinosauriërs, pterosauriërs, vogels en verwanten)                                                                                |
|             | |

|  | Crurotarsi (krokodilachtigen en verwanten)                         |
|  |                                                                    |
|  | Avemetatarsalia (dinosauriërs, pterosauriërs, vogels en verwanten) |
|  |                                                                    |

|             | Yonghesuchus |
|             | |
| Archosauria | \| \| Crurotarsi (krokodilachtigen en verwanten) \| \| \| \| \| \| Avemetatarsalia (dinosauriërs, pterosauriërs, vogels en verwanten) \| \| \| \| |
|             | \| \| Crurotarsi (krokodilachtigen en verwanten) \| \| \| \| \| \| Avemetatarsalia (dinosauriërs, pterosauriërs, vogels en verwanten) \| \| \| \| |
|             | Crurotarsi (krokodilachtigen en verwanten) |
|             | |
|             | Avemetatarsalia (dinosauriërs, pterosauriërs, vogels en verwanten)                                                                                |
|             | |

|  | Crurotarsi (krokodilachtigen en verwanten)                         |
|  |                                                                    |
|  | Avemetatarsalia (dinosauriërs, pterosauriërs, vogels en verwanten) |
|  |                                                                    |

|             | Yonghesuchus |
|             | |
| Archosauria | \| \| Crurotarsi (krokodilachtigen en verwanten) \| \| \| \| \| \| Avemetatarsalia (dinosauriërs, pterosauriërs, vogels en verwanten) \| \| \| \| |
|             | \| \| Crurotarsi (krokodilachtigen en verwanten) \| \| \| \| \| \| Avemetatarsalia (dinosauriërs, pterosauriërs, vogels en verwanten) \| \| \| \| |
|             | Crurotarsi (krokodilachtigen en verwanten) |
|             | |
|             | Avemetatarsalia (dinosauriërs, pterosauriërs, vogels en verwanten)                                                                                |
|             | |

|  | Crurotarsi (krokodilachtigen en verwanten)                         |
|  |                                                                    |
|  | Avemetatarsalia (dinosauriërs, pterosauriërs, vogels en verwanten) |
|  |                                                                    |

|             | Yonghesuchus |
|             | |
| Archosauria | \| \| Crurotarsi (krokodilachtigen en verwanten) \| \| \| \| \| \| Avemetatarsalia (dinosauriërs, pterosauriërs, vogels en verwanten) \| \| \| \| |
|             | \| \| Crurotarsi (krokodilachtigen en verwanten) \| \| \| \| \| \| Avemetatarsalia (dinosauriërs, pterosauriërs, vogels en verwanten) \| \| \| \| |
|             | Crurotarsi (krokodilachtigen en verwanten) |
|             | |
|             | Avemetatarsalia (dinosauriërs, pterosauriërs, vogels en verwanten)                                                                                |
|             | |

|  | Crurotarsi (krokodilachtigen en verwanten)                         |
|  |                                                                    |
|  | Avemetatarsalia (dinosauriërs, pterosauriërs, vogels en verwanten) |
|  |                                                                    |

|             | Yonghesuchus |
|             | |
| Archosauria | \| \| Crurotarsi (krokodilachtigen en verwanten) \| \| \| \| \| \| Avemetatarsalia (dinosauriërs, pterosauriërs, vogels en verwanten) \| \| \| \| |
|             | \| \| Crurotarsi (krokodilachtigen en verwanten) \| \| \| \| \| \| Avemetatarsalia (dinosauriërs, pterosauriërs, vogels en verwanten) \| \| \| \| |
|             | Crurotarsi (krokodilachtigen en verwanten) |
|             | |
|             | Avemetatarsalia (dinosauriërs, pterosauriërs, vogels en verwanten)                                                                                |
|             | |

|  | Crurotarsi (krokodilachtigen en verwanten)                         |
|  |                                                                    |
|  | Avemetatarsalia (dinosauriërs, pterosauriërs, vogels en verwanten) |
|  |                                                                    |

|             | Yonghesuchus |
|             | |
| Archosauria | \| \| Crurotarsi (krokodilachtigen en verwanten) \| \| \| \| \| \| Avemetatarsalia (dinosauriërs, pterosauriërs, vogels en verwanten) \| \| \| \| |
|             | \| \| Crurotarsi (krokodilachtigen en verwanten) \| \| \| \| \| \| Avemetatarsalia (dinosauriërs, pterosauriërs, vogels en verwanten) \| \| \| \| |
|             | Crurotarsi (krokodilachtigen en verwanten) |
|             | |
|             | Avemetatarsalia (dinosauriërs, pterosauriërs, vogels en verwanten)                                                                                |
|             | |

|  | Crurotarsi (krokodilachtigen en verwanten)                         |
|  |                                                                    |
|  | Avemetatarsalia (dinosauriërs, pterosauriërs, vogels en verwanten) |
|  |                                                                    |

|             | Yonghesuchus |
|             | |
| Archosauria | \| \| Crurotarsi (krokodilachtigen en verwanten) \| \| \| \| \| \| Avemetatarsalia (dinosauriërs, pterosauriërs, vogels en verwanten) \| \| \| \| |
|             | \| \| Crurotarsi (krokodilachtigen en verwanten) \| \| \| \| \| \| Avemetatarsalia (dinosauriërs, pterosauriërs, vogels en verwanten) \| \| \| \| |
|             | Crurotarsi (krokodilachtigen en verwanten) |
|             | |
|             | Avemetatarsalia (dinosauriërs, pterosauriërs, vogels en verwanten)                                                                                |
|             | |

|  | Crurotarsi (krokodilachtigen en verwanten)                         |
|  |                                                                    |
|  | Avemetatarsalia (dinosauriërs, pterosauriërs, vogels en verwanten) |
|  |                                                                    |

|             | Yonghesuchus |
|             | |
| Archosauria | \| \| Crurotarsi (krokodilachtigen en verwanten) \| \| \| \| \| \| Avemetatarsalia (dinosauriërs, pterosauriërs, vogels en verwanten) \| \| \| \| |
|             | \| \| Crurotarsi (krokodilachtigen en verwanten) \| \| \| \| \| \| Avemetatarsalia (dinosauriërs, pterosauriërs, vogels en verwanten) \| \| \| \| |
|             | Crurotarsi (krokodilachtigen en verwanten) |
|             | |
|             | Avemetatarsalia (dinosauriërs, pterosauriërs, vogels en verwanten)                                                                                |
|             | |

|  | Crurotarsi (krokodilachtigen en verwanten)                         |
|  |                                                                    |
|  | Avemetatarsalia (dinosauriërs, pterosauriërs, vogels en verwanten) |
|  |                                                                    |

|             | Yonghesuchus |
|             | |
| Archosauria | \| \| Crurotarsi (krokodilachtigen en verwanten) \| \| \| \| \| \| Avemetatarsalia (dinosauriërs, pterosauriërs, vogels en verwanten) \| \| \| \| |
|             | \| \| Crurotarsi (krokodilachtigen en verwanten) \| \| \| \| \| \| Avemetatarsalia (dinosauriërs, pterosauriërs, vogels en verwanten) \| \| \| \| |
|             | Crurotarsi (krokodilachtigen en verwanten) |
|             | |
|             | Avemetatarsalia (dinosauriërs, pterosauriërs, vogels en verwanten)                                                                                |
|             | |

|  | Crurotarsi (krokodilachtigen en verwanten)                         |
|  |                                                                    |
|  | Avemetatarsalia (dinosauriërs, pterosauriërs, vogels en verwanten) |
|  |                                                                    |

|             | Yonghesuchus |
|             | |
| Archosauria | \| \| Crurotarsi (krokodilachtigen en verwanten) \| \| \| \| \| \| Avemetatarsalia (dinosauriërs, pterosauriërs, vogels en verwanten) \| \| \| \| |
|             | \| \| Crurotarsi (krokodilachtigen en verwanten) \| \| \| \| \| \| Avemetatarsalia (dinosauriërs, pterosauriërs, vogels en verwanten) \| \| \| \| |
|             | Crurotarsi (krokodilachtigen en verwanten) |
|             | |
|             | Avemetatarsalia (dinosauriërs, pterosauriërs, vogels en verwanten)                                                                                |
|             | |

|  | Crurotarsi (krokodilachtigen en verwanten)                         |
|  |                                                                    |
|  | Avemetatarsalia (dinosauriërs, pterosauriërs, vogels en verwanten) |
|  |                                                                    |

|             | Yonghesuchus |
|             | |
| Archosauria | \| \| Crurotarsi (krokodilachtigen en verwanten) \| \| \| \| \| \| Avemetatarsalia (dinosauriërs, pterosauriërs, vogels en verwanten) \| \| \| \| |
|             | \| \| Crurotarsi (krokodilachtigen en verwanten) \| \| \| \| \| \| Avemetatarsalia (dinosauriërs, pterosauriërs, vogels en verwanten) \| \| \| \| |
|             | Crurotarsi (krokodilachtigen en verwanten) |
|             | |
|             | Avemetatarsalia (dinosauriërs, pterosauriërs, vogels en verwanten)                                                                                |
|             | |

|  | Crurotarsi (krokodilachtigen en verwanten)                         |
|  |                                                                    |
|  | Avemetatarsalia (dinosauriërs, pterosauriërs, vogels en verwanten) |
|  |                                                                    |

|             | Yonghesuchus |
|             | |
| Archosauria | \| \| Crurotarsi (krokodilachtigen en verwanten) \| \| \| \| \| \| Avemetatarsalia (dinosauriërs, pterosauriërs, vogels en verwanten) \| \| \| \| |
|             | \| \| Crurotarsi (krokodilachtigen en verwanten) \| \| \| \| \| \| Avemetatarsalia (dinosauriërs, pterosauriërs, vogels en verwanten) \| \| \| \| |
|             | Crurotarsi (krokodilachtigen en verwanten) |
|             | |
|             | Avemetatarsalia (dinosauriërs, pterosauriërs, vogels en verwanten)                                                                                |
|             | |

|  | Crurotarsi (krokodilachtigen en verwanten)                         |
|  |                                                                    |
|  | Avemetatarsalia (dinosauriërs, pterosauriërs, vogels en verwanten) |
|  |                                                                    |

|             | Yonghesuchus |
|             | |
| Archosauria | \| \| Crurotarsi (krokodilachtigen en verwanten) \| \| \| \| \| \| Avemetatarsalia (dinosauriërs, pterosauriërs, vogels en verwanten) \| \| \| \| |
|             | \| \| Crurotarsi (krokodilachtigen en verwanten) \| \| \| \| \| \| Avemetatarsalia (dinosauriërs, pterosauriërs, vogels en verwanten) \| \| \| \| |
|             | Crurotarsi (krokodilachtigen en verwanten) |
|             | |
|             | Avemetatarsalia (dinosauriërs, pterosauriërs, vogels en verwanten)                                                                                |
|             | |

|  | Crurotarsi (krokodilachtigen en verwanten)                         |
|  |                                                                    |
|  | Avemetatarsalia (dinosauriërs, pterosauriërs, vogels en verwanten) |
|  |                                                                    |

|             | Yonghesuchus |
|             | |
| Archosauria | \| \| Crurotarsi (krokodilachtigen en verwanten) \| \| \| \| \| \| Avemetatarsalia (dinosauriërs, pterosauriërs, vogels en verwanten) \| \| \| \| |
|             | \| \| Crurotarsi (krokodilachtigen en verwanten) \| \| \| \| \| \| Avemetatarsalia (dinosauriërs, pterosauriërs, vogels en verwanten) \| \| \| \| |
|             | Crurotarsi (krokodilachtigen en verwanten) |
|             | |
|             | Avemetatarsalia (dinosauriërs, pterosauriërs, vogels en verwanten)                                                                                |
|             | |

|  | Crurotarsi (krokodilachtigen en verwanten)                         |
|  |                                                                    |
|  | Avemetatarsalia (dinosauriërs, pterosauriërs, vogels en verwanten) |
|  |                                                                    |

|             | Yonghesuchus |
|             | |
| Archosauria | \| \| Crurotarsi (krokodilachtigen en verwanten) \| \| \| \| \| \| Avemetatarsalia (dinosauriërs, pterosauriërs, vogels en verwanten) \| \| \| \| |
|             | \| \| Crurotarsi (krokodilachtigen en verwanten) \| \| \| \| \| \| Avemetatarsalia (dinosauriërs, pterosauriërs, vogels en verwanten) \| \| \| \| |
|             | Crurotarsi (krokodilachtigen en verwanten) |
|             | |
|             | Avemetatarsalia (dinosauriërs, pterosauriërs, vogels en verwanten)                                                                                |
|             | |

|  | Crurotarsi (krokodilachtigen en verwanten)                         |
|  |                                                                    |
|  | Avemetatarsalia (dinosauriërs, pterosauriërs, vogels en verwanten) |
|  |                                                                    |

|             | Yonghesuchus |
|             | |
| Archosauria | \| \| Crurotarsi (krokodilachtigen en verwanten) \| \| \| \| \| \| Avemetatarsalia (dinosauriërs, pterosauriërs, vogels en verwanten) \| \| \| \| |
|             | \| \| Crurotarsi (krokodilachtigen en verwanten) \| \| \| \| \| \| Avemetatarsalia (dinosauriërs, pterosauriërs, vogels en verwanten) \| \| \| \| |
|             | Crurotarsi (krokodilachtigen en verwanten) |
|             | |
|             | Avemetatarsalia (dinosauriërs, pterosauriërs, vogels en verwanten)                                                                                |
|             | |

|  | Crurotarsi (krokodilachtigen en verwanten)                         |
|  |                                                                    |
|  | Avemetatarsalia (dinosauriërs, pterosauriërs, vogels en verwanten) |
|  |                                                                    |

|             | Yonghesuchus |
|             | |
| Archosauria | \| \| Crurotarsi (krokodilachtigen en verwanten) \| \| \| \| \| \| Avemetatarsalia (dinosauriërs, pterosauriërs, vogels en verwanten) \| \| \| \| |
|             | \| \| Crurotarsi (krokodilachtigen en verwanten) \| \| \| \| \| \| Avemetatarsalia (dinosauriërs, pterosauriërs, vogels en verwanten) \| \| \| \| |
|             | Crurotarsi (krokodilachtigen en verwanten) |
|             | |
|             | Avemetatarsalia (dinosauriërs, pterosauriërs, vogels en verwanten)                                                                                |
|             | |

|  | Crurotarsi (krokodilachtigen en verwanten)                         |
|  |                                                                    |
|  | Avemetatarsalia (dinosauriërs, pterosauriërs, vogels en verwanten) |
|  |                                                                    |

|             | Yonghesuchus |
|             | |
| Archosauria | \| \| Crurotarsi (krokodilachtigen en verwanten) \| \| \| \| \| \| Avemetatarsalia (dinosauriërs, pterosauriërs, vogels en verwanten) \| \| \| \| |
|             | \| \| Crurotarsi (krokodilachtigen en verwanten) \| \| \| \| \| \| Avemetatarsalia (dinosauriërs, pterosauriërs, vogels en verwanten) \| \| \| \| |
|             | Crurotarsi (krokodilachtigen en verwanten) |
|             | |
|             | Avemetatarsalia (dinosauriërs, pterosauriërs, vogels en verwanten)                                                                                |
|             | |

|  | Crurotarsi (krokodilachtigen en verwanten)                         |
|  |                                                                    |
|  | Avemetatarsalia (dinosauriërs, pterosauriërs, vogels en verwanten) |
|  |                                                                    |

|             | Yonghesuchus |
|             | |
| Archosauria | \| \| Crurotarsi (krokodilachtigen en verwanten) \| \| \| \| \| \| Avemetatarsalia (dinosauriërs, pterosauriërs, vogels en verwanten) \| \| \| \| |
|             | \| \| Crurotarsi (krokodilachtigen en verwanten) \| \| \| \| \| \| Avemetatarsalia (dinosauriërs, pterosauriërs, vogels en verwanten) \| \| \| \| |
|             | Crurotarsi (krokodilachtigen en verwanten) |
|             | |
|             | Avemetatarsalia (dinosauriërs, pterosauriërs, vogels en verwanten)                                                                                |
|             | |

|  | Crurotarsi (krokodilachtigen en verwanten)                         |
|  |                                                                    |
|  | Avemetatarsalia (dinosauriërs, pterosauriërs, vogels en verwanten) |
|  |                                                                    |

|             | Yonghesuchus |
|             | |
| Archosauria | \| \| Crurotarsi (krokodilachtigen en verwanten) \| \| \| \| \| \| Avemetatarsalia (dinosauriërs, pterosauriërs, vogels en verwanten) \| \| \| \| |
|             | \| \| Crurotarsi (krokodilachtigen en verwanten) \| \| \| \| \| \| Avemetatarsalia (dinosauriërs, pterosauriërs, vogels en verwanten) \| \| \| \| |
|             | Crurotarsi (krokodilachtigen en verwanten) |
|             | |
|             | Avemetatarsalia (dinosauriërs, pterosauriërs, vogels en verwanten)                                                                                |
|             | |

|  | Crurotarsi (krokodilachtigen en verwanten)                         |
|  |                                                                    |
|  | Avemetatarsalia (dinosauriërs, pterosauriërs, vogels en verwanten) |
|  |                                                                    |

|             | Yonghesuchus |
|             | |
| Archosauria | \| \| Crurotarsi (krokodilachtigen en verwanten) \| \| \| \| \| \| Avemetatarsalia (dinosauriërs, pterosauriërs, vogels en verwanten) \| \| \| \| |
|             | \| \| Crurotarsi (krokodilachtigen en verwanten) \| \| \| \| \| \| Avemetatarsalia (dinosauriërs, pterosauriërs, vogels en verwanten) \| \| \| \| |
|             | Crurotarsi (krokodilachtigen en verwanten) |
|             | |
|             | Avemetatarsalia (dinosauriërs, pterosauriërs, vogels en verwanten)                                                                                |
|             | |

|  | Crurotarsi (krokodilachtigen en verwanten)                         |
|  |                                                                    |
|  | Avemetatarsalia (dinosauriërs, pterosauriërs, vogels en verwanten) |
|  |                                                                    |

|             | Yonghesuchus |
|             | |
| Archosauria | \| \| Crurotarsi (krokodilachtigen en verwanten) \| \| \| \| \| \| Avemetatarsalia (dinosauriërs, pterosauriërs, vogels en verwanten) \| \| \| \| |
|             | \| \| Crurotarsi (krokodilachtigen en verwanten) \| \| \| \| \| \| Avemetatarsalia (dinosauriërs, pterosauriërs, vogels en verwanten) \| \| \| \| |
|             | Crurotarsi (krokodilachtigen en verwanten) |
|             | |
|             | Avemetatarsalia (dinosauriërs, pterosauriërs, vogels en verwanten)                                                                                |
|             | |

|  | Crurotarsi (krokodilachtigen en verwanten)                         |
|  |                                                                    |
|  | Avemetatarsalia (dinosauriërs, pterosauriërs, vogels en verwanten) |
|  |                                                                    |

|             | Yonghesuchus |
|             | |
| Archosauria | \| \| Crurotarsi (krokodilachtigen en verwanten) \| \| \| \| \| \| Avemetatarsalia (dinosauriërs, pterosauriërs, vogels en verwanten) \| \| \| \| |
|             | \| \| Crurotarsi (krokodilachtigen en verwanten) \| \| \| \| \| \| Avemetatarsalia (dinosauriërs, pterosauriërs, vogels en verwanten) \| \| \| \| |
|             | Crurotarsi (krokodilachtigen en verwanten) |
|             | |
|             | Avemetatarsalia (dinosauriërs, pterosauriërs, vogels en verwanten)                                                                                |
|             | |

|  | Crurotarsi (krokodilachtigen en verwanten)                         |
|  |                                                                    |
|  | Avemetatarsalia (dinosauriërs, pterosauriërs, vogels en verwanten) |
|  |                                                                    |

|             | Yonghesuchus |
|             | |
| Archosauria | \| \| Crurotarsi (krokodilachtigen en verwanten) \| \| \| \| \| \| Avemetatarsalia (dinosauriërs, pterosauriërs, vogels en verwanten) \| \| \| \| |
|             | \| \| Crurotarsi (krokodilachtigen en verwanten) \| \| \| \| \| \| Avemetatarsalia (dinosauriërs, pterosauriërs, vogels en verwanten) \| \| \| \| |
|             | Crurotarsi (krokodilachtigen en verwanten) |
|             | |
|             | Avemetatarsalia (dinosauriërs, pterosauriërs, vogels en verwanten)                                                                                |
|             | |

|  | Crurotarsi (krokodilachtigen en verwanten)                         |
|  |                                                                    |
|  | Avemetatarsalia (dinosauriërs, pterosauriërs, vogels en verwanten) |
|  |                                                                    |

|             | Yonghesuchus |
|             | |
| Archosauria | \| \| Crurotarsi (krokodilachtigen en verwanten) \| \| \| \| \| \| Avemetatarsalia (dinosauriërs, pterosauriërs, vogels en verwanten) \| \| \| \| |
|             | \| \| Crurotarsi (krokodilachtigen en verwanten) \| \| \| \| \| \| Avemetatarsalia (dinosauriërs, pterosauriërs, vogels en verwanten) \| \| \| \| |
|             | Crurotarsi (krokodilachtigen en verwanten) |
|             | |
|             | Avemetatarsalia (dinosauriërs, pterosauriërs, vogels en verwanten)                                                                                |
|             | |

|  | Crurotarsi (krokodilachtigen en verwanten)                         |
|  |                                                                    |
|  | Avemetatarsalia (dinosauriërs, pterosauriërs, vogels en verwanten) |
|  |                                                                    |

|             | Yonghesuchus |
|             | |
| Archosauria | \| \| Crurotarsi (krokodilachtigen en verwanten) \| \| \| \| \| \| Avemetatarsalia (dinosauriërs, pterosauriërs, vogels en verwanten) \| \| \| \| |
|             | \| \| Crurotarsi (krokodilachtigen en verwanten) \| \| \| \| \| \| Avemetatarsalia (dinosauriërs, pterosauriërs, vogels en verwanten) \| \| \| \| |
|             | Crurotarsi (krokodilachtigen en verwanten) |
|             | |
|             | Avemetatarsalia (dinosauriërs, pterosauriërs, vogels en verwanten)                                                                                |
|             | |

|  | Crurotarsi (krokodilachtigen en verwanten)                         |
|  |                                                                    |
|  | Avemetatarsalia (dinosauriërs, pterosauriërs, vogels en verwanten) |
|  |                                                                    |

|             | Yonghesuchus |
|             | |
| Archosauria | \| \| Crurotarsi (krokodilachtigen en verwanten) \| \| \| \| \| \| Avemetatarsalia (dinosauriërs, pterosauriërs, vogels en verwanten) \| \| \| \| |
|             | \| \| Crurotarsi (krokodilachtigen en verwanten) \| \| \| \| \| \| Avemetatarsalia (dinosauriërs, pterosauriërs, vogels en verwanten) \| \| \| \| |
|             | Crurotarsi (krokodilachtigen en verwanten) |
|             | |
|             | Avemetatarsalia (dinosauriërs, pterosauriërs, vogels en verwanten)                                                                                |
|             | |

|  | Crurotarsi (krokodilachtigen en verwanten)                         |
|  |                                                                    |
|  | Avemetatarsalia (dinosauriërs, pterosauriërs, vogels en verwanten) |
|  |                                                                    |

|             | Yonghesuchus |
|             | |
| Archosauria | \| \| Crurotarsi (krokodilachtigen en verwanten) \| \| \| \| \| \| Avemetatarsalia (dinosauriërs, pterosauriërs, vogels en verwanten) \| \| \| \| |
|             | \| \| Crurotarsi (krokodilachtigen en verwanten) \| \| \| \| \| \| Avemetatarsalia (dinosauriërs, pterosauriërs, vogels en verwanten) \| \| \| \| |
|             | Crurotarsi (krokodilachtigen en verwanten) |
|             | |
|             | Avemetatarsalia (dinosauriërs, pterosauriërs, vogels en verwanten)                                                                                |
|             | |

|  | Crurotarsi (krokodilachtigen en verwanten)                         |
|  |                                                                    |
|  | Avemetatarsalia (dinosauriërs, pterosauriërs, vogels en verwanten) |
|  |                                                                    |

|             | Yonghesuchus |
|             | |
| Archosauria | \| \| Crurotarsi (krokodilachtigen en verwanten) \| \| \| \| \| \| Avemetatarsalia (dinosauriërs, pterosauriërs, vogels en verwanten) \| \| \| \| |
|             | \| \| Crurotarsi (krokodilachtigen en verwanten) \| \| \| \| \| \| Avemetatarsalia (dinosauriërs, pterosauriërs, vogels en verwanten) \| \| \| \| |
|             | Crurotarsi (krokodilachtigen en verwanten) |
|             | |
|             | Avemetatarsalia (dinosauriërs, pterosauriërs, vogels en verwanten)                                                                                |
|             | |

|  | Crurotarsi (krokodilachtigen en verwanten)                         |
|  |                                                                    |
|  | Avemetatarsalia (dinosauriërs, pterosauriërs, vogels en verwanten) |
|  |                                                                    |

|             | Yonghesuchus |
|             | |
| Archosauria | \| \| Crurotarsi (krokodilachtigen en verwanten) \| \| \| \| \| \| Avemetatarsalia (dinosauriërs, pterosauriërs, vogels en verwanten) \| \| \| \| |
|             | \| \| Crurotarsi (krokodilachtigen en verwanten) \| \| \| \| \| \| Avemetatarsalia (dinosauriërs, pterosauriërs, vogels en verwanten) \| \| \| \| |
|             | Crurotarsi (krokodilachtigen en verwanten) |
|             | |
|             | Avemetatarsalia (dinosauriërs, pterosauriërs, vogels en verwanten)                                                                                |
|             | |

|  | Crurotarsi (krokodilachtigen en verwanten)                         |
|  |                                                                    |
|  | Avemetatarsalia (dinosauriërs, pterosauriërs, vogels en verwanten) |
|  |                                                                    |

|             | Yonghesuchus |
|             | |
| Archosauria | \| \| Crurotarsi (krokodilachtigen en verwanten) \| \| \| \| \| \| Avemetatarsalia (dinosauriërs, pterosauriërs, vogels en verwanten) \| \| \| \| |
|             | \| \| Crurotarsi (krokodilachtigen en verwanten) \| \| \| \| \| \| Avemetatarsalia (dinosauriërs, pterosauriërs, vogels en verwanten) \| \| \| \| |
|             | Crurotarsi (krokodilachtigen en verwanten) |
|             | |
|             | Avemetatarsalia (dinosauriërs, pterosauriërs, vogels en verwanten)                                                                                |
|             | |

|  | Crurotarsi (krokodilachtigen en verwanten)                         |
|  |                                                                    |
|  | Avemetatarsalia (dinosauriërs, pterosauriërs, vogels en verwanten) |
|  |                                                                    |

|             | Yonghesuchus |
|             | |
| Archosauria | \| \| Crurotarsi (krokodilachtigen en verwanten) \| \| \| \| \| \| Avemetatarsalia (dinosauriërs, pterosauriërs, vogels en verwanten) \| \| \| \| |
|             | \| \| Crurotarsi (krokodilachtigen en verwanten) \| \| \| \| \| \| Avemetatarsalia (dinosauriërs, pterosauriërs, vogels en verwanten) \| \| \| \| |
|             | Crurotarsi (krokodilachtigen en verwanten) |
|             | |
|             | Avemetatarsalia (dinosauriërs, pterosauriërs, vogels en verwanten)                                                                                |
|             | |

|  | Crurotarsi (krokodilachtigen en verwanten)                         |
|  |                                                                    |
|  | Avemetatarsalia (dinosauriërs, pterosauriërs, vogels en verwanten) |
|  |                                                                    |

|             | Yonghesuchus |
|             | |
| Archosauria | \| \| Crurotarsi (krokodilachtigen en verwanten) \| \| \| \| \| \| Avemetatarsalia (dinosauriërs, pterosauriërs, vogels en verwanten) \| \| \| \| |
|             | \| \| Crurotarsi (krokodilachtigen en verwanten) \| \| \| \| \| \| Avemetatarsalia (dinosauriërs, pterosauriërs, vogels en verwanten) \| \| \| \| |
|             | Crurotarsi (krokodilachtigen en verwanten) |
|             | |
|             | Avemetatarsalia (dinosauriërs, pterosauriërs, vogels en verwanten)                                                                                |
|             | |

|  | Crurotarsi (krokodilachtigen en verwanten)                         |
|  |                                                                    |
|  | Avemetatarsalia (dinosauriërs, pterosauriërs, vogels en verwanten) |
|  |                                                                    |

|             | Yonghesuchus |
|             | |
| Archosauria | \| \| Crurotarsi (krokodilachtigen en verwanten) \| \| \| \| \| \| Avemetatarsalia (dinosauriërs, pterosauriërs, vogels en verwanten) \| \| \| \| |
|             | \| \| Crurotarsi (krokodilachtigen en verwanten) \| \| \| \| \| \| Avemetatarsalia (dinosauriërs, pterosauriërs, vogels en verwanten) \| \| \| \| |
|             | Crurotarsi (krokodilachtigen en verwanten) |
|             | |
|             | Avemetatarsalia (dinosauriërs, pterosauriërs, vogels en verwanten)                                                                                |
|             | |

|  | Crurotarsi (krokodilachtigen en verwanten)                         |
|  |                                                                    |
|  | Avemetatarsalia (dinosauriërs, pterosauriërs, vogels en verwanten) |
|  |                                                                    |

|             | Yonghesuchus |
|             | |
| Archosauria | \| \| Crurotarsi (krokodilachtigen en verwanten) \| \| \| \| \| \| Avemetatarsalia (dinosauriërs, pterosauriërs, vogels en verwanten) \| \| \| \| |
|             | \| \| Crurotarsi (krokodilachtigen en verwanten) \| \| \| \| \| \| Avemetatarsalia (dinosauriërs, pterosauriërs, vogels en verwanten) \| \| \| \| |
|             | Crurotarsi (krokodilachtigen en verwanten) |
|             | |
|             | Avemetatarsalia (dinosauriërs, pterosauriërs, vogels en verwanten)                                                                                |
|             | |

|  | Crurotarsi (krokodilachtigen en verwanten)                         |
|  |                                                                    |
|  | Avemetatarsalia (dinosauriërs, pterosauriërs, vogels en verwanten) |
|  |                                                                    |

|             | Yonghesuchus |
|             | |
| Archosauria | \| \| Crurotarsi (krokodilachtigen en verwanten) \| \| \| \| \| \| Avemetatarsalia (dinosauriërs, pterosauriërs, vogels en verwanten) \| \| \| \| |
|             | \| \| Crurotarsi (krokodilachtigen en verwanten) \| \| \| \| \| \| Avemetatarsalia (dinosauriërs, pterosauriërs, vogels en verwanten) \| \| \| \| |
|             | Crurotarsi (krokodilachtigen en verwanten) |
|             | |
|             | Avemetatarsalia (dinosauriërs, pterosauriërs, vogels en verwanten)                                                                                |
|             | |

|  | Crurotarsi (krokodilachtigen en verwanten)                         |
|  |                                                                    |
|  | Avemetatarsalia (dinosauriërs, pterosauriërs, vogels en verwanten) |
|  |                                                                    |

|             | Yonghesuchus |
|             | |
| Archosauria | \| \| Crurotarsi (krokodilachtigen en verwanten) \| \| \| \| \| \| Avemetatarsalia (dinosauriërs, pterosauriërs, vogels en verwanten) \| \| \| \| |
|             | \| \| Crurotarsi (krokodilachtigen en verwanten) \| \| \| \| \| \| Avemetatarsalia (dinosauriërs, pterosauriërs, vogels en verwanten) \| \| \| \| |
|             | Crurotarsi (krokodilachtigen en verwanten) |
|             | |
|             | Avemetatarsalia (dinosauriërs, pterosauriërs, vogels en verwanten)                                                                                |
|             | |

|  | Crurotarsi (krokodilachtigen en verwanten)                         |
|  |                                                                    |
|  | Avemetatarsalia (dinosauriërs, pterosauriërs, vogels en verwanten) |
|  |                                                                    |

|             | Yonghesuchus |
|             | |
| Archosauria | \| \| Crurotarsi (krokodilachtigen en verwanten) \| \| \| \| \| \| Avemetatarsalia (dinosauriërs, pterosauriërs, vogels en verwanten) \| \| \| \| |
|             | \| \| Crurotarsi (krokodilachtigen en verwanten) \| \| \| \| \| \| Avemetatarsalia (dinosauriërs, pterosauriërs, vogels en verwanten) \| \| \| \| |
|             | Crurotarsi (krokodilachtigen en verwanten) |
|             | |
|             | Avemetatarsalia (dinosauriërs, pterosauriërs, vogels en verwanten)                                                                                |
|             | |

|  | Crurotarsi (krokodilachtigen en verwanten)                         |
|  |                                                                    |
|  | Avemetatarsalia (dinosauriërs, pterosauriërs, vogels en verwanten) |
|  |                                                                    |

|             | Yonghesuchus |
|             | |
| Archosauria | \| \| Crurotarsi (krokodilachtigen en verwanten) \| \| \| \| \| \| Avemetatarsalia (dinosauriërs, pterosauriërs, vogels en verwanten) \| \| \| \| |
|             | \| \| Crurotarsi (krokodilachtigen en verwanten) \| \| \| \| \| \| Avemetatarsalia (dinosauriërs, pterosauriërs, vogels en verwanten) \| \| \| \| |
|             | Crurotarsi (krokodilachtigen en verwanten) |
|             | |
|             | Avemetatarsalia (dinosauriërs, pterosauriërs, vogels en verwanten)                                                                                |
|             | |

|  | Crurotarsi (krokodilachtigen en verwanten)                         |
|  |                                                                    |
|  | Avemetatarsalia (dinosauriërs, pterosauriërs, vogels en verwanten) |
|  |                                                                    |

|             | Yonghesuchus |
|             | |
| Archosauria | \| \| Crurotarsi (krokodilachtigen en verwanten) \| \| \| \| \| \| Avemetatarsalia (dinosauriërs, pterosauriërs, vogels en verwanten) \| \| \| \| |
|             | \| \| Crurotarsi (krokodilachtigen en verwanten) \| \| \| \| \| \| Avemetatarsalia (dinosauriërs, pterosauriërs, vogels en verwanten) \| \| \| \| |
|             | Crurotarsi (krokodilachtigen en verwanten) |
|             | |
|             | Avemetatarsalia (dinosauriërs, pterosauriërs, vogels en verwanten)                                                                                |
|             | |

|  | Crurotarsi (krokodilachtigen en verwanten)                         |
|  |                                                                    |
|  | Avemetatarsalia (dinosauriërs, pterosauriërs, vogels en verwanten) |
|  |                                                                    |

|             | Yonghesuchus |
|             | |
| Archosauria | \| \| Crurotarsi (krokodilachtigen en verwanten) \| \| \| \| \| \| Avemetatarsalia (dinosauriërs, pterosauriërs, vogels en verwanten) \| \| \| \| |
|             | \| \| Crurotarsi (krokodilachtigen en verwanten) \| \| \| \| \| \| Avemetatarsalia (dinosauriërs, pterosauriërs, vogels en verwanten) \| \| \| \| |
|             | Crurotarsi (krokodilachtigen en verwanten) |
|             | |
|             | Avemetatarsalia (dinosauriërs, pterosauriërs, vogels en verwanten)                                                                                |
|             | |

|  | Crurotarsi (krokodilachtigen en verwanten)                         |
|  |                                                                    |
|  | Avemetatarsalia (dinosauriërs, pterosauriërs, vogels en verwanten) |
|  |                                                                    |

|             | Yonghesuchus |
|             | |
| Archosauria | \| \| Crurotarsi (krokodilachtigen en verwanten) \| \| \| \| \| \| Avemetatarsalia (dinosauriërs, pterosauriërs, vogels en verwanten) \| \| \| \| |
|             | \| \| Crurotarsi (krokodilachtigen en verwanten) \| \| \| \| \| \| Avemetatarsalia (dinosauriërs, pterosauriërs, vogels en verwanten) \| \| \| \| |
|             | Crurotarsi (krokodilachtigen en verwanten) |
|             | |
|             | Avemetatarsalia (dinosauriërs, pterosauriërs, vogels en verwanten)                                                                                |
|             | |

|  | Crurotarsi (krokodilachtigen en verwanten)                         |
|  |                                                                    |
|  | Avemetatarsalia (dinosauriërs, pterosauriërs, vogels en verwanten) |
|  |                                                                    |

|             | Yonghesuchus |
|             | |
| Archosauria | \| \| Crurotarsi (krokodilachtigen en verwanten) \| \| \| \| \| \| Avemetatarsalia (dinosauriërs, pterosauriërs, vogels en verwanten) \| \| \| \| |
|             | \| \| Crurotarsi (krokodilachtigen en verwanten) \| \| \| \| \| \| Avemetatarsalia (dinosauriërs, pterosauriërs, vogels en verwanten) \| \| \| \| |
|             | Crurotarsi (krokodilachtigen en verwanten) |
|             | |
|             | Avemetatarsalia (dinosauriërs, pterosauriërs, vogels en verwanten)                                                                                |
|             | |

|  | Crurotarsi (krokodilachtigen en verwanten)                         |
|  |                                                                    |
|  | Avemetatarsalia (dinosauriërs, pterosauriërs, vogels en verwanten) |
|  |                                                                    |

|             | Yonghesuchus |
|             | |
| Archosauria | \| \| Crurotarsi (krokodilachtigen en verwanten) \| \| \| \| \| \| Avemetatarsalia (dinosauriërs, pterosauriërs, vogels en verwanten) \| \| \| \| |
|             | \| \| Crurotarsi (krokodilachtigen en verwanten) \| \| \| \| \| \| Avemetatarsalia (dinosauriërs, pterosauriërs, vogels en verwanten) \| \| \| \| |
|             | Crurotarsi (krokodilachtigen en verwanten) |
|             | |
|             | Avemetatarsalia (dinosauriërs, pterosauriërs, vogels en verwanten)                                                                                |
|             | |

|  | Crurotarsi (krokodilachtigen en verwanten)                         |
|  |                                                                    |
|  | Avemetatarsalia (dinosauriërs, pterosauriërs, vogels en verwanten) |
|  |                                                                    |

|             | Yonghesuchus |
|             | |
| Archosauria | \| \| Crurotarsi (krokodilachtigen en verwanten) \| \| \| \| \| \| Avemetatarsalia (dinosauriërs, pterosauriërs, vogels en verwanten) \| \| \| \| |
|             | \| \| Crurotarsi (krokodilachtigen en verwanten) \| \| \| \| \| \| Avemetatarsalia (dinosauriërs, pterosauriërs, vogels en verwanten) \| \| \| \| |
|             | Crurotarsi (krokodilachtigen en verwanten) |
|             | |
|             | Avemetatarsalia (dinosauriërs, pterosauriërs, vogels en verwanten)                                                                                |
|             | |

|  | Crurotarsi (krokodilachtigen en verwanten)                         |
|  |                                                                    |
|  | Avemetatarsalia (dinosauriërs, pterosauriërs, vogels en verwanten) |
|  |                                                                    |

|             | Yonghesuchus |
|             | |
| Archosauria | \| \| Crurotarsi (krokodilachtigen en verwanten) \| \| \| \| \| \| Avemetatarsalia (dinosauriërs, pterosauriërs, vogels en verwanten) \| \| \| \| |
|             | \| \| Crurotarsi (krokodilachtigen en verwanten) \| \| \| \| \| \| Avemetatarsalia (dinosauriërs, pterosauriërs, vogels en verwanten) \| \| \| \| |
|             | Crurotarsi (krokodilachtigen en verwanten) |
|             | |
|             | Avemetatarsalia (dinosauriërs, pterosauriërs, vogels en verwanten)                                                                                |
|             | |

|  | Crurotarsi (krokodilachtigen en verwanten)                         |
|  |                                                                    |
|  | Avemetatarsalia (dinosauriërs, pterosauriërs, vogels en verwanten) |
|  |                                                                    |

|             | Yonghesuchus |
|             | |
| Archosauria | \| \| Crurotarsi (krokodilachtigen en verwanten) \| \| \| \| \| \| Avemetatarsalia (dinosauriërs, pterosauriërs, vogels en verwanten) \| \| \| \| |
|             | \| \| Crurotarsi (krokodilachtigen en verwanten) \| \| \| \| \| \| Avemetatarsalia (dinosauriërs, pterosauriërs, vogels en verwanten) \| \| \| \| |
|             | Crurotarsi (krokodilachtigen en verwanten) |
|             | |
|             | Avemetatarsalia (dinosauriërs, pterosauriërs, vogels en verwanten)                                                                                |
|             | |

|  | Crurotarsi (krokodilachtigen en verwanten)                         |
|  |                                                                    |
|  | Avemetatarsalia (dinosauriërs, pterosauriërs, vogels en verwanten) |
|  |                                                                    |

|             | Yonghesuchus |
|             | |
| Archosauria | \| \| Crurotarsi (krokodilachtigen en verwanten) \| \| \| \| \| \| Avemetatarsalia (dinosauriërs, pterosauriërs, vogels en verwanten) \| \| \| \| |
|             | \| \| Crurotarsi (krokodilachtigen en verwanten) \| \| \| \| \| \| Avemetatarsalia (dinosauriërs, pterosauriërs, vogels en verwanten) \| \| \| \| |
|             | Crurotarsi (krokodilachtigen en verwanten) |
|             | |
|             | Avemetatarsalia (dinosauriërs, pterosauriërs, vogels en verwanten)                                                                                |
|             | |

|  | Crurotarsi (krokodilachtigen en verwanten)                         |
|  |                                                                    |
|  | Avemetatarsalia (dinosauriërs, pterosauriërs, vogels en verwanten) |
|  |                                                                    |

|             | Yonghesuchus |
|             | |
| Archosauria | \| \| Crurotarsi (krokodilachtigen en verwanten) \| \| \| \| \| \| Avemetatarsalia (dinosauriërs, pterosauriërs, vogels en verwanten) \| \| \| \| |
|             | \| \| Crurotarsi (krokodilachtigen en verwanten) \| \| \| \| \| \| Avemetatarsalia (dinosauriërs, pterosauriërs, vogels en verwanten) \| \| \| \| |
|             | Crurotarsi (krokodilachtigen en verwanten) |
|             | |
|             | Avemetatarsalia (dinosauriërs, pterosauriërs, vogels en verwanten)                                                                                |
|             | |

|  | Crurotarsi (krokodilachtigen en verwanten)                         |
|  |                                                                    |
|  | Avemetatarsalia (dinosauriërs, pterosauriërs, vogels en verwanten) |
|  |                                                                    |

|             | Yonghesuchus |
|             | |
| Archosauria | \| \| Crurotarsi (krokodilachtigen en verwanten) \| \| \| \| \| \| Avemetatarsalia (dinosauriërs, pterosauriërs, vogels en verwanten) \| \| \| \| |
|             | \| \| Crurotarsi (krokodilachtigen en verwanten) \| \| \| \| \| \| Avemetatarsalia (dinosauriërs, pterosauriërs, vogels en verwanten) \| \| \| \| |
|             | Crurotarsi (krokodilachtigen en verwanten) |
|             | |
|             | Avemetatarsalia (dinosauriërs, pterosauriërs, vogels en verwanten)                                                                                |
|             | |

|  | Crurotarsi (krokodilachtigen en verwanten)                         |
|  |                                                                    |
|  | Avemetatarsalia (dinosauriërs, pterosauriërs, vogels en verwanten) |
|  |                                                                    |

|             | Yonghesuchus |
|             | |
| Archosauria | \| \| Crurotarsi (krokodilachtigen en verwanten) \| \| \| \| \| \| Avemetatarsalia (dinosauriërs, pterosauriërs, vogels en verwanten) \| \| \| \| |
|             | \| \| Crurotarsi (krokodilachtigen en verwanten) \| \| \| \| \| \| Avemetatarsalia (dinosauriërs, pterosauriërs, vogels en verwanten) \| \| \| \| |
|             | Crurotarsi (krokodilachtigen en verwanten) |
|             | |
|             | Avemetatarsalia (dinosauriërs, pterosauriërs, vogels en verwanten)                                                                                |
|             | |

|  | Crurotarsi (krokodilachtigen en verwanten)                         |
|  |                                                                    |
|  | Avemetatarsalia (dinosauriërs, pterosauriërs, vogels en verwanten) |
|  |                                                                    |

|             | Yonghesuchus |
|             | |
| Archosauria | \| \| Crurotarsi (krokodilachtigen en verwanten) \| \| \| \| \| \| Avemetatarsalia (dinosauriërs, pterosauriërs, vogels en verwanten) \| \| \| \| |
|             | \| \| Crurotarsi (krokodilachtigen en verwanten) \| \| \| \| \| \| Avemetatarsalia (dinosauriërs, pterosauriërs, vogels en verwanten) \| \| \| \| |
|             | Crurotarsi (krokodilachtigen en verwanten) |
|             | |
|             | Avemetatarsalia (dinosauriërs, pterosauriërs, vogels en verwanten)                                                                                |
|             | |

|  | Crurotarsi (krokodilachtigen en verwanten)                         |
|  |                                                                    |
|  | Avemetatarsalia (dinosauriërs, pterosauriërs, vogels en verwanten) |
|  |                                                                    |

|             | Yonghesuchus |
|             | |
| Archosauria | \| \| Crurotarsi (krokodilachtigen en verwanten) \| \| \| \| \| \| Avemetatarsalia (dinosauriërs, pterosauriërs, vogels en verwanten) \| \| \| \| |
|             | \| \| Crurotarsi (krokodilachtigen en verwanten) \| \| \| \| \| \| Avemetatarsalia (dinosauriërs, pterosauriërs, vogels en verwanten) \| \| \| \| |
|             | Crurotarsi (krokodilachtigen en verwanten) |
|             | |
|             | Avemetatarsalia (dinosauriërs, pterosauriërs, vogels en verwanten)                                                                                |
|             | |

|  | Crurotarsi (krokodilachtigen en verwanten)                         |
|  |                                                                    |
|  | Avemetatarsalia (dinosauriërs, pterosauriërs, vogels en verwanten) |
|  |                                                                    |

|             | Yonghesuchus |
|             | |
| Archosauria | \| \| Crurotarsi (krokodilachtigen en verwanten) \| \| \| \| \| \| Avemetatarsalia (dinosauriërs, pterosauriërs, vogels en verwanten) \| \| \| \| |
|             | \| \| Crurotarsi (krokodilachtigen en verwanten) \| \| \| \| \| \| Avemetatarsalia (dinosauriërs, pterosauriërs, vogels en verwanten) \| \| \| \| |
|             | Crurotarsi (krokodilachtigen en verwanten) |
|             | |
|             | Avemetatarsalia (dinosauriërs, pterosauriërs, vogels en verwanten)                                                                                |
|             | |

|  | Crurotarsi (krokodilachtigen en verwanten)                         |
|  |                                                                    |
|  | Avemetatarsalia (dinosauriërs, pterosauriërs, vogels en verwanten) |
|  |                                                                    |

|             | Yonghesuchus |
|             | |
| Archosauria | \| \| Crurotarsi (krokodilachtigen en verwanten) \| \| \| \| \| \| Avemetatarsalia (dinosauriërs, pterosauriërs, vogels en verwanten) \| \| \| \| |
|             | \| \| Crurotarsi (krokodilachtigen en verwanten) \| \| \| \| \| \| Avemetatarsalia (dinosauriërs, pterosauriërs, vogels en verwanten) \| \| \| \| |
|             | Crurotarsi (krokodilachtigen en verwanten) |
|             | |
|             | Avemetatarsalia (dinosauriërs, pterosauriërs, vogels en verwanten)                                                                                |
|             | |

|  | Crurotarsi (krokodilachtigen en verwanten)                         |
|  |                                                                    |
|  | Avemetatarsalia (dinosauriërs, pterosauriërs, vogels en verwanten) |
|  |                                                                    |

|             | Yonghesuchus |
|             | |
| Archosauria | \| \| Crurotarsi (krokodilachtigen en verwanten) \| \| \| \| \| \| Avemetatarsalia (dinosauriërs, pterosauriërs, vogels en verwanten) \| \| \| \| |
|             | \| \| Crurotarsi (krokodilachtigen en verwanten) \| \| \| \| \| \| Avemetatarsalia (dinosauriërs, pterosauriërs, vogels en verwanten) \| \| \| \| |
|             | Crurotarsi (krokodilachtigen en verwanten) |
|             | |
|             | Avemetatarsalia (dinosauriërs, pterosauriërs, vogels en verwanten)                                                                                |
|             | |

|  | Crurotarsi (krokodilachtigen en verwanten)                         |
|  |                                                                    |
|  | Avemetatarsalia (dinosauriërs, pterosauriërs, vogels en verwanten) |
|  |                                                                    |

|             | Yonghesuchus |
|             | |
| Archosauria | \| \| Crurotarsi (krokodilachtigen en verwanten) \| \| \| \| \| \| Avemetatarsalia (dinosauriërs, pterosauriërs, vogels en verwanten) \| \| \| \| |
|             | \| \| Crurotarsi (krokodilachtigen en verwanten) \| \| \| \| \| \| Avemetatarsalia (dinosauriërs, pterosauriërs, vogels en verwanten) \| \| \| \| |
|             | Crurotarsi (krokodilachtigen en verwanten) |
|             | |
|             | Avemetatarsalia (dinosauriërs, pterosauriërs, vogels en verwanten)                                                                                |
|             | |

|  | Crurotarsi (krokodilachtigen en verwanten)                         |
|  |                                                                    |
|  | Avemetatarsalia (dinosauriërs, pterosauriërs, vogels en verwanten) |
|  |                                                                    |

|             | Yonghesuchus |
|             | |
| Archosauria | \| \| Crurotarsi (krokodilachtigen en verwanten) \| \| \| \| \| \| Avemetatarsalia (dinosauriërs, pterosauriërs, vogels en verwanten) \| \| \| \| |
|             | \| \| Crurotarsi (krokodilachtigen en verwanten) \| \| \| \| \| \| Avemetatarsalia (dinosauriërs, pterosauriërs, vogels en verwanten) \| \| \| \| |
|             | Crurotarsi (krokodilachtigen en verwanten) |
|             | |
|             | Avemetatarsalia (dinosauriërs, pterosauriërs, vogels en verwanten)                                                                                |
|             | |

|  | Crurotarsi (krokodilachtigen en verwanten)                         |
|  |                                                                    |
|  | Avemetatarsalia (dinosauriërs, pterosauriërs, vogels en verwanten) |
|  |                                                                    |

|             | Yonghesuchus |
|             | |
| Archosauria | \| \| Crurotarsi (krokodilachtigen en verwanten) \| \| \| \| \| \| Avemetatarsalia (dinosauriërs, pterosauriërs, vogels en verwanten) \| \| \| \| |
|             | \| \| Crurotarsi (krokodilachtigen en verwanten) \| \| \| \| \| \| Avemetatarsalia (dinosauriërs, pterosauriërs, vogels en verwanten) \| \| \| \| |
|             | Crurotarsi (krokodilachtigen en verwanten) |
|             | |
|             | Avemetatarsalia (dinosauriërs, pterosauriërs, vogels en verwanten)                                                                                |
|             | |

|  | Crurotarsi (krokodilachtigen en verwanten)                         |
|  |                                                                    |
|  | Avemetatarsalia (dinosauriërs, pterosauriërs, vogels en verwanten) |
|  |                                                                    |

|             | Yonghesuchus |
|             | |
| Archosauria | \| \| Crurotarsi (krokodilachtigen en verwanten) \| \| \| \| \| \| Avemetatarsalia (dinosauriërs, pterosauriërs, vogels en verwanten) \| \| \| \| |
|             | \| \| Crurotarsi (krokodilachtigen en verwanten) \| \| \| \| \| \| Avemetatarsalia (dinosauriërs, pterosauriërs, vogels en verwanten) \| \| \| \| |
|             | Crurotarsi (krokodilachtigen en verwanten) |
|             | |
|             | Avemetatarsalia (dinosauriërs, pterosauriërs, vogels en verwanten)                                                                                |
|             | |

|  | Crurotarsi (krokodilachtigen en verwanten)                         |
|  |                                                                    |
|  | Avemetatarsalia (dinosauriërs, pterosauriërs, vogels en verwanten) |
|  |                                                                    |

|             | Yonghesuchus |
|             | |
| Archosauria | \| \| Crurotarsi (krokodilachtigen en verwanten) \| \| \| \| \| \| Avemetatarsalia (dinosauriërs, pterosauriërs, vogels en verwanten) \| \| \| \| |
|             | \| \| Crurotarsi (krokodilachtigen en verwanten) \| \| \| \| \| \| Avemetatarsalia (dinosauriërs, pterosauriërs, vogels en verwanten) \| \| \| \| |
|             | Crurotarsi (krokodilachtigen en verwanten) |
|             | |
|             | Avemetatarsalia (dinosauriërs, pterosauriërs, vogels en verwanten)                                                                                |
|             | |

|  | Crurotarsi (krokodilachtigen en verwanten)                         |
|  |                                                                    |
|  | Avemetatarsalia (dinosauriërs, pterosauriërs, vogels en verwanten) |
|  |                                                                    |

|             | Yonghesuchus |
|             | |
| Archosauria | \| \| Crurotarsi (krokodilachtigen en verwanten) \| \| \| \| \| \| Avemetatarsalia (dinosauriërs, pterosauriërs, vogels en verwanten) \| \| \| \| |
|             | \| \| Crurotarsi (krokodilachtigen en verwanten) \| \| \| \| \| \| Avemetatarsalia (dinosauriërs, pterosauriërs, vogels en verwanten) \| \| \| \| |
|             | Crurotarsi (krokodilachtigen en verwanten) |
|             | |
|             | Avemetatarsalia (dinosauriërs, pterosauriërs, vogels en verwanten)                                                                                |
|             | |

|  | Crurotarsi (krokodilachtigen en verwanten)                         |
|  |                                                                    |
|  | Avemetatarsalia (dinosauriërs, pterosauriërs, vogels en verwanten) |
|  |                                                                    |

|             | Yonghesuchus |
|             | |
| Archosauria | \| \| Crurotarsi (krokodilachtigen en verwanten) \| \| \| \| \| \| Avemetatarsalia (dinosauriërs, pterosauriërs, vogels en verwanten) \| \| \| \| |
|             | \| \| Crurotarsi (krokodilachtigen en verwanten) \| \| \| \| \| \| Avemetatarsalia (dinosauriërs, pterosauriërs, vogels en verwanten) \| \| \| \| |
|             | Crurotarsi (krokodilachtigen en verwanten) |
|             | |
|             | Avemetatarsalia (dinosauriërs, pterosauriërs, vogels en verwanten)                                                                                |
|             | |

|  | Crurotarsi (krokodilachtigen en verwanten)                         |
|  |                                                                    |
|  | Avemetatarsalia (dinosauriërs, pterosauriërs, vogels en verwanten) |
|  |                                                                    |

|             | Yonghesuchus |
|             | |
| Archosauria | \| \| Crurotarsi (krokodilachtigen en verwanten) \| \| \| \| \| \| Avemetatarsalia (dinosauriërs, pterosauriërs, vogels en verwanten) \| \| \| \| |
|             | \| \| Crurotarsi (krokodilachtigen en verwanten) \| \| \| \| \| \| Avemetatarsalia (dinosauriërs, pterosauriërs, vogels en verwanten) \| \| \| \| |
|             | Crurotarsi (krokodilachtigen en verwanten) |
|             | |
|             | Avemetatarsalia (dinosauriërs, pterosauriërs, vogels en verwanten)                                                                                |
|             | |

|  | Crurotarsi (krokodilachtigen en verwanten)                         |
|  |                                                                    |
|  | Avemetatarsalia (dinosauriërs, pterosauriërs, vogels en verwanten) |
|  |                                                                    |

|             | Yonghesuchus |
|             | |
| Archosauria | \| \| Crurotarsi (krokodilachtigen en verwanten) \| \| \| \| \| \| Avemetatarsalia (dinosauriërs, pterosauriërs, vogels en verwanten) \| \| \| \| |
|             | \| \| Crurotarsi (krokodilachtigen en verwanten) \| \| \| \| \| \| Avemetatarsalia (dinosauriërs, pterosauriërs, vogels en verwanten) \| \| \| \| |
|             | Crurotarsi (krokodilachtigen en verwanten) |
|             | |
|             | Avemetatarsalia (dinosauriërs, pterosauriërs, vogels en verwanten)                                                                                |
|             | |

|  | Crurotarsi (krokodilachtigen en verwanten)                         |
|  |                                                                    |
|  | Avemetatarsalia (dinosauriërs, pterosauriërs, vogels en verwanten) |
|  |                                                                    |

|             | Yonghesuchus |
|             | |
| Archosauria | \| \| Crurotarsi (krokodilachtigen en verwanten) \| \| \| \| \| \| Avemetatarsalia (dinosauriërs, pterosauriërs, vogels en verwanten) \| \| \| \| |
|             | \| \| Crurotarsi (krokodilachtigen en verwanten) \| \| \| \| \| \| Avemetatarsalia (dinosauriërs, pterosauriërs, vogels en verwanten) \| \| \| \| |
|             | Crurotarsi (krokodilachtigen en verwanten) |
|             | |
|             | Avemetatarsalia (dinosauriërs, pterosauriërs, vogels en verwanten)                                                                                |
|             | |

|  | Crurotarsi (krokodilachtigen en verwanten)                         |
|  |                                                                    |
|  | Avemetatarsalia (dinosauriërs, pterosauriërs, vogels en verwanten) |
|  |                                                                    |

|             | Yonghesuchus |
|             | |
| Archosauria | \| \| Crurotarsi (krokodilachtigen en verwanten) \| \| \| \| \| \| Avemetatarsalia (dinosauriërs, pterosauriërs, vogels en verwanten) \| \| \| \| |
|             | \| \| Crurotarsi (krokodilachtigen en verwanten) \| \| \| \| \| \| Avemetatarsalia (dinosauriërs, pterosauriërs, vogels en verwanten) \| \| \| \| |
|             | Crurotarsi (krokodilachtigen en verwanten) |
|             | |
|             | Avemetatarsalia (dinosauriërs, pterosauriërs, vogels en verwanten)                                                                                |
|             | |

|  | Crurotarsi (krokodilachtigen en verwanten)                         |
|  |                                                                    |
|  | Avemetatarsalia (dinosauriërs, pterosauriërs, vogels en verwanten) |
|  |                                                                    |

|             | Yonghesuchus |
|             | |
| Archosauria | \| \| Crurotarsi (krokodilachtigen en verwanten) \| \| \| \| \| \| Avemetatarsalia (dinosauriërs, pterosauriërs, vogels en verwanten) \| \| \| \| |
|             | \| \| Crurotarsi (krokodilachtigen en verwanten) \| \| \| \| \| \| Avemetatarsalia (dinosauriërs, pterosauriërs, vogels en verwanten) \| \| \| \| |
|             | Crurotarsi (krokodilachtigen en verwanten) |
|             | |
|             | Avemetatarsalia (dinosauriërs, pterosauriërs, vogels en verwanten)                                                                                |
|             | |

|  | Crurotarsi (krokodilachtigen en verwanten)                         |
|  |                                                                    |
|  | Avemetatarsalia (dinosauriërs, pterosauriërs, vogels en verwanten) |
|  |                                                                    |

|             | Yonghesuchus |
|             | |
| Archosauria | \| \| Crurotarsi (krokodilachtigen en verwanten) \| \| \| \| \| \| Avemetatarsalia (dinosauriërs, pterosauriërs, vogels en verwanten) \| \| \| \| |
|             | \| \| Crurotarsi (krokodilachtigen en verwanten) \| \| \| \| \| \| Avemetatarsalia (dinosauriërs, pterosauriërs, vogels en verwanten) \| \| \| \| |
|             | Crurotarsi (krokodilachtigen en verwanten) |
|             | |
|             | Avemetatarsalia (dinosauriërs, pterosauriërs, vogels en verwanten)                                                                                |
|             | |

|  | Crurotarsi (krokodilachtigen en verwanten)                         |
|  |                                                                    |
|  | Avemetatarsalia (dinosauriërs, pterosauriërs, vogels en verwanten) |
|  |                                                                    |

|             | Yonghesuchus |
|             | |
| Archosauria | \| \| Crurotarsi (krokodilachtigen en verwanten) \| \| \| \| \| \| Avemetatarsalia (dinosauriërs, pterosauriërs, vogels en verwanten) \| \| \| \| |
|             | \| \| Crurotarsi (krokodilachtigen en verwanten) \| \| \| \| \| \| Avemetatarsalia (dinosauriërs, pterosauriërs, vogels en verwanten) \| \| \| \| |
|             | Crurotarsi (krokodilachtigen en verwanten) |
|             | |
|             | Avemetatarsalia (dinosauriërs, pterosauriërs, vogels en verwanten)                                                                                |
|             | |

|  | Crurotarsi (krokodilachtigen en verwanten)                         |
|  |                                                                    |
|  | Avemetatarsalia (dinosauriërs, pterosauriërs, vogels en verwanten) |
|  |                                                                    |

|             | Yonghesuchus |
|             | |
| Archosauria | \| \| Crurotarsi (krokodilachtigen en verwanten) \| \| \| \| \| \| Avemetatarsalia (dinosauriërs, pterosauriërs, vogels en verwanten) \| \| \| \| |
|             | \| \| Crurotarsi (krokodilachtigen en verwanten) \| \| \| \| \| \| Avemetatarsalia (dinosauriërs, pterosauriërs, vogels en verwanten) \| \| \| \| |
|             | Crurotarsi (krokodilachtigen en verwanten) |
|             | |
|             | Avemetatarsalia (dinosauriërs, pterosauriërs, vogels en verwanten)                                                                                |
|             | |

|  | Crurotarsi (krokodilachtigen en verwanten)                         |
|  |                                                                    |
|  | Avemetatarsalia (dinosauriërs, pterosauriërs, vogels en verwanten) |
|  |                                                                    |

|             | Yonghesuchus |
|             | |
| Archosauria | \| \| Crurotarsi (krokodilachtigen en verwanten) \| \| \| \| \| \| Avemetatarsalia (dinosauriërs, pterosauriërs, vogels en verwanten) \| \| \| \| |
|             | \| \| Crurotarsi (krokodilachtigen en verwanten) \| \| \| \| \| \| Avemetatarsalia (dinosauriërs, pterosauriërs, vogels en verwanten) \| \| \| \| |
|             | Crurotarsi (krokodilachtigen en verwanten) |
|             | |
|             | Avemetatarsalia (dinosauriërs, pterosauriërs, vogels en verwanten)                                                                                |
|             | |

|  | Crurotarsi (krokodilachtigen en verwanten)                         |
|  |                                                                    |
|  | Avemetatarsalia (dinosauriërs, pterosauriërs, vogels en verwanten) |
|  |                                                                    |

|             | Yonghesuchus |
|             | |
| Archosauria | \| \| Crurotarsi (krokodilachtigen en verwanten) \| \| \| \| \| \| Avemetatarsalia (dinosauriërs, pterosauriërs, vogels en verwanten) \| \| \| \| |
|             | \| \| Crurotarsi (krokodilachtigen en verwanten) \| \| \| \| \| \| Avemetatarsalia (dinosauriërs, pterosauriërs, vogels en verwanten) \| \| \| \| |
|             | Crurotarsi (krokodilachtigen en verwanten) |
|             | |
|             | Avemetatarsalia (dinosauriërs, pterosauriërs, vogels en verwanten)                                                                                |
|             | |

|  | Crurotarsi (krokodilachtigen en verwanten)                         |
|  |                                                                    |
|  | Avemetatarsalia (dinosauriërs, pterosauriërs, vogels en verwanten) |
|  |                                                                    |

|             | Yonghesuchus |
|             | |
| Archosauria | \| \| Crurotarsi (krokodilachtigen en verwanten) \| \| \| \| \| \| Avemetatarsalia (dinosauriërs, pterosauriërs, vogels en verwanten) \| \| \| \| |
|             | \| \| Crurotarsi (krokodilachtigen en verwanten) \| \| \| \| \| \| Avemetatarsalia (dinosauriërs, pterosauriërs, vogels en verwanten) \| \| \| \| |
|             | Crurotarsi (krokodilachtigen en verwanten) |
|             | |
|             | Avemetatarsalia (dinosauriërs, pterosauriërs, vogels en verwanten)                                                                                |
|             | |

|  | Crurotarsi (krokodilachtigen en verwanten)                         |
|  |                                                                    |
|  | Avemetatarsalia (dinosauriërs, pterosauriërs, vogels en verwanten) |
|  |                                                                    |

|             | Yonghesuchus |
|             | |
| Archosauria | \| \| Crurotarsi (krokodilachtigen en verwanten) \| \| \| \| \| \| Avemetatarsalia (dinosauriërs, pterosauriërs, vogels en verwanten) \| \| \| \| |
|             | \| \| Crurotarsi (krokodilachtigen en verwanten) \| \| \| \| \| \| Avemetatarsalia (dinosauriërs, pterosauriërs, vogels en verwanten) \| \| \| \| |
|             | Crurotarsi (krokodilachtigen en verwanten) |
|             | |
|             | Avemetatarsalia (dinosauriërs, pterosauriërs, vogels en verwanten)                                                                                |
|             | |

|  | Crurotarsi (krokodilachtigen en verwanten)                         |
|  |                                                                    |
|  | Avemetatarsalia (dinosauriërs, pterosauriërs, vogels en verwanten) |
|  |                                                                    |

|             | Yonghesuchus |
|             | |
| Archosauria | \| \| Crurotarsi (krokodilachtigen en verwanten) \| \| \| \| \| \| Avemetatarsalia (dinosauriërs, pterosauriërs, vogels en verwanten) \| \| \| \| |
|             | \| \| Crurotarsi (krokodilachtigen en verwanten) \| \| \| \| \| \| Avemetatarsalia (dinosauriërs, pterosauriërs, vogels en verwanten) \| \| \| \| |
|             | Crurotarsi (krokodilachtigen en verwanten) |
|             | |
|             | Avemetatarsalia (dinosauriërs, pterosauriërs, vogels en verwanten)                                                                                |
|             | |

|  | Crurotarsi (krokodilachtigen en verwanten)                         |
|  |                                                                    |
|  | Avemetatarsalia (dinosauriërs, pterosauriërs, vogels en verwanten) |
|  |                                                                    |

|             | Yonghesuchus |
|             | |
| Archosauria | \| \| Crurotarsi (krokodilachtigen en verwanten) \| \| \| \| \| \| Avemetatarsalia (dinosauriërs, pterosauriërs, vogels en verwanten) \| \| \| \| |
|             | \| \| Crurotarsi (krokodilachtigen en verwanten) \| \| \| \| \| \| Avemetatarsalia (dinosauriërs, pterosauriërs, vogels en verwanten) \| \| \| \| |
|             | Crurotarsi (krokodilachtigen en verwanten) |
|             | |
|             | Avemetatarsalia (dinosauriërs, pterosauriërs, vogels en verwanten)                                                                                |
|             | |

|  | Crurotarsi (krokodilachtigen en verwanten)                         |
|  |                                                                    |
|  | Avemetatarsalia (dinosauriërs, pterosauriërs, vogels en verwanten) |
|  |                                                                    |

|             | Yonghesuchus |
|             | |
| Archosauria | \| \| Crurotarsi (krokodilachtigen en verwanten) \| \| \| \| \| \| Avemetatarsalia (dinosauriërs, pterosauriërs, vogels en verwanten) \| \| \| \| |
|             | \| \| Crurotarsi (krokodilachtigen en verwanten) \| \| \| \| \| \| Avemetatarsalia (dinosauriërs, pterosauriërs, vogels en verwanten) \| \| \| \| |
|             | Crurotarsi (krokodilachtigen en verwanten) |
|             | |
|             | Avemetatarsalia (dinosauriërs, pterosauriërs, vogels en verwanten)                                                                                |
|             | |

|  | Crurotarsi (krokodilachtigen en verwanten)                         |
|  |                                                                    |
|  | Avemetatarsalia (dinosauriërs, pterosauriërs, vogels en verwanten) |
|  |                                                                    |

|             | Yonghesuchus |
|             | |
| Archosauria | \| \| Crurotarsi (krokodilachtigen en verwanten) \| \| \| \| \| \| Avemetatarsalia (dinosauriërs, pterosauriërs, vogels en verwanten) \| \| \| \| |
|             | \| \| Crurotarsi (krokodilachtigen en verwanten) \| \| \| \| \| \| Avemetatarsalia (dinosauriërs, pterosauriërs, vogels en verwanten) \| \| \| \| |
|             | Crurotarsi (krokodilachtigen en verwanten) |
|             | |
|             | Avemetatarsalia (dinosauriërs, pterosauriërs, vogels en verwanten)                                                                                |
|             | |

|  | Crurotarsi (krokodilachtigen en verwanten)                         |
|  |                                                                    |
|  | Avemetatarsalia (dinosauriërs, pterosauriërs, vogels en verwanten) |
|  |                                                                    |

|             | Yonghesuchus |
|             | |
| Archosauria | \| \| Crurotarsi (krokodilachtigen en verwanten) \| \| \| \| \| \| Avemetatarsalia (dinosauriërs, pterosauriërs, vogels en verwanten) \| \| \| \| |
|             | \| \| Crurotarsi (krokodilachtigen en verwanten) \| \| \| \| \| \| Avemetatarsalia (dinosauriërs, pterosauriërs, vogels en verwanten) \| \| \| \| |
|             | Crurotarsi (krokodilachtigen en verwanten) |
|             | |
|             | Avemetatarsalia (dinosauriërs, pterosauriërs, vogels en verwanten)                                                                                |
|             | |

|  | Crurotarsi (krokodilachtigen en verwanten)                         |
|  |                                                                    |
|  | Avemetatarsalia (dinosauriërs, pterosauriërs, vogels en verwanten) |
|  |                                                                    |

|             | Yonghesuchus |
|             | |
| Archosauria | \| \| Crurotarsi (krokodilachtigen en verwanten) \| \| \| \| \| \| Avemetatarsalia (dinosauriërs, pterosauriërs, vogels en verwanten) \| \| \| \| |
|             | \| \| Crurotarsi (krokodilachtigen en verwanten) \| \| \| \| \| \| Avemetatarsalia (dinosauriërs, pterosauriërs, vogels en verwanten) \| \| \| \| |
|             | Crurotarsi (krokodilachtigen en verwanten) |
|             | |
|             | Avemetatarsalia (dinosauriërs, pterosauriërs, vogels en verwanten)                                                                                |
|             | |

|  | Crurotarsi (krokodilachtigen en verwanten)                         |
|  |                                                                    |
|  | Avemetatarsalia (dinosauriërs, pterosauriërs, vogels en verwanten) |
|  |                                                                    |

|             | Yonghesuchus |
|             | |
| Archosauria | \| \| Crurotarsi (krokodilachtigen en verwanten) \| \| \| \| \| \| Avemetatarsalia (dinosauriërs, pterosauriërs, vogels en verwanten) \| \| \| \| |
|             | \| \| Crurotarsi (krokodilachtigen en verwanten) \| \| \| \| \| \| Avemetatarsalia (dinosauriërs, pterosauriërs, vogels en verwanten) \| \| \| \| |
|             | Crurotarsi (krokodilachtigen en verwanten) |
|             | |
|             | Avemetatarsalia (dinosauriërs, pterosauriërs, vogels en verwanten)                                                                                |
|             | |

|  | Crurotarsi (krokodilachtigen en verwanten)                         |
|  |                                                                    |
|  | Avemetatarsalia (dinosauriërs, pterosauriërs, vogels en verwanten) |
|  |                                                                    |

|             | Yonghesuchus |
|             | |
| Archosauria | \| \| Crurotarsi (krokodilachtigen en verwanten) \| \| \| \| \| \| Avemetatarsalia (dinosauriërs, pterosauriërs, vogels en verwanten) \| \| \| \| |
|             | \| \| Crurotarsi (krokodilachtigen en verwanten) \| \| \| \| \| \| Avemetatarsalia (dinosauriërs, pterosauriërs, vogels en verwanten) \| \| \| \| |
|             | Crurotarsi (krokodilachtigen en verwanten) |
|             | |
|             | Avemetatarsalia (dinosauriërs, pterosauriërs, vogels en verwanten)                                                                                |
|             | |

|  | Crurotarsi (krokodilachtigen en verwanten)                         |
|  |                                                                    |
|  | Avemetatarsalia (dinosauriërs, pterosauriërs, vogels en verwanten) |
|  |                                                                    |

|             | Yonghesuchus |
|             | |
| Archosauria | \| \| Crurotarsi (krokodilachtigen en verwanten) \| \| \| \| \| \| Avemetatarsalia (dinosauriërs, pterosauriërs, vogels en verwanten) \| \| \| \| |
|             | \| \| Crurotarsi (krokodilachtigen en verwanten) \| \| \| \| \| \| Avemetatarsalia (dinosauriërs, pterosauriërs, vogels en verwanten) \| \| \| \| |
|             | Crurotarsi (krokodilachtigen en verwanten) |
|             | |
|             | Avemetatarsalia (dinosauriërs, pterosauriërs, vogels en verwanten)                                                                                |
|             | |

|  | Crurotarsi (krokodilachtigen en verwanten)                         |
|  |                                                                    |
|  | Avemetatarsalia (dinosauriërs, pterosauriërs, vogels en verwanten) |
|  |                                                                    |

|             | Yonghesuchus |
|             | |
| Archosauria | \| \| Crurotarsi (krokodilachtigen en verwanten) \| \| \| \| \| \| Avemetatarsalia (dinosauriërs, pterosauriërs, vogels en verwanten) \| \| \| \| |
|             | \| \| Crurotarsi (krokodilachtigen en verwanten) \| \| \| \| \| \| Avemetatarsalia (dinosauriërs, pterosauriërs, vogels en verwanten) \| \| \| \| |
|             | Crurotarsi (krokodilachtigen en verwanten) |
|             | |
|             | Avemetatarsalia (dinosauriërs, pterosauriërs, vogels en verwanten)                                                                                |
|             | |

|  | Crurotarsi (krokodilachtigen en verwanten)                         |
|  |                                                                    |
|  | Avemetatarsalia (dinosauriërs, pterosauriërs, vogels en verwanten) |
|  |                                                                    |

|             | Yonghesuchus |
|             | |
| Archosauria | \| \| Crurotarsi (krokodilachtigen en verwanten) \| \| \| \| \| \| Avemetatarsalia (dinosauriërs, pterosauriërs, vogels en verwanten) \| \| \| \| |
|             | \| \| Crurotarsi (krokodilachtigen en verwanten) \| \| \| \| \| \| Avemetatarsalia (dinosauriërs, pterosauriërs, vogels en verwanten) \| \| \| \| |
|             | Crurotarsi (krokodilachtigen en verwanten) |
|             | |
|             | Avemetatarsalia (dinosauriërs, pterosauriërs, vogels en verwanten)                                                                                |
|             | |

|  | Crurotarsi (krokodilachtigen en verwanten)                         |
|  |                                                                    |
|  | Avemetatarsalia (dinosauriërs, pterosauriërs, vogels en verwanten) |
|  |                                                                    |

|             | Yonghesuchus |
|             | |
| Archosauria | \| \| Crurotarsi (krokodilachtigen en verwanten) \| \| \| \| \| \| Avemetatarsalia (dinosauriërs, pterosauriërs, vogels en verwanten) \| \| \| \| |
|             | \| \| Crurotarsi (krokodilachtigen en verwanten) \| \| \| \| \| \| Avemetatarsalia (dinosauriërs, pterosauriërs, vogels en verwanten) \| \| \| \| |
|             | Crurotarsi (krokodilachtigen en verwanten) |
|             | |
|             | Avemetatarsalia (dinosauriërs, pterosauriërs, vogels en verwanten)                                                                                |
|             | |

|  | Crurotarsi (krokodilachtigen en verwanten)                         |
|  |                                                                    |
|  | Avemetatarsalia (dinosauriërs, pterosauriërs, vogels en verwanten) |
|  |                                                                    |

|  | Rhynchosauria                                                    |
|  |                                                                  |
|  | Choristodera                                                     |
|  |                                                                  |
|  | \| \| ?Teraterpeton \| \| \| \| \| \| Trilophosauria \| \| \| \| |
|  |                                                                  |
|  | ?Teraterpeton                                                    |
|  |                                                                  |
|  | Trilophosauria                                                   |
|  |                                                                  |

|  | ?Teraterpeton  |
|  |                |
|  | Trilophosauria |
|  |                |

|             | Yonghesuchus |
|             | |
| Archosauria | \| \| Crurotarsi (krokodilachtigen en verwanten) \| \| \| \| \| \| Avemetatarsalia (dinosauriërs, pterosauriërs, vogels en verwanten) \| \| \| \| |
|             | \| \| Crurotarsi (krokodilachtigen en verwanten) \| \| \| \| \| \| Avemetatarsalia (dinosauriërs, pterosauriërs, vogels en verwanten) \| \| \| \| |
|             | Crurotarsi (krokodilachtigen en verwanten) |
|             | |
|             | Avemetatarsalia (dinosauriërs, pterosauriërs, vogels en verwanten)                                                                                |
|             | |

|  | Crurotarsi (krokodilachtigen en verwanten)                         |
|  |                                                                    |
|  | Avemetatarsalia (dinosauriërs, pterosauriërs, vogels en verwanten) |
|  |                                                                    |

|             | Yonghesuchus |
|             | |
| Archosauria | \| \| Crurotarsi (krokodilachtigen en verwanten) \| \| \| \| \| \| Avemetatarsalia (dinosauriërs, pterosauriërs, vogels en verwanten) \| \| \| \| |
|             | \| \| Crurotarsi (krokodilachtigen en verwanten) \| \| \| \| \| \| Avemetatarsalia (dinosauriërs, pterosauriërs, vogels en verwanten) \| \| \| \| |
|             | Crurotarsi (krokodilachtigen en verwanten) |
|             | |
|             | Avemetatarsalia (dinosauriërs, pterosauriërs, vogels en verwanten)                                                                                |
|             | |

|  | Crurotarsi (krokodilachtigen en verwanten)                         |
|  |                                                                    |
|  | Avemetatarsalia (dinosauriërs, pterosauriërs, vogels en verwanten) |
|  |                                                                    |

|             | Yonghesuchus |
|             | |
| Archosauria | \| \| Crurotarsi (krokodilachtigen en verwanten) \| \| \| \| \| \| Avemetatarsalia (dinosauriërs, pterosauriërs, vogels en verwanten) \| \| \| \| |
|             | \| \| Crurotarsi (krokodilachtigen en verwanten) \| \| \| \| \| \| Avemetatarsalia (dinosauriërs, pterosauriërs, vogels en verwanten) \| \| \| \| |
|             | Crurotarsi (krokodilachtigen en verwanten) |
|             | |
|             | Avemetatarsalia (dinosauriërs, pterosauriërs, vogels en verwanten)                                                                                |
|             | |

|  | Crurotarsi (krokodilachtigen en verwanten)                         |
|  |                                                                    |
|  | Avemetatarsalia (dinosauriërs, pterosauriërs, vogels en verwanten) |
|  |                                                                    |

|             | Yonghesuchus |
|             | |
| Archosauria | \| \| Crurotarsi (krokodilachtigen en verwanten) \| \| \| \| \| \| Avemetatarsalia (dinosauriërs, pterosauriërs, vogels en verwanten) \| \| \| \| |
|             | \| \| Crurotarsi (krokodilachtigen en verwanten) \| \| \| \| \| \| Avemetatarsalia (dinosauriërs, pterosauriërs, vogels en verwanten) \| \| \| \| |
|             | Crurotarsi (krokodilachtigen en verwanten) |
|             | |
|             | Avemetatarsalia (dinosauriërs, pterosauriërs, vogels en verwanten)                                                                                |
|             | |

|  | Crurotarsi (krokodilachtigen en verwanten)                         |
|  |                                                                    |
|  | Avemetatarsalia (dinosauriërs, pterosauriërs, vogels en verwanten) |
|  |                                                                    |

|             | Yonghesuchus |
|             | |
| Archosauria | \| \| Crurotarsi (krokodilachtigen en verwanten) \| \| \| \| \| \| Avemetatarsalia (dinosauriërs, pterosauriërs, vogels en verwanten) \| \| \| \| |
|             | \| \| Crurotarsi (krokodilachtigen en verwanten) \| \| \| \| \| \| Avemetatarsalia (dinosauriërs, pterosauriërs, vogels en verwanten) \| \| \| \| |
|             | Crurotarsi (krokodilachtigen en verwanten) |
|             | |
|             | Avemetatarsalia (dinosauriërs, pterosauriërs, vogels en verwanten)                                                                                |
|             | |

|  | Crurotarsi (krokodilachtigen en verwanten)                         |
|  |                                                                    |
|  | Avemetatarsalia (dinosauriërs, pterosauriërs, vogels en verwanten) |
|  |                                                                    |

|             | Yonghesuchus |
|             | |
| Archosauria | \| \| Crurotarsi (krokodilachtigen en verwanten) \| \| \| \| \| \| Avemetatarsalia (dinosauriërs, pterosauriërs, vogels en verwanten) \| \| \| \| |
|             | \| \| Crurotarsi (krokodilachtigen en verwanten) \| \| \| \| \| \| Avemetatarsalia (dinosauriërs, pterosauriërs, vogels en verwanten) \| \| \| \| |
|             | Crurotarsi (krokodilachtigen en verwanten) |
|             | |
|             | Avemetatarsalia (dinosauriërs, pterosauriërs, vogels en verwanten)                                                                                |
|             | |

|  | Crurotarsi (krokodilachtigen en verwanten)                         |
|  |                                                                    |
|  | Avemetatarsalia (dinosauriërs, pterosauriërs, vogels en verwanten) |
|  |                                                                    |

|             | Yonghesuchus |
|             | |
| Archosauria | \| \| Crurotarsi (krokodilachtigen en verwanten) \| \| \| \| \| \| Avemetatarsalia (dinosauriërs, pterosauriërs, vogels en verwanten) \| \| \| \| |
|             | \| \| Crurotarsi (krokodilachtigen en verwanten) \| \| \| \| \| \| Avemetatarsalia (dinosauriërs, pterosauriërs, vogels en verwanten) \| \| \| \| |
|             | Crurotarsi (krokodilachtigen en verwanten) |
|             | |
|             | Avemetatarsalia (dinosauriërs, pterosauriërs, vogels en verwanten)                                                                                |
|             | |

|  | Crurotarsi (krokodilachtigen en verwanten)                         |
|  |                                                                    |
|  | Avemetatarsalia (dinosauriërs, pterosauriërs, vogels en verwanten) |
|  |                                                                    |

|             | Yonghesuchus |
|             | |
| Archosauria | \| \| Crurotarsi (krokodilachtigen en verwanten) \| \| \| \| \| \| Avemetatarsalia (dinosauriërs, pterosauriërs, vogels en verwanten) \| \| \| \| |
|             | \| \| Crurotarsi (krokodilachtigen en verwanten) \| \| \| \| \| \| Avemetatarsalia (dinosauriërs, pterosauriërs, vogels en verwanten) \| \| \| \| |
|             | Crurotarsi (krokodilachtigen en verwanten) |
|             | |
|             | Avemetatarsalia (dinosauriërs, pterosauriërs, vogels en verwanten)                                                                                |
|             | |

|  | Crurotarsi (krokodilachtigen en verwanten)                         |
|  |                                                                    |
|  | Avemetatarsalia (dinosauriërs, pterosauriërs, vogels en verwanten) |
|  |                                                                    |

|             | Yonghesuchus |
|             | |
| Archosauria | \| \| Crurotarsi (krokodilachtigen en verwanten) \| \| \| \| \| \| Avemetatarsalia (dinosauriërs, pterosauriërs, vogels en verwanten) \| \| \| \| |
|             | \| \| Crurotarsi (krokodilachtigen en verwanten) \| \| \| \| \| \| Avemetatarsalia (dinosauriërs, pterosauriërs, vogels en verwanten) \| \| \| \| |
|             | Crurotarsi (krokodilachtigen en verwanten) |
|             | |
|             | Avemetatarsalia (dinosauriërs, pterosauriërs, vogels en verwanten)                                                                                |
|             | |

|  | Crurotarsi (krokodilachtigen en verwanten)                         |
|  |                                                                    |
|  | Avemetatarsalia (dinosauriërs, pterosauriërs, vogels en verwanten) |
|  |                                                                    |

|             | Yonghesuchus |
|             | |
| Archosauria | \| \| Crurotarsi (krokodilachtigen en verwanten) \| \| \| \| \| \| Avemetatarsalia (dinosauriërs, pterosauriërs, vogels en verwanten) \| \| \| \| |
|             | \| \| Crurotarsi (krokodilachtigen en verwanten) \| \| \| \| \| \| Avemetatarsalia (dinosauriërs, pterosauriërs, vogels en verwanten) \| \| \| \| |
|             | Crurotarsi (krokodilachtigen en verwanten) |
|             | |
|             | Avemetatarsalia (dinosauriërs, pterosauriërs, vogels en verwanten)                                                                                |
|             | |

|  | Crurotarsi (krokodilachtigen en verwanten)                         |
|  |                                                                    |
|  | Avemetatarsalia (dinosauriërs, pterosauriërs, vogels en verwanten) |
|  |                                                                    |

|             | Yonghesuchus |
|             | |
| Archosauria | \| \| Crurotarsi (krokodilachtigen en verwanten) \| \| \| \| \| \| Avemetatarsalia (dinosauriërs, pterosauriërs, vogels en verwanten) \| \| \| \| |
|             | \| \| Crurotarsi (krokodilachtigen en verwanten) \| \| \| \| \| \| Avemetatarsalia (dinosauriërs, pterosauriërs, vogels en verwanten) \| \| \| \| |
|             | Crurotarsi (krokodilachtigen en verwanten) |
|             | |
|             | Avemetatarsalia (dinosauriërs, pterosauriërs, vogels en verwanten)                                                                                |
|             | |

|  | Crurotarsi (krokodilachtigen en verwanten)                         |
|  |                                                                    |
|  | Avemetatarsalia (dinosauriërs, pterosauriërs, vogels en verwanten) |
|  |                                                                    |

|             | Yonghesuchus |
|             | |
| Archosauria | \| \| Crurotarsi (krokodilachtigen en verwanten) \| \| \| \| \| \| Avemetatarsalia (dinosauriërs, pterosauriërs, vogels en verwanten) \| \| \| \| |
|             | \| \| Crurotarsi (krokodilachtigen en verwanten) \| \| \| \| \| \| Avemetatarsalia (dinosauriërs, pterosauriërs, vogels en verwanten) \| \| \| \| |
|             | Crurotarsi (krokodilachtigen en verwanten) |
|             | |
|             | Avemetatarsalia (dinosauriërs, pterosauriërs, vogels en verwanten)                                                                                |
|             | |

|  | Crurotarsi (krokodilachtigen en verwanten)                         |
|  |                                                                    |
|  | Avemetatarsalia (dinosauriërs, pterosauriërs, vogels en verwanten) |
|  |                                                                    |

|             | Yonghesuchus |
|             | |
| Archosauria | \| \| Crurotarsi (krokodilachtigen en verwanten) \| \| \| \| \| \| Avemetatarsalia (dinosauriërs, pterosauriërs, vogels en verwanten) \| \| \| \| |
|             | \| \| Crurotarsi (krokodilachtigen en verwanten) \| \| \| \| \| \| Avemetatarsalia (dinosauriërs, pterosauriërs, vogels en verwanten) \| \| \| \| |
|             | Crurotarsi (krokodilachtigen en verwanten) |
|             | |
|             | Avemetatarsalia (dinosauriërs, pterosauriërs, vogels en verwanten)                                                                                |
|             | |

|  | Crurotarsi (krokodilachtigen en verwanten)                         |
|  |                                                                    |
|  | Avemetatarsalia (dinosauriërs, pterosauriërs, vogels en verwanten) |
|  |                                                                    |

|             | Yonghesuchus |
|             | |
| Archosauria | \| \| Crurotarsi (krokodilachtigen en verwanten) \| \| \| \| \| \| Avemetatarsalia (dinosauriërs, pterosauriërs, vogels en verwanten) \| \| \| \| |
|             | \| \| Crurotarsi (krokodilachtigen en verwanten) \| \| \| \| \| \| Avemetatarsalia (dinosauriërs, pterosauriërs, vogels en verwanten) \| \| \| \| |
|             | Crurotarsi (krokodilachtigen en verwanten) |
|             | |
|             | Avemetatarsalia (dinosauriërs, pterosauriërs, vogels en verwanten)                                                                                |
|             | |

|  | Crurotarsi (krokodilachtigen en verwanten)                         |
|  |                                                                    |
|  | Avemetatarsalia (dinosauriërs, pterosauriërs, vogels en verwanten) |
|  |                                                                    |

|             | Yonghesuchus |
|             | |
| Archosauria | \| \| Crurotarsi (krokodilachtigen en verwanten) \| \| \| \| \| \| Avemetatarsalia (dinosauriërs, pterosauriërs, vogels en verwanten) \| \| \| \| |
|             | \| \| Crurotarsi (krokodilachtigen en verwanten) \| \| \| \| \| \| Avemetatarsalia (dinosauriërs, pterosauriërs, vogels en verwanten) \| \| \| \| |
|             | Crurotarsi (krokodilachtigen en verwanten) |
|             | |
|             | Avemetatarsalia (dinosauriërs, pterosauriërs, vogels en verwanten)                                                                                |
|             | |

|  | Crurotarsi (krokodilachtigen en verwanten)                         |
|  |                                                                    |
|  | Avemetatarsalia (dinosauriërs, pterosauriërs, vogels en verwanten) |
|  |                                                                    |

|             | Yonghesuchus |
|             | |
| Archosauria | \| \| Crurotarsi (krokodilachtigen en verwanten) \| \| \| \| \| \| Avemetatarsalia (dinosauriërs, pterosauriërs, vogels en verwanten) \| \| \| \| |
|             | \| \| Crurotarsi (krokodilachtigen en verwanten) \| \| \| \| \| \| Avemetatarsalia (dinosauriërs, pterosauriërs, vogels en verwanten) \| \| \| \| |
|             | Crurotarsi (krokodilachtigen en verwanten) |
|             | |
|             | Avemetatarsalia (dinosauriërs, pterosauriërs, vogels en verwanten)                                                                                |
|             | |

|  | Crurotarsi (krokodilachtigen en verwanten)                         |
|  |                                                                    |
|  | Avemetatarsalia (dinosauriërs, pterosauriërs, vogels en verwanten) |
|  |                                                                    |

|             | Yonghesuchus |
|             | |
| Archosauria | \| \| Crurotarsi (krokodilachtigen en verwanten) \| \| \| \| \| \| Avemetatarsalia (dinosauriërs, pterosauriërs, vogels en verwanten) \| \| \| \| |
|             | \| \| Crurotarsi (krokodilachtigen en verwanten) \| \| \| \| \| \| Avemetatarsalia (dinosauriërs, pterosauriërs, vogels en verwanten) \| \| \| \| |
|             | Crurotarsi (krokodilachtigen en verwanten) |
|             | |
|             | Avemetatarsalia (dinosauriërs, pterosauriërs, vogels en verwanten)                                                                                |
|             | |

|  | Crurotarsi (krokodilachtigen en verwanten)                         |
|  |                                                                    |
|  | Avemetatarsalia (dinosauriërs, pterosauriërs, vogels en verwanten) |
|  |                                                                    |

|             | Yonghesuchus |
|             | |
| Archosauria | \| \| Crurotarsi (krokodilachtigen en verwanten) \| \| \| \| \| \| Avemetatarsalia (dinosauriërs, pterosauriërs, vogels en verwanten) \| \| \| \| |
|             | \| \| Crurotarsi (krokodilachtigen en verwanten) \| \| \| \| \| \| Avemetatarsalia (dinosauriërs, pterosauriërs, vogels en verwanten) \| \| \| \| |
|             | Crurotarsi (krokodilachtigen en verwanten) |
|             | |
|             | Avemetatarsalia (dinosauriërs, pterosauriërs, vogels en verwanten)                                                                                |
|             | |

|  | Crurotarsi (krokodilachtigen en verwanten)                         |
|  |                                                                    |
|  | Avemetatarsalia (dinosauriërs, pterosauriërs, vogels en verwanten) |
|  |                                                                    |

|             | Yonghesuchus |
|             | |
| Archosauria | \| \| Crurotarsi (krokodilachtigen en verwanten) \| \| \| \| \| \| Avemetatarsalia (dinosauriërs, pterosauriërs, vogels en verwanten) \| \| \| \| |
|             | \| \| Crurotarsi (krokodilachtigen en verwanten) \| \| \| \| \| \| Avemetatarsalia (dinosauriërs, pterosauriërs, vogels en verwanten) \| \| \| \| |
|             | Crurotarsi (krokodilachtigen en verwanten) |
|             | |
|             | Avemetatarsalia (dinosauriërs, pterosauriërs, vogels en verwanten)                                                                                |
|             | |

|  | Crurotarsi (krokodilachtigen en verwanten)                         |
|  |                                                                    |
|  | Avemetatarsalia (dinosauriërs, pterosauriërs, vogels en verwanten) |
|  |                                                                    |

|             | Yonghesuchus |
|             | |
| Archosauria | \| \| Crurotarsi (krokodilachtigen en verwanten) \| \| \| \| \| \| Avemetatarsalia (dinosauriërs, pterosauriërs, vogels en verwanten) \| \| \| \| |
|             | \| \| Crurotarsi (krokodilachtigen en verwanten) \| \| \| \| \| \| Avemetatarsalia (dinosauriërs, pterosauriërs, vogels en verwanten) \| \| \| \| |
|             | Crurotarsi (krokodilachtigen en verwanten) |
|             | |
|             | Avemetatarsalia (dinosauriërs, pterosauriërs, vogels en verwanten)                                                                                |
|             | |

|  | Crurotarsi (krokodilachtigen en verwanten)                         |
|  |                                                                    |
|  | Avemetatarsalia (dinosauriërs, pterosauriërs, vogels en verwanten) |
|  |                                                                    |

|             | Yonghesuchus |
|             | |
| Archosauria | \| \| Crurotarsi (krokodilachtigen en verwanten) \| \| \| \| \| \| Avemetatarsalia (dinosauriërs, pterosauriërs, vogels en verwanten) \| \| \| \| |
|             | \| \| Crurotarsi (krokodilachtigen en verwanten) \| \| \| \| \| \| Avemetatarsalia (dinosauriërs, pterosauriërs, vogels en verwanten) \| \| \| \| |
|             | Crurotarsi (krokodilachtigen en verwanten) |
|             | |
|             | Avemetatarsalia (dinosauriërs, pterosauriërs, vogels en verwanten)                                                                                |
|             | |

|  | Crurotarsi (krokodilachtigen en verwanten)                         |
|  |                                                                    |
|  | Avemetatarsalia (dinosauriërs, pterosauriërs, vogels en verwanten) |
|  |                                                                    |

|             | Yonghesuchus |
|             | |
| Archosauria | \| \| Crurotarsi (krokodilachtigen en verwanten) \| \| \| \| \| \| Avemetatarsalia (dinosauriërs, pterosauriërs, vogels en verwanten) \| \| \| \| |
|             | \| \| Crurotarsi (krokodilachtigen en verwanten) \| \| \| \| \| \| Avemetatarsalia (dinosauriërs, pterosauriërs, vogels en verwanten) \| \| \| \| |
|             | Crurotarsi (krokodilachtigen en verwanten) |
|             | |
|             | Avemetatarsalia (dinosauriërs, pterosauriërs, vogels en verwanten)                                                                                |
|             | |

|  | Crurotarsi (krokodilachtigen en verwanten)                         |
|  |                                                                    |
|  | Avemetatarsalia (dinosauriërs, pterosauriërs, vogels en verwanten) |
|  |                                                                    |

|             | Yonghesuchus |
|             | |
| Archosauria | \| \| Crurotarsi (krokodilachtigen en verwanten) \| \| \| \| \| \| Avemetatarsalia (dinosauriërs, pterosauriërs, vogels en verwanten) \| \| \| \| |
|             | \| \| Crurotarsi (krokodilachtigen en verwanten) \| \| \| \| \| \| Avemetatarsalia (dinosauriërs, pterosauriërs, vogels en verwanten) \| \| \| \| |
|             | Crurotarsi (krokodilachtigen en verwanten) |
|             | |
|             | Avemetatarsalia (dinosauriërs, pterosauriërs, vogels en verwanten)                                                                                |
|             | |

|  | Crurotarsi (krokodilachtigen en verwanten)                         |
|  |                                                                    |
|  | Avemetatarsalia (dinosauriërs, pterosauriërs, vogels en verwanten) |
|  |                                                                    |

|             | Yonghesuchus |
|             | |
| Archosauria | \| \| Crurotarsi (krokodilachtigen en verwanten) \| \| \| \| \| \| Avemetatarsalia (dinosauriërs, pterosauriërs, vogels en verwanten) \| \| \| \| |
|             | \| \| Crurotarsi (krokodilachtigen en verwanten) \| \| \| \| \| \| Avemetatarsalia (dinosauriërs, pterosauriërs, vogels en verwanten) \| \| \| \| |
|             | Crurotarsi (krokodilachtigen en verwanten) |
|             | |
|             | Avemetatarsalia (dinosauriërs, pterosauriërs, vogels en verwanten)                                                                                |
|             | |

|  | Crurotarsi (krokodilachtigen en verwanten)                         |
|  |                                                                    |
|  | Avemetatarsalia (dinosauriërs, pterosauriërs, vogels en verwanten) |
|  |                                                                    |

|             | Yonghesuchus |
|             | |
| Archosauria | \| \| Crurotarsi (krokodilachtigen en verwanten) \| \| \| \| \| \| Avemetatarsalia (dinosauriërs, pterosauriërs, vogels en verwanten) \| \| \| \| |
|             | \| \| Crurotarsi (krokodilachtigen en verwanten) \| \| \| \| \| \| Avemetatarsalia (dinosauriërs, pterosauriërs, vogels en verwanten) \| \| \| \| |
|             | Crurotarsi (krokodilachtigen en verwanten) |
|             | |
|             | Avemetatarsalia (dinosauriërs, pterosauriërs, vogels en verwanten)                                                                                |
|             | |

|  | Crurotarsi (krokodilachtigen en verwanten)                         |
|  |                                                                    |
|  | Avemetatarsalia (dinosauriërs, pterosauriërs, vogels en verwanten) |
|  |                                                                    |

|             | Yonghesuchus |
|             | |
| Archosauria | \| \| Crurotarsi (krokodilachtigen en verwanten) \| \| \| \| \| \| Avemetatarsalia (dinosauriërs, pterosauriërs, vogels en verwanten) \| \| \| \| |
|             | \| \| Crurotarsi (krokodilachtigen en verwanten) \| \| \| \| \| \| Avemetatarsalia (dinosauriërs, pterosauriërs, vogels en verwanten) \| \| \| \| |
|             | Crurotarsi (krokodilachtigen en verwanten) |
|             | |
|             | Avemetatarsalia (dinosauriërs, pterosauriërs, vogels en verwanten)                                                                                |
|             | |

|  | Crurotarsi (krokodilachtigen en verwanten)                         |
|  |                                                                    |
|  | Avemetatarsalia (dinosauriërs, pterosauriërs, vogels en verwanten) |
|  |                                                                    |

|             | Yonghesuchus |
|             | |
| Archosauria | \| \| Crurotarsi (krokodilachtigen en verwanten) \| \| \| \| \| \| Avemetatarsalia (dinosauriërs, pterosauriërs, vogels en verwanten) \| \| \| \| |
|             | \| \| Crurotarsi (krokodilachtigen en verwanten) \| \| \| \| \| \| Avemetatarsalia (dinosauriërs, pterosauriërs, vogels en verwanten) \| \| \| \| |
|             | Crurotarsi (krokodilachtigen en verwanten) |
|             | |
|             | Avemetatarsalia (dinosauriërs, pterosauriërs, vogels en verwanten)                                                                                |
|             | |

|  | Crurotarsi (krokodilachtigen en verwanten)                         |
|  |                                                                    |
|  | Avemetatarsalia (dinosauriërs, pterosauriërs, vogels en verwanten) |
|  |                                                                    |

|             | Yonghesuchus |
|             | |
| Archosauria | \| \| Crurotarsi (krokodilachtigen en verwanten) \| \| \| \| \| \| Avemetatarsalia (dinosauriërs, pterosauriërs, vogels en verwanten) \| \| \| \| |
|             | \| \| Crurotarsi (krokodilachtigen en verwanten) \| \| \| \| \| \| Avemetatarsalia (dinosauriërs, pterosauriërs, vogels en verwanten) \| \| \| \| |
|             | Crurotarsi (krokodilachtigen en verwanten) |
|             | |
|             | Avemetatarsalia (dinosauriërs, pterosauriërs, vogels en verwanten)                                                                                |
|             | |

|  | Crurotarsi (krokodilachtigen en verwanten)                         |
|  |                                                                    |
|  | Avemetatarsalia (dinosauriërs, pterosauriërs, vogels en verwanten) |
|  |                                                                    |

|             | Yonghesuchus |
|             | |
| Archosauria | \| \| Crurotarsi (krokodilachtigen en verwanten) \| \| \| \| \| \| Avemetatarsalia (dinosauriërs, pterosauriërs, vogels en verwanten) \| \| \| \| |
|             | \| \| Crurotarsi (krokodilachtigen en verwanten) \| \| \| \| \| \| Avemetatarsalia (dinosauriërs, pterosauriërs, vogels en verwanten) \| \| \| \| |
|             | Crurotarsi (krokodilachtigen en verwanten) |
|             | |
|             | Avemetatarsalia (dinosauriërs, pterosauriërs, vogels en verwanten)                                                                                |
|             | |

|  | Crurotarsi (krokodilachtigen en verwanten)                         |
|  |                                                                    |
|  | Avemetatarsalia (dinosauriërs, pterosauriërs, vogels en verwanten) |
|  |                                                                    |

|             | Yonghesuchus |
|             | |
| Archosauria | \| \| Crurotarsi (krokodilachtigen en verwanten) \| \| \| \| \| \| Avemetatarsalia (dinosauriërs, pterosauriërs, vogels en verwanten) \| \| \| \| |
|             | \| \| Crurotarsi (krokodilachtigen en verwanten) \| \| \| \| \| \| Avemetatarsalia (dinosauriërs, pterosauriërs, vogels en verwanten) \| \| \| \| |
|             | Crurotarsi (krokodilachtigen en verwanten) |
|             | |
|             | Avemetatarsalia (dinosauriërs, pterosauriërs, vogels en verwanten)                                                                                |
|             | |

|  | Crurotarsi (krokodilachtigen en verwanten)                         |
|  |                                                                    |
|  | Avemetatarsalia (dinosauriërs, pterosauriërs, vogels en verwanten) |
|  |                                                                    |

|             | Yonghesuchus |
|             | |
| Archosauria | \| \| Crurotarsi (krokodilachtigen en verwanten) \| \| \| \| \| \| Avemetatarsalia (dinosauriërs, pterosauriërs, vogels en verwanten) \| \| \| \| |
|             | \| \| Crurotarsi (krokodilachtigen en verwanten) \| \| \| \| \| \| Avemetatarsalia (dinosauriërs, pterosauriërs, vogels en verwanten) \| \| \| \| |
|             | Crurotarsi (krokodilachtigen en verwanten) |
|             | |
|             | Avemetatarsalia (dinosauriërs, pterosauriërs, vogels en verwanten)                                                                                |
|             | |

|  | Crurotarsi (krokodilachtigen en verwanten)                         |
|  |                                                                    |
|  | Avemetatarsalia (dinosauriërs, pterosauriërs, vogels en verwanten) |
|  |                                                                    |

|             | Yonghesuchus |
|             | |
| Archosauria | \| \| Crurotarsi (krokodilachtigen en verwanten) \| \| \| \| \| \| Avemetatarsalia (dinosauriërs, pterosauriërs, vogels en verwanten) \| \| \| \| |
|             | \| \| Crurotarsi (krokodilachtigen en verwanten) \| \| \| \| \| \| Avemetatarsalia (dinosauriërs, pterosauriërs, vogels en verwanten) \| \| \| \| |
|             | Crurotarsi (krokodilachtigen en verwanten) |
|             | |
|             | Avemetatarsalia (dinosauriërs, pterosauriërs, vogels en verwanten)                                                                                |
|             | |

|  | Crurotarsi (krokodilachtigen en verwanten)                         |
|  |                                                                    |
|  | Avemetatarsalia (dinosauriërs, pterosauriërs, vogels en verwanten) |
|  |                                                                    |

|             | Yonghesuchus |
|             | |
| Archosauria | \| \| Crurotarsi (krokodilachtigen en verwanten) \| \| \| \| \| \| Avemetatarsalia (dinosauriërs, pterosauriërs, vogels en verwanten) \| \| \| \| |
|             | \| \| Crurotarsi (krokodilachtigen en verwanten) \| \| \| \| \| \| Avemetatarsalia (dinosauriërs, pterosauriërs, vogels en verwanten) \| \| \| \| |
|             | Crurotarsi (krokodilachtigen en verwanten) |
|             | |
|             | Avemetatarsalia (dinosauriërs, pterosauriërs, vogels en verwanten)                                                                                |
|             | |

|  | Crurotarsi (krokodilachtigen en verwanten)                         |
|  |                                                                    |
|  | Avemetatarsalia (dinosauriërs, pterosauriërs, vogels en verwanten) |
|  |                                                                    |

|             | Yonghesuchus |
|             | |
| Archosauria | \| \| Crurotarsi (krokodilachtigen en verwanten) \| \| \| \| \| \| Avemetatarsalia (dinosauriërs, pterosauriërs, vogels en verwanten) \| \| \| \| |
|             | \| \| Crurotarsi (krokodilachtigen en verwanten) \| \| \| \| \| \| Avemetatarsalia (dinosauriërs, pterosauriërs, vogels en verwanten) \| \| \| \| |
|             | Crurotarsi (krokodilachtigen en verwanten) |
|             | |
|             | Avemetatarsalia (dinosauriërs, pterosauriërs, vogels en verwanten)                                                                                |
|             | |

|  | Crurotarsi (krokodilachtigen en verwanten)                         |
|  |                                                                    |
|  | Avemetatarsalia (dinosauriërs, pterosauriërs, vogels en verwanten) |
|  |                                                                    |

|             | Yonghesuchus |
|             | |
| Archosauria | \| \| Crurotarsi (krokodilachtigen en verwanten) \| \| \| \| \| \| Avemetatarsalia (dinosauriërs, pterosauriërs, vogels en verwanten) \| \| \| \| |
|             | \| \| Crurotarsi (krokodilachtigen en verwanten) \| \| \| \| \| \| Avemetatarsalia (dinosauriërs, pterosauriërs, vogels en verwanten) \| \| \| \| |
|             | Crurotarsi (krokodilachtigen en verwanten) |
|             | |
|             | Avemetatarsalia (dinosauriërs, pterosauriërs, vogels en verwanten)                                                                                |
|             | |

|  | Crurotarsi (krokodilachtigen en verwanten)                         |
|  |                                                                    |
|  | Avemetatarsalia (dinosauriërs, pterosauriërs, vogels en verwanten) |
|  |                                                                    |

|             | Yonghesuchus |
|             | |
| Archosauria | \| \| Crurotarsi (krokodilachtigen en verwanten) \| \| \| \| \| \| Avemetatarsalia (dinosauriërs, pterosauriërs, vogels en verwanten) \| \| \| \| |
|             | \| \| Crurotarsi (krokodilachtigen en verwanten) \| \| \| \| \| \| Avemetatarsalia (dinosauriërs, pterosauriërs, vogels en verwanten) \| \| \| \| |
|             | Crurotarsi (krokodilachtigen en verwanten) |
|             | |
|             | Avemetatarsalia (dinosauriërs, pterosauriërs, vogels en verwanten)                                                                                |
|             | |

|  | Crurotarsi (krokodilachtigen en verwanten)                         |
|  |                                                                    |
|  | Avemetatarsalia (dinosauriërs, pterosauriërs, vogels en verwanten) |
|  |                                                                    |

|             | Yonghesuchus |
|             | |
| Archosauria | \| \| Crurotarsi (krokodilachtigen en verwanten) \| \| \| \| \| \| Avemetatarsalia (dinosauriërs, pterosauriërs, vogels en verwanten) \| \| \| \| |
|             | \| \| Crurotarsi (krokodilachtigen en verwanten) \| \| \| \| \| \| Avemetatarsalia (dinosauriërs, pterosauriërs, vogels en verwanten) \| \| \| \| |
|             | Crurotarsi (krokodilachtigen en verwanten) |
|             | |
|             | Avemetatarsalia (dinosauriërs, pterosauriërs, vogels en verwanten)                                                                                |
|             | |

|  | Crurotarsi (krokodilachtigen en verwanten)                         |
|  |                                                                    |
|  | Avemetatarsalia (dinosauriërs, pterosauriërs, vogels en verwanten) |
|  |                                                                    |

|             | Yonghesuchus |
|             | |
| Archosauria | \| \| Crurotarsi (krokodilachtigen en verwanten) \| \| \| \| \| \| Avemetatarsalia (dinosauriërs, pterosauriërs, vogels en verwanten) \| \| \| \| |
|             | \| \| Crurotarsi (krokodilachtigen en verwanten) \| \| \| \| \| \| Avemetatarsalia (dinosauriërs, pterosauriërs, vogels en verwanten) \| \| \| \| |
|             | Crurotarsi (krokodilachtigen en verwanten) |
|             | |
|             | Avemetatarsalia (dinosauriërs, pterosauriërs, vogels en verwanten)                                                                                |
|             | |

|  | Crurotarsi (krokodilachtigen en verwanten)                         |
|  |                                                                    |
|  | Avemetatarsalia (dinosauriërs, pterosauriërs, vogels en verwanten) |
|  |                                                                    |

|             | Yonghesuchus |
|             | |
| Archosauria | \| \| Crurotarsi (krokodilachtigen en verwanten) \| \| \| \| \| \| Avemetatarsalia (dinosauriërs, pterosauriërs, vogels en verwanten) \| \| \| \| |
|             | \| \| Crurotarsi (krokodilachtigen en verwanten) \| \| \| \| \| \| Avemetatarsalia (dinosauriërs, pterosauriërs, vogels en verwanten) \| \| \| \| |
|             | Crurotarsi (krokodilachtigen en verwanten) |
|             | |
|             | Avemetatarsalia (dinosauriërs, pterosauriërs, vogels en verwanten)                                                                                |
|             | |

|  | Crurotarsi (krokodilachtigen en verwanten)                         |
|  |                                                                    |
|  | Avemetatarsalia (dinosauriërs, pterosauriërs, vogels en verwanten) |
|  |                                                                    |

|             | Yonghesuchus |
|             | |
| Archosauria | \| \| Crurotarsi (krokodilachtigen en verwanten) \| \| \| \| \| \| Avemetatarsalia (dinosauriërs, pterosauriërs, vogels en verwanten) \| \| \| \| |
|             | \| \| Crurotarsi (krokodilachtigen en verwanten) \| \| \| \| \| \| Avemetatarsalia (dinosauriërs, pterosauriërs, vogels en verwanten) \| \| \| \| |
|             | Crurotarsi (krokodilachtigen en verwanten) |
|             | |
|             | Avemetatarsalia (dinosauriërs, pterosauriërs, vogels en verwanten)                                                                                |
|             | |

|  | Crurotarsi (krokodilachtigen en verwanten)                         |
|  |                                                                    |
|  | Avemetatarsalia (dinosauriërs, pterosauriërs, vogels en verwanten) |
|  |                                                                    |

|             | Yonghesuchus |
|             | |
| Archosauria | \| \| Crurotarsi (krokodilachtigen en verwanten) \| \| \| \| \| \| Avemetatarsalia (dinosauriërs, pterosauriërs, vogels en verwanten) \| \| \| \| |
|             | \| \| Crurotarsi (krokodilachtigen en verwanten) \| \| \| \| \| \| Avemetatarsalia (dinosauriërs, pterosauriërs, vogels en verwanten) \| \| \| \| |
|             | Crurotarsi (krokodilachtigen en verwanten) |
|             | |
|             | Avemetatarsalia (dinosauriërs, pterosauriërs, vogels en verwanten)                                                                                |
|             | |

|  | Crurotarsi (krokodilachtigen en verwanten)                         |
|  |                                                                    |
|  | Avemetatarsalia (dinosauriërs, pterosauriërs, vogels en verwanten) |
|  |                                                                    |

|             | Yonghesuchus |
|             | |
| Archosauria | \| \| Crurotarsi (krokodilachtigen en verwanten) \| \| \| \| \| \| Avemetatarsalia (dinosauriërs, pterosauriërs, vogels en verwanten) \| \| \| \| |
|             | \| \| Crurotarsi (krokodilachtigen en verwanten) \| \| \| \| \| \| Avemetatarsalia (dinosauriërs, pterosauriërs, vogels en verwanten) \| \| \| \| |
|             | Crurotarsi (krokodilachtigen en verwanten) |
|             | |
|             | Avemetatarsalia (dinosauriërs, pterosauriërs, vogels en verwanten)                                                                                |
|             | |

|  | Crurotarsi (krokodilachtigen en verwanten)                         |
|  |                                                                    |
|  | Avemetatarsalia (dinosauriërs, pterosauriërs, vogels en verwanten) |
|  |                                                                    |

|             | Yonghesuchus |
|             | |
| Archosauria | \| \| Crurotarsi (krokodilachtigen en verwanten) \| \| \| \| \| \| Avemetatarsalia (dinosauriërs, pterosauriërs, vogels en verwanten) \| \| \| \| |
|             | \| \| Crurotarsi (krokodilachtigen en verwanten) \| \| \| \| \| \| Avemetatarsalia (dinosauriërs, pterosauriërs, vogels en verwanten) \| \| \| \| |
|             | Crurotarsi (krokodilachtigen en verwanten) |
|             | |
|             | Avemetatarsalia (dinosauriërs, pterosauriërs, vogels en verwanten)                                                                                |
|             | |

|  | Crurotarsi (krokodilachtigen en verwanten)                         |
|  |                                                                    |
|  | Avemetatarsalia (dinosauriërs, pterosauriërs, vogels en verwanten) |
|  |                                                                    |

|             | Yonghesuchus |
|             | |
| Archosauria | \| \| Crurotarsi (krokodilachtigen en verwanten) \| \| \| \| \| \| Avemetatarsalia (dinosauriërs, pterosauriërs, vogels en verwanten) \| \| \| \| |
|             | \| \| Crurotarsi (krokodilachtigen en verwanten) \| \| \| \| \| \| Avemetatarsalia (dinosauriërs, pterosauriërs, vogels en verwanten) \| \| \| \| |
|             | Crurotarsi (krokodilachtigen en verwanten) |
|             | |
|             | Avemetatarsalia (dinosauriërs, pterosauriërs, vogels en verwanten)                                                                                |
|             | |

|  | Crurotarsi (krokodilachtigen en verwanten)                         |
|  |                                                                    |
|  | Avemetatarsalia (dinosauriërs, pterosauriërs, vogels en verwanten) |
|  |                                                                    |

|             | Yonghesuchus |
|             | |
| Archosauria | \| \| Crurotarsi (krokodilachtigen en verwanten) \| \| \| \| \| \| Avemetatarsalia (dinosauriërs, pterosauriërs, vogels en verwanten) \| \| \| \| |
|             | \| \| Crurotarsi (krokodilachtigen en verwanten) \| \| \| \| \| \| Avemetatarsalia (dinosauriërs, pterosauriërs, vogels en verwanten) \| \| \| \| |
|             | Crurotarsi (krokodilachtigen en verwanten) |
|             | |
|             | Avemetatarsalia (dinosauriërs, pterosauriërs, vogels en verwanten)                                                                                |
|             | |

|  | Crurotarsi (krokodilachtigen en verwanten)                         |
|  |                                                                    |
|  | Avemetatarsalia (dinosauriërs, pterosauriërs, vogels en verwanten) |
|  |                                                                    |

|             | Yonghesuchus |
|             | |
| Archosauria | \| \| Crurotarsi (krokodilachtigen en verwanten) \| \| \| \| \| \| Avemetatarsalia (dinosauriërs, pterosauriërs, vogels en verwanten) \| \| \| \| |
|             | \| \| Crurotarsi (krokodilachtigen en verwanten) \| \| \| \| \| \| Avemetatarsalia (dinosauriërs, pterosauriërs, vogels en verwanten) \| \| \| \| |
|             | Crurotarsi (krokodilachtigen en verwanten) |
|             | |
|             | Avemetatarsalia (dinosauriërs, pterosauriërs, vogels en verwanten)                                                                                |
|             | |

|  | Crurotarsi (krokodilachtigen en verwanten)                         |
|  |                                                                    |
|  | Avemetatarsalia (dinosauriërs, pterosauriërs, vogels en verwanten) |
|  |                                                                    |

|             | Yonghesuchus |
|             | |
| Archosauria | \| \| Crurotarsi (krokodilachtigen en verwanten) \| \| \| \| \| \| Avemetatarsalia (dinosauriërs, pterosauriërs, vogels en verwanten) \| \| \| \| |
|             | \| \| Crurotarsi (krokodilachtigen en verwanten) \| \| \| \| \| \| Avemetatarsalia (dinosauriërs, pterosauriërs, vogels en verwanten) \| \| \| \| |
|             | Crurotarsi (krokodilachtigen en verwanten) |
|             | |
|             | Avemetatarsalia (dinosauriërs, pterosauriërs, vogels en verwanten)                                                                                |
|             | |

|  | Crurotarsi (krokodilachtigen en verwanten)                         |
|  |                                                                    |
|  | Avemetatarsalia (dinosauriërs, pterosauriërs, vogels en verwanten) |
|  |                                                                    |

|             | Yonghesuchus |
|             | |
| Archosauria | \| \| Crurotarsi (krokodilachtigen en verwanten) \| \| \| \| \| \| Avemetatarsalia (dinosauriërs, pterosauriërs, vogels en verwanten) \| \| \| \| |
|             | \| \| Crurotarsi (krokodilachtigen en verwanten) \| \| \| \| \| \| Avemetatarsalia (dinosauriërs, pterosauriërs, vogels en verwanten) \| \| \| \| |
|             | Crurotarsi (krokodilachtigen en verwanten) |
|             | |
|             | Avemetatarsalia (dinosauriërs, pterosauriërs, vogels en verwanten)                                                                                |
|             | |

|  | Crurotarsi (krokodilachtigen en verwanten)                         |
|  |                                                                    |
|  | Avemetatarsalia (dinosauriërs, pterosauriërs, vogels en verwanten) |
|  |                                                                    |

|             | Yonghesuchus |
|             | |
| Archosauria | \| \| Crurotarsi (krokodilachtigen en verwanten) \| \| \| \| \| \| Avemetatarsalia (dinosauriërs, pterosauriërs, vogels en verwanten) \| \| \| \| |
|             | \| \| Crurotarsi (krokodilachtigen en verwanten) \| \| \| \| \| \| Avemetatarsalia (dinosauriërs, pterosauriërs, vogels en verwanten) \| \| \| \| |
|             | Crurotarsi (krokodilachtigen en verwanten) |
|             | |
|             | Avemetatarsalia (dinosauriërs, pterosauriërs, vogels en verwanten)                                                                                |
|             | |

|  | Crurotarsi (krokodilachtigen en verwanten)                         |
|  |                                                                    |
|  | Avemetatarsalia (dinosauriërs, pterosauriërs, vogels en verwanten) |
|  |                                                                    |

|             | Yonghesuchus |
|             | |
| Archosauria | \| \| Crurotarsi (krokodilachtigen en verwanten) \| \| \| \| \| \| Avemetatarsalia (dinosauriërs, pterosauriërs, vogels en verwanten) \| \| \| \| |
|             | \| \| Crurotarsi (krokodilachtigen en verwanten) \| \| \| \| \| \| Avemetatarsalia (dinosauriërs, pterosauriërs, vogels en verwanten) \| \| \| \| |
|             | Crurotarsi (krokodilachtigen en verwanten) |
|             | |
|             | Avemetatarsalia (dinosauriërs, pterosauriërs, vogels en verwanten)                                                                                |
|             | |

|  | Crurotarsi (krokodilachtigen en verwanten)                         |
|  |                                                                    |
|  | Avemetatarsalia (dinosauriërs, pterosauriërs, vogels en verwanten) |
|  |                                                                    |

|             | Yonghesuchus |
|             | |
| Archosauria | \| \| Crurotarsi (krokodilachtigen en verwanten) \| \| \| \| \| \| Avemetatarsalia (dinosauriërs, pterosauriërs, vogels en verwanten) \| \| \| \| |
|             | \| \| Crurotarsi (krokodilachtigen en verwanten) \| \| \| \| \| \| Avemetatarsalia (dinosauriërs, pterosauriërs, vogels en verwanten) \| \| \| \| |
|             | Crurotarsi (krokodilachtigen en verwanten) |
|             | |
|             | Avemetatarsalia (dinosauriërs, pterosauriërs, vogels en verwanten)                                                                                |
|             | |

|  | Crurotarsi (krokodilachtigen en verwanten)                         |
|  |                                                                    |
|  | Avemetatarsalia (dinosauriërs, pterosauriërs, vogels en verwanten) |
|  |                                                                    |

|             | Yonghesuchus |
|             | |
| Archosauria | \| \| Crurotarsi (krokodilachtigen en verwanten) \| \| \| \| \| \| Avemetatarsalia (dinosauriërs, pterosauriërs, vogels en verwanten) \| \| \| \| |
|             | \| \| Crurotarsi (krokodilachtigen en verwanten) \| \| \| \| \| \| Avemetatarsalia (dinosauriërs, pterosauriërs, vogels en verwanten) \| \| \| \| |
|             | Crurotarsi (krokodilachtigen en verwanten) |
|             | |
|             | Avemetatarsalia (dinosauriërs, pterosauriërs, vogels en verwanten)                                                                                |
|             | |

|  | Crurotarsi (krokodilachtigen en verwanten)                         |
|  |                                                                    |
|  | Avemetatarsalia (dinosauriërs, pterosauriërs, vogels en verwanten) |
|  |                                                                    |

|             | Yonghesuchus |
|             | |
| Archosauria | \| \| Crurotarsi (krokodilachtigen en verwanten) \| \| \| \| \| \| Avemetatarsalia (dinosauriërs, pterosauriërs, vogels en verwanten) \| \| \| \| |
|             | \| \| Crurotarsi (krokodilachtigen en verwanten) \| \| \| \| \| \| Avemetatarsalia (dinosauriërs, pterosauriërs, vogels en verwanten) \| \| \| \| |
|             | Crurotarsi (krokodilachtigen en verwanten) |
|             | |
|             | Avemetatarsalia (dinosauriërs, pterosauriërs, vogels en verwanten)                                                                                |
|             | |

|  | Crurotarsi (krokodilachtigen en verwanten)                         |
|  |                                                                    |
|  | Avemetatarsalia (dinosauriërs, pterosauriërs, vogels en verwanten) |
|  |                                                                    |

|             | Yonghesuchus |
|             | |
| Archosauria | \| \| Crurotarsi (krokodilachtigen en verwanten) \| \| \| \| \| \| Avemetatarsalia (dinosauriërs, pterosauriërs, vogels en verwanten) \| \| \| \| |
|             | \| \| Crurotarsi (krokodilachtigen en verwanten) \| \| \| \| \| \| Avemetatarsalia (dinosauriërs, pterosauriërs, vogels en verwanten) \| \| \| \| |
|             | Crurotarsi (krokodilachtigen en verwanten) |
|             | |
|             | Avemetatarsalia (dinosauriërs, pterosauriërs, vogels en verwanten)                                                                                |
|             | |

|  | Crurotarsi (krokodilachtigen en verwanten)                         |
|  |                                                                    |
|  | Avemetatarsalia (dinosauriërs, pterosauriërs, vogels en verwanten) |
|  |                                                                    |

|             | Yonghesuchus |
|             | |
| Archosauria | \| \| Crurotarsi (krokodilachtigen en verwanten) \| \| \| \| \| \| Avemetatarsalia (dinosauriërs, pterosauriërs, vogels en verwanten) \| \| \| \| |
|             | \| \| Crurotarsi (krokodilachtigen en verwanten) \| \| \| \| \| \| Avemetatarsalia (dinosauriërs, pterosauriërs, vogels en verwanten) \| \| \| \| |
|             | Crurotarsi (krokodilachtigen en verwanten) |
|             | |
|             | Avemetatarsalia (dinosauriërs, pterosauriërs, vogels en verwanten)                                                                                |
|             | |

|  | Crurotarsi (krokodilachtigen en verwanten)                         |
|  |                                                                    |
|  | Avemetatarsalia (dinosauriërs, pterosauriërs, vogels en verwanten) |
|  |                                                                    |

|             | Yonghesuchus |
|             | |
| Archosauria | \| \| Crurotarsi (krokodilachtigen en verwanten) \| \| \| \| \| \| Avemetatarsalia (dinosauriërs, pterosauriërs, vogels en verwanten) \| \| \| \| |
|             | \| \| Crurotarsi (krokodilachtigen en verwanten) \| \| \| \| \| \| Avemetatarsalia (dinosauriërs, pterosauriërs, vogels en verwanten) \| \| \| \| |
|             | Crurotarsi (krokodilachtigen en verwanten) |
|             | |
|             | Avemetatarsalia (dinosauriërs, pterosauriërs, vogels en verwanten)                                                                                |
|             | |

|  | Crurotarsi (krokodilachtigen en verwanten)                         |
|  |                                                                    |
|  | Avemetatarsalia (dinosauriërs, pterosauriërs, vogels en verwanten) |
|  |                                                                    |

|             | Yonghesuchus |
|             | |
| Archosauria | \| \| Crurotarsi (krokodilachtigen en verwanten) \| \| \| \| \| \| Avemetatarsalia (dinosauriërs, pterosauriërs, vogels en verwanten) \| \| \| \| |
|             | \| \| Crurotarsi (krokodilachtigen en verwanten) \| \| \| \| \| \| Avemetatarsalia (dinosauriërs, pterosauriërs, vogels en verwanten) \| \| \| \| |
|             | Crurotarsi (krokodilachtigen en verwanten) |
|             | |
|             | Avemetatarsalia (dinosauriërs, pterosauriërs, vogels en verwanten)                                                                                |
|             | |

|  | Crurotarsi (krokodilachtigen en verwanten)                         |
|  |                                                                    |
|  | Avemetatarsalia (dinosauriërs, pterosauriërs, vogels en verwanten) |
|  |                                                                    |

|             | Yonghesuchus |
|             | |
| Archosauria | \| \| Crurotarsi (krokodilachtigen en verwanten) \| \| \| \| \| \| Avemetatarsalia (dinosauriërs, pterosauriërs, vogels en verwanten) \| \| \| \| |
|             | \| \| Crurotarsi (krokodilachtigen en verwanten) \| \| \| \| \| \| Avemetatarsalia (dinosauriërs, pterosauriërs, vogels en verwanten) \| \| \| \| |
|             | Crurotarsi (krokodilachtigen en verwanten) |
|             | |
|             | Avemetatarsalia (dinosauriërs, pterosauriërs, vogels en verwanten)                                                                                |
|             | |

|  | Crurotarsi (krokodilachtigen en verwanten)                         |
|  |                                                                    |
|  | Avemetatarsalia (dinosauriërs, pterosauriërs, vogels en verwanten) |
|  |                                                                    |

|             | Yonghesuchus |
|             | |
| Archosauria | \| \| Crurotarsi (krokodilachtigen en verwanten) \| \| \| \| \| \| Avemetatarsalia (dinosauriërs, pterosauriërs, vogels en verwanten) \| \| \| \| |
|             | \| \| Crurotarsi (krokodilachtigen en verwanten) \| \| \| \| \| \| Avemetatarsalia (dinosauriërs, pterosauriërs, vogels en verwanten) \| \| \| \| |
|             | Crurotarsi (krokodilachtigen en verwanten) |
|             | |
|             | Avemetatarsalia (dinosauriërs, pterosauriërs, vogels en verwanten)                                                                                |
|             | |

|  | Crurotarsi (krokodilachtigen en verwanten)                         |
|  |                                                                    |
|  | Avemetatarsalia (dinosauriërs, pterosauriërs, vogels en verwanten) |
|  |                                                                    |

|             | Yonghesuchus |
|             | |
| Archosauria | \| \| Crurotarsi (krokodilachtigen en verwanten) \| \| \| \| \| \| Avemetatarsalia (dinosauriërs, pterosauriërs, vogels en verwanten) \| \| \| \| |
|             | \| \| Crurotarsi (krokodilachtigen en verwanten) \| \| \| \| \| \| Avemetatarsalia (dinosauriërs, pterosauriërs, vogels en verwanten) \| \| \| \| |
|             | Crurotarsi (krokodilachtigen en verwanten) |
|             | |
|             | Avemetatarsalia (dinosauriërs, pterosauriërs, vogels en verwanten)                                                                                |
|             | |

|  | Crurotarsi (krokodilachtigen en verwanten)                         |
|  |                                                                    |
|  | Avemetatarsalia (dinosauriërs, pterosauriërs, vogels en verwanten) |
|  |                                                                    |

|             | Yonghesuchus |
|             | |
| Archosauria | \| \| Crurotarsi (krokodilachtigen en verwanten) \| \| \| \| \| \| Avemetatarsalia (dinosauriërs, pterosauriërs, vogels en verwanten) \| \| \| \| |
|             | \| \| Crurotarsi (krokodilachtigen en verwanten) \| \| \| \| \| \| Avemetatarsalia (dinosauriërs, pterosauriërs, vogels en verwanten) \| \| \| \| |
|             | Crurotarsi (krokodilachtigen en verwanten) |
|             | |
|             | Avemetatarsalia (dinosauriërs, pterosauriërs, vogels en verwanten)                                                                                |
|             | |

|  | Crurotarsi (krokodilachtigen en verwanten)                         |
|  |                                                                    |
|  | Avemetatarsalia (dinosauriërs, pterosauriërs, vogels en verwanten) |
|  |                                                                    |

|             | Yonghesuchus |
|             | |
| Archosauria | \| \| Crurotarsi (krokodilachtigen en verwanten) \| \| \| \| \| \| Avemetatarsalia (dinosauriërs, pterosauriërs, vogels en verwanten) \| \| \| \| |
|             | \| \| Crurotarsi (krokodilachtigen en verwanten) \| \| \| \| \| \| Avemetatarsalia (dinosauriërs, pterosauriërs, vogels en verwanten) \| \| \| \| |
|             | Crurotarsi (krokodilachtigen en verwanten) |
|             | |
|             | Avemetatarsalia (dinosauriërs, pterosauriërs, vogels en verwanten)                                                                                |
|             | |

|  | Crurotarsi (krokodilachtigen en verwanten)                         |
|  |                                                                    |
|  | Avemetatarsalia (dinosauriërs, pterosauriërs, vogels en verwanten) |
|  |                                                                    |

|             | Yonghesuchus |
|             | |
| Archosauria | \| \| Crurotarsi (krokodilachtigen en verwanten) \| \| \| \| \| \| Avemetatarsalia (dinosauriërs, pterosauriërs, vogels en verwanten) \| \| \| \| |
|             | \| \| Crurotarsi (krokodilachtigen en verwanten) \| \| \| \| \| \| Avemetatarsalia (dinosauriërs, pterosauriërs, vogels en verwanten) \| \| \| \| |
|             | Crurotarsi (krokodilachtigen en verwanten) |
|             | |
|             | Avemetatarsalia (dinosauriërs, pterosauriërs, vogels en verwanten)                                                                                |
|             | |

|  | Crurotarsi (krokodilachtigen en verwanten)                         |
|  |                                                                    |
|  | Avemetatarsalia (dinosauriërs, pterosauriërs, vogels en verwanten) |
|  |                                                                    |

|             | Yonghesuchus |
|             | |
| Archosauria | \| \| Crurotarsi (krokodilachtigen en verwanten) \| \| \| \| \| \| Avemetatarsalia (dinosauriërs, pterosauriërs, vogels en verwanten) \| \| \| \| |
|             | \| \| Crurotarsi (krokodilachtigen en verwanten) \| \| \| \| \| \| Avemetatarsalia (dinosauriërs, pterosauriërs, vogels en verwanten) \| \| \| \| |
|             | Crurotarsi (krokodilachtigen en verwanten) |
|             | |
|             | Avemetatarsalia (dinosauriërs, pterosauriërs, vogels en verwanten)                                                                                |
|             | |

|  | Crurotarsi (krokodilachtigen en verwanten)                         |
|  |                                                                    |
|  | Avemetatarsalia (dinosauriërs, pterosauriërs, vogels en verwanten) |
|  |                                                                    |

|             | Yonghesuchus |
|             | |
| Archosauria | \| \| Crurotarsi (krokodilachtigen en verwanten) \| \| \| \| \| \| Avemetatarsalia (dinosauriërs, pterosauriërs, vogels en verwanten) \| \| \| \| |
|             | \| \| Crurotarsi (krokodilachtigen en verwanten) \| \| \| \| \| \| Avemetatarsalia (dinosauriërs, pterosauriërs, vogels en verwanten) \| \| \| \| |
|             | Crurotarsi (krokodilachtigen en verwanten) |
|             | |
|             | Avemetatarsalia (dinosauriërs, pterosauriërs, vogels en verwanten)                                                                                |
|             | |

|  | Crurotarsi (krokodilachtigen en verwanten)                         |
|  |                                                                    |
|  | Avemetatarsalia (dinosauriërs, pterosauriërs, vogels en verwanten) |
|  |                                                                    |

|             | Yonghesuchus |
|             | |
| Archosauria | \| \| Crurotarsi (krokodilachtigen en verwanten) \| \| \| \| \| \| Avemetatarsalia (dinosauriërs, pterosauriërs, vogels en verwanten) \| \| \| \| |
|             | \| \| Crurotarsi (krokodilachtigen en verwanten) \| \| \| \| \| \| Avemetatarsalia (dinosauriërs, pterosauriërs, vogels en verwanten) \| \| \| \| |
|             | Crurotarsi (krokodilachtigen en verwanten) |
|             | |
|             | Avemetatarsalia (dinosauriërs, pterosauriërs, vogels en verwanten)                                                                                |
|             | |

|  | Crurotarsi (krokodilachtigen en verwanten)                         |
|  |                                                                    |
|  | Avemetatarsalia (dinosauriërs, pterosauriërs, vogels en verwanten) |
|  |                                                                    |

|             | Yonghesuchus |
|             | |
| Archosauria | \| \| Crurotarsi (krokodilachtigen en verwanten) \| \| \| \| \| \| Avemetatarsalia (dinosauriërs, pterosauriërs, vogels en verwanten) \| \| \| \| |
|             | \| \| Crurotarsi (krokodilachtigen en verwanten) \| \| \| \| \| \| Avemetatarsalia (dinosauriërs, pterosauriërs, vogels en verwanten) \| \| \| \| |
|             | Crurotarsi (krokodilachtigen en verwanten) |
|             | |
|             | Avemetatarsalia (dinosauriërs, pterosauriërs, vogels en verwanten)                                                                                |
|             | |

|  | Crurotarsi (krokodilachtigen en verwanten)                         |
|  |                                                                    |
|  | Avemetatarsalia (dinosauriërs, pterosauriërs, vogels en verwanten) |
|  |                                                                    |

|             | Yonghesuchus |
|             | |
| Archosauria | \| \| Crurotarsi (krokodilachtigen en verwanten) \| \| \| \| \| \| Avemetatarsalia (dinosauriërs, pterosauriërs, vogels en verwanten) \| \| \| \| |
|             | \| \| Crurotarsi (krokodilachtigen en verwanten) \| \| \| \| \| \| Avemetatarsalia (dinosauriërs, pterosauriërs, vogels en verwanten) \| \| \| \| |
|             | Crurotarsi (krokodilachtigen en verwanten) |
|             | |
|             | Avemetatarsalia (dinosauriërs, pterosauriërs, vogels en verwanten)                                                                                |
|             | |

|  | Crurotarsi (krokodilachtigen en verwanten)                         |
|  |                                                                    |
|  | Avemetatarsalia (dinosauriërs, pterosauriërs, vogels en verwanten) |
|  |                                                                    |

|             | Yonghesuchus |
|             | |
| Archosauria | \| \| Crurotarsi (krokodilachtigen en verwanten) \| \| \| \| \| \| Avemetatarsalia (dinosauriërs, pterosauriërs, vogels en verwanten) \| \| \| \| |
|             | \| \| Crurotarsi (krokodilachtigen en verwanten) \| \| \| \| \| \| Avemetatarsalia (dinosauriërs, pterosauriërs, vogels en verwanten) \| \| \| \| |
|             | Crurotarsi (krokodilachtigen en verwanten) |
|             | |
|             | Avemetatarsalia (dinosauriërs, pterosauriërs, vogels en verwanten)                                                                                |
|             | |

|  | Crurotarsi (krokodilachtigen en verwanten)                         |
|  |                                                                    |
|  | Avemetatarsalia (dinosauriërs, pterosauriërs, vogels en verwanten) |
|  |                                                                    |

|             | Yonghesuchus |
|             | |
| Archosauria | \| \| Crurotarsi (krokodilachtigen en verwanten) \| \| \| \| \| \| Avemetatarsalia (dinosauriërs, pterosauriërs, vogels en verwanten) \| \| \| \| |
|             | \| \| Crurotarsi (krokodilachtigen en verwanten) \| \| \| \| \| \| Avemetatarsalia (dinosauriërs, pterosauriërs, vogels en verwanten) \| \| \| \| |
|             | Crurotarsi (krokodilachtigen en verwanten) |
|             | |
|             | Avemetatarsalia (dinosauriërs, pterosauriërs, vogels en verwanten)                                                                                |
|             | |

|  | Crurotarsi (krokodilachtigen en verwanten)                         |
|  |                                                                    |
|  | Avemetatarsalia (dinosauriërs, pterosauriërs, vogels en verwanten) |
|  |                                                                    |

|             | Yonghesuchus |
|             | |
| Archosauria | \| \| Crurotarsi (krokodilachtigen en verwanten) \| \| \| \| \| \| Avemetatarsalia (dinosauriërs, pterosauriërs, vogels en verwanten) \| \| \| \| |
|             | \| \| Crurotarsi (krokodilachtigen en verwanten) \| \| \| \| \| \| Avemetatarsalia (dinosauriërs, pterosauriërs, vogels en verwanten) \| \| \| \| |
|             | Crurotarsi (krokodilachtigen en verwanten) |
|             | |
|             | Avemetatarsalia (dinosauriërs, pterosauriërs, vogels en verwanten)                                                                                |
|             | |

|  | Crurotarsi (krokodilachtigen en verwanten)                         |
|  |                                                                    |
|  | Avemetatarsalia (dinosauriërs, pterosauriërs, vogels en verwanten) |
|  |                                                                    |

|             | Yonghesuchus |
|             | |
| Archosauria | \| \| Crurotarsi (krokodilachtigen en verwanten) \| \| \| \| \| \| Avemetatarsalia (dinosauriërs, pterosauriërs, vogels en verwanten) \| \| \| \| |
|             | \| \| Crurotarsi (krokodilachtigen en verwanten) \| \| \| \| \| \| Avemetatarsalia (dinosauriërs, pterosauriërs, vogels en verwanten) \| \| \| \| |
|             | Crurotarsi (krokodilachtigen en verwanten) |
|             | |
|             | Avemetatarsalia (dinosauriërs, pterosauriërs, vogels en verwanten)                                                                                |
|             | |

|  | Crurotarsi (krokodilachtigen en verwanten)                         |
|  |                                                                    |
|  | Avemetatarsalia (dinosauriërs, pterosauriërs, vogels en verwanten) |
|  |                                                                    |

|             | Yonghesuchus |
|             | |
| Archosauria | \| \| Crurotarsi (krokodilachtigen en verwanten) \| \| \| \| \| \| Avemetatarsalia (dinosauriërs, pterosauriërs, vogels en verwanten) \| \| \| \| |
|             | \| \| Crurotarsi (krokodilachtigen en verwanten) \| \| \| \| \| \| Avemetatarsalia (dinosauriërs, pterosauriërs, vogels en verwanten) \| \| \| \| |
|             | Crurotarsi (krokodilachtigen en verwanten) |
|             | |
|             | Avemetatarsalia (dinosauriërs, pterosauriërs, vogels en verwanten)                                                                                |
|             | |

|  | Crurotarsi (krokodilachtigen en verwanten)                         |
|  |                                                                    |
|  | Avemetatarsalia (dinosauriërs, pterosauriërs, vogels en verwanten) |
|  |                                                                    |

|             | Yonghesuchus |
|             | |
| Archosauria | \| \| Crurotarsi (krokodilachtigen en verwanten) \| \| \| \| \| \| Avemetatarsalia (dinosauriërs, pterosauriërs, vogels en verwanten) \| \| \| \| |
|             | \| \| Crurotarsi (krokodilachtigen en verwanten) \| \| \| \| \| \| Avemetatarsalia (dinosauriërs, pterosauriërs, vogels en verwanten) \| \| \| \| |
|             | Crurotarsi (krokodilachtigen en verwanten) |
|             | |
|             | Avemetatarsalia (dinosauriërs, pterosauriërs, vogels en verwanten)                                                                                |
|             | |

|  | Crurotarsi (krokodilachtigen en verwanten)                         |
|  |                                                                    |
|  | Avemetatarsalia (dinosauriërs, pterosauriërs, vogels en verwanten) |
|  |                                                                    |

|             | Yonghesuchus |
|             | |
| Archosauria | \| \| Crurotarsi (krokodilachtigen en verwanten) \| \| \| \| \| \| Avemetatarsalia (dinosauriërs, pterosauriërs, vogels en verwanten) \| \| \| \| |
|             | \| \| Crurotarsi (krokodilachtigen en verwanten) \| \| \| \| \| \| Avemetatarsalia (dinosauriërs, pterosauriërs, vogels en verwanten) \| \| \| \| |
|             | Crurotarsi (krokodilachtigen en verwanten) |
|             | |
|             | Avemetatarsalia (dinosauriërs, pterosauriërs, vogels en verwanten)                                                                                |
|             | |

|  | Crurotarsi (krokodilachtigen en verwanten)                         |
|  |                                                                    |
|  | Avemetatarsalia (dinosauriërs, pterosauriërs, vogels en verwanten) |
|  |                                                                    |

|             | Yonghesuchus |
|             | |
| Archosauria | \| \| Crurotarsi (krokodilachtigen en verwanten) \| \| \| \| \| \| Avemetatarsalia (dinosauriërs, pterosauriërs, vogels en verwanten) \| \| \| \| |
|             | \| \| Crurotarsi (krokodilachtigen en verwanten) \| \| \| \| \| \| Avemetatarsalia (dinosauriërs, pterosauriërs, vogels en verwanten) \| \| \| \| |
|             | Crurotarsi (krokodilachtigen en verwanten) |
|             | |
|             | Avemetatarsalia (dinosauriërs, pterosauriërs, vogels en verwanten)                                                                                |
|             | |

|  | Crurotarsi (krokodilachtigen en verwanten)                         |
|  |                                                                    |
|  | Avemetatarsalia (dinosauriërs, pterosauriërs, vogels en verwanten) |
|  |                                                                    |

|             | Yonghesuchus |
|             | |
| Archosauria | \| \| Crurotarsi (krokodilachtigen en verwanten) \| \| \| \| \| \| Avemetatarsalia (dinosauriërs, pterosauriërs, vogels en verwanten) \| \| \| \| |
|             | \| \| Crurotarsi (krokodilachtigen en verwanten) \| \| \| \| \| \| Avemetatarsalia (dinosauriërs, pterosauriërs, vogels en verwanten) \| \| \| \| |
|             | Crurotarsi (krokodilachtigen en verwanten) |
|             | |
|             | Avemetatarsalia (dinosauriërs, pterosauriërs, vogels en verwanten)                                                                                |
|             | |

|  | Crurotarsi (krokodilachtigen en verwanten)                         |
|  |                                                                    |
|  | Avemetatarsalia (dinosauriërs, pterosauriërs, vogels en verwanten) |
|  |                                                                    |

|             | Yonghesuchus |
|             | |
| Archosauria | \| \| Crurotarsi (krokodilachtigen en verwanten) \| \| \| \| \| \| Avemetatarsalia (dinosauriërs, pterosauriërs, vogels en verwanten) \| \| \| \| |
|             | \| \| Crurotarsi (krokodilachtigen en verwanten) \| \| \| \| \| \| Avemetatarsalia (dinosauriërs, pterosauriërs, vogels en verwanten) \| \| \| \| |
|             | Crurotarsi (krokodilachtigen en verwanten) |
|             | |
|             | Avemetatarsalia (dinosauriërs, pterosauriërs, vogels en verwanten)                                                                                |
|             | |

|  | Crurotarsi (krokodilachtigen en verwanten)                         |
|  |                                                                    |
|  | Avemetatarsalia (dinosauriërs, pterosauriërs, vogels en verwanten) |
|  |                                                                    |

|             | Yonghesuchus |
|             | |
| Archosauria | \| \| Crurotarsi (krokodilachtigen en verwanten) \| \| \| \| \| \| Avemetatarsalia (dinosauriërs, pterosauriërs, vogels en verwanten) \| \| \| \| |
|             | \| \| Crurotarsi (krokodilachtigen en verwanten) \| \| \| \| \| \| Avemetatarsalia (dinosauriërs, pterosauriërs, vogels en verwanten) \| \| \| \| |
|             | Crurotarsi (krokodilachtigen en verwanten) |
|             | |
|             | Avemetatarsalia (dinosauriërs, pterosauriërs, vogels en verwanten)                                                                                |
|             | |

|  | Crurotarsi (krokodilachtigen en verwanten)                         |
|  |                                                                    |
|  | Avemetatarsalia (dinosauriërs, pterosauriërs, vogels en verwanten) |
|  |                                                                    |

|             | Yonghesuchus |
|             | |
| Archosauria | \| \| Crurotarsi (krokodilachtigen en verwanten) \| \| \| \| \| \| Avemetatarsalia (dinosauriërs, pterosauriërs, vogels en verwanten) \| \| \| \| |
|             | \| \| Crurotarsi (krokodilachtigen en verwanten) \| \| \| \| \| \| Avemetatarsalia (dinosauriërs, pterosauriërs, vogels en verwanten) \| \| \| \| |
|             | Crurotarsi (krokodilachtigen en verwanten) |
|             | |
|             | Avemetatarsalia (dinosauriërs, pterosauriërs, vogels en verwanten)                                                                                |
|             | |

|  | Crurotarsi (krokodilachtigen en verwanten)                         |
|  |                                                                    |
|  | Avemetatarsalia (dinosauriërs, pterosauriërs, vogels en verwanten) |
|  |                                                                    |

|             | Yonghesuchus |
|             | |
| Archosauria | \| \| Crurotarsi (krokodilachtigen en verwanten) \| \| \| \| \| \| Avemetatarsalia (dinosauriërs, pterosauriërs, vogels en verwanten) \| \| \| \| |
|             | \| \| Crurotarsi (krokodilachtigen en verwanten) \| \| \| \| \| \| Avemetatarsalia (dinosauriërs, pterosauriërs, vogels en verwanten) \| \| \| \| |
|             | Crurotarsi (krokodilachtigen en verwanten) |
|             | |
|             | Avemetatarsalia (dinosauriërs, pterosauriërs, vogels en verwanten)                                                                                |
|             | |

|  | Crurotarsi (krokodilachtigen en verwanten)                         |
|  |                                                                    |
|  | Avemetatarsalia (dinosauriërs, pterosauriërs, vogels en verwanten) |
|  |                                                                    |

|             | Yonghesuchus |
|             | |
| Archosauria | \| \| Crurotarsi (krokodilachtigen en verwanten) \| \| \| \| \| \| Avemetatarsalia (dinosauriërs, pterosauriërs, vogels en verwanten) \| \| \| \| |
|             | \| \| Crurotarsi (krokodilachtigen en verwanten) \| \| \| \| \| \| Avemetatarsalia (dinosauriërs, pterosauriërs, vogels en verwanten) \| \| \| \| |
|             | Crurotarsi (krokodilachtigen en verwanten) |
|             | |
|             | Avemetatarsalia (dinosauriërs, pterosauriërs, vogels en verwanten)                                                                                |
|             | |

|  | Crurotarsi (krokodilachtigen en verwanten)                         |
|  |                                                                    |
|  | Avemetatarsalia (dinosauriërs, pterosauriërs, vogels en verwanten) |
|  |                                                                    |

|             | Yonghesuchus |
|             | |
| Archosauria | \| \| Crurotarsi (krokodilachtigen en verwanten) \| \| \| \| \| \| Avemetatarsalia (dinosauriërs, pterosauriërs, vogels en verwanten) \| \| \| \| |
|             | \| \| Crurotarsi (krokodilachtigen en verwanten) \| \| \| \| \| \| Avemetatarsalia (dinosauriërs, pterosauriërs, vogels en verwanten) \| \| \| \| |
|             | Crurotarsi (krokodilachtigen en verwanten) |
|             | |
|             | Avemetatarsalia (dinosauriërs, pterosauriërs, vogels en verwanten)                                                                                |
|             | |

|  | Crurotarsi (krokodilachtigen en verwanten)                         |
|  |                                                                    |
|  | Avemetatarsalia (dinosauriërs, pterosauriërs, vogels en verwanten) |
|  |                                                                    |

|             | Yonghesuchus |
|             | |
| Archosauria | \| \| Crurotarsi (krokodilachtigen en verwanten) \| \| \| \| \| \| Avemetatarsalia (dinosauriërs, pterosauriërs, vogels en verwanten) \| \| \| \| |
|             | \| \| Crurotarsi (krokodilachtigen en verwanten) \| \| \| \| \| \| Avemetatarsalia (dinosauriërs, pterosauriërs, vogels en verwanten) \| \| \| \| |
|             | Crurotarsi (krokodilachtigen en verwanten) |
|             | |
|             | Avemetatarsalia (dinosauriërs, pterosauriërs, vogels en verwanten)                                                                                |
|             | |

|  | Crurotarsi (krokodilachtigen en verwanten)                         |
|  |                                                                    |
|  | Avemetatarsalia (dinosauriërs, pterosauriërs, vogels en verwanten) |
|  |                                                                    |

|             | Yonghesuchus |
|             | |
| Archosauria | \| \| Crurotarsi (krokodilachtigen en verwanten) \| \| \| \| \| \| Avemetatarsalia (dinosauriërs, pterosauriërs, vogels en verwanten) \| \| \| \| |
|             | \| \| Crurotarsi (krokodilachtigen en verwanten) \| \| \| \| \| \| Avemetatarsalia (dinosauriërs, pterosauriërs, vogels en verwanten) \| \| \| \| |
|             | Crurotarsi (krokodilachtigen en verwanten) |
|             | |
|             | Avemetatarsalia (dinosauriërs, pterosauriërs, vogels en verwanten)                                                                                |
|             | |

|  | Crurotarsi (krokodilachtigen en verwanten)                         |
|  |                                                                    |
|  | Avemetatarsalia (dinosauriërs, pterosauriërs, vogels en verwanten) |
|  |                                                                    |

|             | Yonghesuchus |
|             | |
| Archosauria | \| \| Crurotarsi (krokodilachtigen en verwanten) \| \| \| \| \| \| Avemetatarsalia (dinosauriërs, pterosauriërs, vogels en verwanten) \| \| \| \| |
|             | \| \| Crurotarsi (krokodilachtigen en verwanten) \| \| \| \| \| \| Avemetatarsalia (dinosauriërs, pterosauriërs, vogels en verwanten) \| \| \| \| |
|             | Crurotarsi (krokodilachtigen en verwanten) |
|             | |
|             | Avemetatarsalia (dinosauriërs, pterosauriërs, vogels en verwanten)                                                                                |
|             | |

|  | Crurotarsi (krokodilachtigen en verwanten)                         |
|  |                                                                    |
|  | Avemetatarsalia (dinosauriërs, pterosauriërs, vogels en verwanten) |
|  |                                                                    |

|             | Yonghesuchus |
|             | |
| Archosauria | \| \| Crurotarsi (krokodilachtigen en verwanten) \| \| \| \| \| \| Avemetatarsalia (dinosauriërs, pterosauriërs, vogels en verwanten) \| \| \| \| |
|             | \| \| Crurotarsi (krokodilachtigen en verwanten) \| \| \| \| \| \| Avemetatarsalia (dinosauriërs, pterosauriërs, vogels en verwanten) \| \| \| \| |
|             | Crurotarsi (krokodilachtigen en verwanten) |
|             | |
|             | Avemetatarsalia (dinosauriërs, pterosauriërs, vogels en verwanten)                                                                                |
|             | |

|  | Crurotarsi (krokodilachtigen en verwanten)                         |
|  |                                                                    |
|  | Avemetatarsalia (dinosauriërs, pterosauriërs, vogels en verwanten) |
|  |                                                                    |

|             | Yonghesuchus |
|             | |
| Archosauria | \| \| Crurotarsi (krokodilachtigen en verwanten) \| \| \| \| \| \| Avemetatarsalia (dinosauriërs, pterosauriërs, vogels en verwanten) \| \| \| \| |
|             | \| \| Crurotarsi (krokodilachtigen en verwanten) \| \| \| \| \| \| Avemetatarsalia (dinosauriërs, pterosauriërs, vogels en verwanten) \| \| \| \| |
|             | Crurotarsi (krokodilachtigen en verwanten) |
|             | |
|             | Avemetatarsalia (dinosauriërs, pterosauriërs, vogels en verwanten)                                                                                |
|             | |

|  | Crurotarsi (krokodilachtigen en verwanten)                         |
|  |                                                                    |
|  | Avemetatarsalia (dinosauriërs, pterosauriërs, vogels en verwanten) |
|  |                                                                    |

|             | Yonghesuchus |
|             | |
| Archosauria | \| \| Crurotarsi (krokodilachtigen en verwanten) \| \| \| \| \| \| Avemetatarsalia (dinosauriërs, pterosauriërs, vogels en verwanten) \| \| \| \| |
|             | \| \| Crurotarsi (krokodilachtigen en verwanten) \| \| \| \| \| \| Avemetatarsalia (dinosauriërs, pterosauriërs, vogels en verwanten) \| \| \| \| |
|             | Crurotarsi (krokodilachtigen en verwanten) |
|             | |
|             | Avemetatarsalia (dinosauriërs, pterosauriërs, vogels en verwanten)                                                                                |
|             | |

|  | Crurotarsi (krokodilachtigen en verwanten)                         |
|  |                                                                    |
|  | Avemetatarsalia (dinosauriërs, pterosauriërs, vogels en verwanten) |
|  |                                                                    |

|             | Yonghesuchus |
|             | |
| Archosauria | \| \| Crurotarsi (krokodilachtigen en verwanten) \| \| \| \| \| \| Avemetatarsalia (dinosauriërs, pterosauriërs, vogels en verwanten) \| \| \| \| |
|             | \| \| Crurotarsi (krokodilachtigen en verwanten) \| \| \| \| \| \| Avemetatarsalia (dinosauriërs, pterosauriërs, vogels en verwanten) \| \| \| \| |
|             | Crurotarsi (krokodilachtigen en verwanten) |
|             | |
|             | Avemetatarsalia (dinosauriërs, pterosauriërs, vogels en verwanten)                                                                                |
|             | |

|  | Crurotarsi (krokodilachtigen en verwanten)                         |
|  |                                                                    |
|  | Avemetatarsalia (dinosauriërs, pterosauriërs, vogels en verwanten) |
|  |                                                                    |

|             | Yonghesuchus |
|             | |
| Archosauria | \| \| Crurotarsi (krokodilachtigen en verwanten) \| \| \| \| \| \| Avemetatarsalia (dinosauriërs, pterosauriërs, vogels en verwanten) \| \| \| \| |
|             | \| \| Crurotarsi (krokodilachtigen en verwanten) \| \| \| \| \| \| Avemetatarsalia (dinosauriërs, pterosauriërs, vogels en verwanten) \| \| \| \| |
|             | Crurotarsi (krokodilachtigen en verwanten) |
|             | |
|             | Avemetatarsalia (dinosauriërs, pterosauriërs, vogels en verwanten)                                                                                |
|             | |

|  | Crurotarsi (krokodilachtigen en verwanten)                         |
|  |                                                                    |
|  | Avemetatarsalia (dinosauriërs, pterosauriërs, vogels en verwanten) |
|  |                                                                    |

|             | Yonghesuchus |
|             | |
| Archosauria | \| \| Crurotarsi (krokodilachtigen en verwanten) \| \| \| \| \| \| Avemetatarsalia (dinosauriërs, pterosauriërs, vogels en verwanten) \| \| \| \| |
|             | \| \| Crurotarsi (krokodilachtigen en verwanten) \| \| \| \| \| \| Avemetatarsalia (dinosauriërs, pterosauriërs, vogels en verwanten) \| \| \| \| |
|             | Crurotarsi (krokodilachtigen en verwanten) |
|             | |
|             | Avemetatarsalia (dinosauriërs, pterosauriërs, vogels en verwanten)                                                                                |
|             | |

|  | Crurotarsi (krokodilachtigen en verwanten)                         |
|  |                                                                    |
|  | Avemetatarsalia (dinosauriërs, pterosauriërs, vogels en verwanten) |
|  |                                                                    |

|             | Yonghesuchus |
|             | |
| Archosauria | \| \| Crurotarsi (krokodilachtigen en verwanten) \| \| \| \| \| \| Avemetatarsalia (dinosauriërs, pterosauriërs, vogels en verwanten) \| \| \| \| |
|             | \| \| Crurotarsi (krokodilachtigen en verwanten) \| \| \| \| \| \| Avemetatarsalia (dinosauriërs, pterosauriërs, vogels en verwanten) \| \| \| \| |
|             | Crurotarsi (krokodilachtigen en verwanten) |
|             | |
|             | Avemetatarsalia (dinosauriërs, pterosauriërs, vogels en verwanten)                                                                                |
|             | |

|  | Crurotarsi (krokodilachtigen en verwanten)                         |
|  |                                                                    |
|  | Avemetatarsalia (dinosauriërs, pterosauriërs, vogels en verwanten) |
|  |                                                                    |

|             | Yonghesuchus |
|             | |
| Archosauria | \| \| Crurotarsi (krokodilachtigen en verwanten) \| \| \| \| \| \| Avemetatarsalia (dinosauriërs, pterosauriërs, vogels en verwanten) \| \| \| \| |
|             | \| \| Crurotarsi (krokodilachtigen en verwanten) \| \| \| \| \| \| Avemetatarsalia (dinosauriërs, pterosauriërs, vogels en verwanten) \| \| \| \| |
|             | Crurotarsi (krokodilachtigen en verwanten) |
|             | |
|             | Avemetatarsalia (dinosauriërs, pterosauriërs, vogels en verwanten)                                                                                |
|             | |

|  | Crurotarsi (krokodilachtigen en verwanten)                         |
|  |                                                                    |
|  | Avemetatarsalia (dinosauriërs, pterosauriërs, vogels en verwanten) |
|  |                                                                    |

|             | Yonghesuchus |
|             | |
| Archosauria | \| \| Crurotarsi (krokodilachtigen en verwanten) \| \| \| \| \| \| Avemetatarsalia (dinosauriërs, pterosauriërs, vogels en verwanten) \| \| \| \| |
|             | \| \| Crurotarsi (krokodilachtigen en verwanten) \| \| \| \| \| \| Avemetatarsalia (dinosauriërs, pterosauriërs, vogels en verwanten) \| \| \| \| |
|             | Crurotarsi (krokodilachtigen en verwanten) |
|             | |
|             | Avemetatarsalia (dinosauriërs, pterosauriërs, vogels en verwanten)                                                                                |
|             | |

|  | Crurotarsi (krokodilachtigen en verwanten)                         |
|  |                                                                    |
|  | Avemetatarsalia (dinosauriërs, pterosauriërs, vogels en verwanten) |
|  |                                                                    |

|             | Yonghesuchus |
|             | |
| Archosauria | \| \| Crurotarsi (krokodilachtigen en verwanten) \| \| \| \| \| \| Avemetatarsalia (dinosauriërs, pterosauriërs, vogels en verwanten) \| \| \| \| |
|             | \| \| Crurotarsi (krokodilachtigen en verwanten) \| \| \| \| \| \| Avemetatarsalia (dinosauriërs, pterosauriërs, vogels en verwanten) \| \| \| \| |
|             | Crurotarsi (krokodilachtigen en verwanten) |
|             | |
|             | Avemetatarsalia (dinosauriërs, pterosauriërs, vogels en verwanten)                                                                                |
|             | |

|  | Crurotarsi (krokodilachtigen en verwanten)                         |
|  |                                                                    |
|  | Avemetatarsalia (dinosauriërs, pterosauriërs, vogels en verwanten) |
|  |                                                                    |

|             | Yonghesuchus |
|             | |
| Archosauria | \| \| Crurotarsi (krokodilachtigen en verwanten) \| \| \| \| \| \| Avemetatarsalia (dinosauriërs, pterosauriërs, vogels en verwanten) \| \| \| \| |
|             | \| \| Crurotarsi (krokodilachtigen en verwanten) \| \| \| \| \| \| Avemetatarsalia (dinosauriërs, pterosauriërs, vogels en verwanten) \| \| \| \| |
|             | Crurotarsi (krokodilachtigen en verwanten) |
|             | |
|             | Avemetatarsalia (dinosauriërs, pterosauriërs, vogels en verwanten)                                                                                |
|             | |

|  | Crurotarsi (krokodilachtigen en verwanten)                         |
|  |                                                                    |
|  | Avemetatarsalia (dinosauriërs, pterosauriërs, vogels en verwanten) |
|  |                                                                    |

|             | Yonghesuchus |
|             | |
| Archosauria | \| \| Crurotarsi (krokodilachtigen en verwanten) \| \| \| \| \| \| Avemetatarsalia (dinosauriërs, pterosauriërs, vogels en verwanten) \| \| \| \| |
|             | \| \| Crurotarsi (krokodilachtigen en verwanten) \| \| \| \| \| \| Avemetatarsalia (dinosauriërs, pterosauriërs, vogels en verwanten) \| \| \| \| |
|             | Crurotarsi (krokodilachtigen en verwanten) |
|             | |
|             | Avemetatarsalia (dinosauriërs, pterosauriërs, vogels en verwanten)                                                                                |
|             | |

|  | Crurotarsi (krokodilachtigen en verwanten)                         |
|  |                                                                    |
|  | Avemetatarsalia (dinosauriërs, pterosauriërs, vogels en verwanten) |
|  |                                                                    |

|             | Yonghesuchus |
|             | |
| Archosauria | \| \| Crurotarsi (krokodilachtigen en verwanten) \| \| \| \| \| \| Avemetatarsalia (dinosauriërs, pterosauriërs, vogels en verwanten) \| \| \| \| |
|             | \| \| Crurotarsi (krokodilachtigen en verwanten) \| \| \| \| \| \| Avemetatarsalia (dinosauriërs, pterosauriërs, vogels en verwanten) \| \| \| \| |
|             | Crurotarsi (krokodilachtigen en verwanten) |
|             | |
|             | Avemetatarsalia (dinosauriërs, pterosauriërs, vogels en verwanten)                                                                                |
|             | |

|  | Crurotarsi (krokodilachtigen en verwanten)                         |
|  |                                                                    |
|  | Avemetatarsalia (dinosauriërs, pterosauriërs, vogels en verwanten) |
|  |                                                                    |

|             | Yonghesuchus |
|             | |
| Archosauria | \| \| Crurotarsi (krokodilachtigen en verwanten) \| \| \| \| \| \| Avemetatarsalia (dinosauriërs, pterosauriërs, vogels en verwanten) \| \| \| \| |
|             | \| \| Crurotarsi (krokodilachtigen en verwanten) \| \| \| \| \| \| Avemetatarsalia (dinosauriërs, pterosauriërs, vogels en verwanten) \| \| \| \| |
|             | Crurotarsi (krokodilachtigen en verwanten) |
|             | |
|             | Avemetatarsalia (dinosauriërs, pterosauriërs, vogels en verwanten)                                                                                |
|             | |

|  | Crurotarsi (krokodilachtigen en verwanten)                         |
|  |                                                                    |
|  | Avemetatarsalia (dinosauriërs, pterosauriërs, vogels en verwanten) |
|  |                                                                    |

|             | Yonghesuchus |
|             | |
| Archosauria | \| \| Crurotarsi (krokodilachtigen en verwanten) \| \| \| \| \| \| Avemetatarsalia (dinosauriërs, pterosauriërs, vogels en verwanten) \| \| \| \| |
|             | \| \| Crurotarsi (krokodilachtigen en verwanten) \| \| \| \| \| \| Avemetatarsalia (dinosauriërs, pterosauriërs, vogels en verwanten) \| \| \| \| |
|             | Crurotarsi (krokodilachtigen en verwanten) |
|             | |
|             | Avemetatarsalia (dinosauriërs, pterosauriërs, vogels en verwanten)                                                                                |
|             | |

|  | Crurotarsi (krokodilachtigen en verwanten)                         |
|  |                                                                    |
|  | Avemetatarsalia (dinosauriërs, pterosauriërs, vogels en verwanten) |
|  |                                                                    |

|             | Yonghesuchus |
|             | |
| Archosauria | \| \| Crurotarsi (krokodilachtigen en verwanten) \| \| \| \| \| \| Avemetatarsalia (dinosauriërs, pterosauriërs, vogels en verwanten) \| \| \| \| |
|             | \| \| Crurotarsi (krokodilachtigen en verwanten) \| \| \| \| \| \| Avemetatarsalia (dinosauriërs, pterosauriërs, vogels en verwanten) \| \| \| \| |
|             | Crurotarsi (krokodilachtigen en verwanten) |
|             | |
|             | Avemetatarsalia (dinosauriërs, pterosauriërs, vogels en verwanten)                                                                                |
|             | |

|  | Crurotarsi (krokodilachtigen en verwanten)                         |
|  |                                                                    |
|  | Avemetatarsalia (dinosauriërs, pterosauriërs, vogels en verwanten) |
|  |                                                                    |

|             | Yonghesuchus |
|             | |
| Archosauria | \| \| Crurotarsi (krokodilachtigen en verwanten) \| \| \| \| \| \| Avemetatarsalia (dinosauriërs, pterosauriërs, vogels en verwanten) \| \| \| \| |
|             | \| \| Crurotarsi (krokodilachtigen en verwanten) \| \| \| \| \| \| Avemetatarsalia (dinosauriërs, pterosauriërs, vogels en verwanten) \| \| \| \| |
|             | Crurotarsi (krokodilachtigen en verwanten) |
|             | |
|             | Avemetatarsalia (dinosauriërs, pterosauriërs, vogels en verwanten)                                                                                |
|             | |

|  | Crurotarsi (krokodilachtigen en verwanten)                         |
|  |                                                                    |
|  | Avemetatarsalia (dinosauriërs, pterosauriërs, vogels en verwanten) |
|  |                                                                    |

|             | Yonghesuchus |
|             | |
| Archosauria | \| \| Crurotarsi (krokodilachtigen en verwanten) \| \| \| \| \| \| Avemetatarsalia (dinosauriërs, pterosauriërs, vogels en verwanten) \| \| \| \| |
|             | \| \| Crurotarsi (krokodilachtigen en verwanten) \| \| \| \| \| \| Avemetatarsalia (dinosauriërs, pterosauriërs, vogels en verwanten) \| \| \| \| |
|             | Crurotarsi (krokodilachtigen en verwanten) |
|             | |
|             | Avemetatarsalia (dinosauriërs, pterosauriërs, vogels en verwanten)                                                                                |
|             | |

|  | Crurotarsi (krokodilachtigen en verwanten)                         |
|  |                                                                    |
|  | Avemetatarsalia (dinosauriërs, pterosauriërs, vogels en verwanten) |
|  |                                                                    |

|             | Yonghesuchus |
|             | |
| Archosauria | \| \| Crurotarsi (krokodilachtigen en verwanten) \| \| \| \| \| \| Avemetatarsalia (dinosauriërs, pterosauriërs, vogels en verwanten) \| \| \| \| |
|             | \| \| Crurotarsi (krokodilachtigen en verwanten) \| \| \| \| \| \| Avemetatarsalia (dinosauriërs, pterosauriërs, vogels en verwanten) \| \| \| \| |
|             | Crurotarsi (krokodilachtigen en verwanten) |
|             | |
|             | Avemetatarsalia (dinosauriërs, pterosauriërs, vogels en verwanten)                                                                                |
|             | |

|  | Crurotarsi (krokodilachtigen en verwanten)                         |
|  |                                                                    |
|  | Avemetatarsalia (dinosauriërs, pterosauriërs, vogels en verwanten) |
|  |                                                                    |

|             | Yonghesuchus |
|             | |
| Archosauria | \| \| Crurotarsi (krokodilachtigen en verwanten) \| \| \| \| \| \| Avemetatarsalia (dinosauriërs, pterosauriërs, vogels en verwanten) \| \| \| \| |
|             | \| \| Crurotarsi (krokodilachtigen en verwanten) \| \| \| \| \| \| Avemetatarsalia (dinosauriërs, pterosauriërs, vogels en verwanten) \| \| \| \| |
|             | Crurotarsi (krokodilachtigen en verwanten) |
|             | |
|             | Avemetatarsalia (dinosauriërs, pterosauriërs, vogels en verwanten)                                                                                |
|             | |

|  | Crurotarsi (krokodilachtigen en verwanten)                         |
|  |                                                                    |
|  | Avemetatarsalia (dinosauriërs, pterosauriërs, vogels en verwanten) |
|  |                                                                    |

|             | Yonghesuchus |
|             | |
| Archosauria | \| \| Crurotarsi (krokodilachtigen en verwanten) \| \| \| \| \| \| Avemetatarsalia (dinosauriërs, pterosauriërs, vogels en verwanten) \| \| \| \| |
|             | \| \| Crurotarsi (krokodilachtigen en verwanten) \| \| \| \| \| \| Avemetatarsalia (dinosauriërs, pterosauriërs, vogels en verwanten) \| \| \| \| |
|             | Crurotarsi (krokodilachtigen en verwanten) |
|             | |
|             | Avemetatarsalia (dinosauriërs, pterosauriërs, vogels en verwanten)                                                                                |
|             | |

|  | Crurotarsi (krokodilachtigen en verwanten)                         |
|  |                                                                    |
|  | Avemetatarsalia (dinosauriërs, pterosauriërs, vogels en verwanten) |
|  |                                                                    |

|             | Yonghesuchus |
|             | |
| Archosauria | \| \| Crurotarsi (krokodilachtigen en verwanten) \| \| \| \| \| \| Avemetatarsalia (dinosauriërs, pterosauriërs, vogels en verwanten) \| \| \| \| |
|             | \| \| Crurotarsi (krokodilachtigen en verwanten) \| \| \| \| \| \| Avemetatarsalia (dinosauriërs, pterosauriërs, vogels en verwanten) \| \| \| \| |
|             | Crurotarsi (krokodilachtigen en verwanten) |
|             | |
|             | Avemetatarsalia (dinosauriërs, pterosauriërs, vogels en verwanten)                                                                                |
|             | |

|  | Crurotarsi (krokodilachtigen en verwanten)                         |
|  |                                                                    |
|  | Avemetatarsalia (dinosauriërs, pterosauriërs, vogels en verwanten) |
|  |                                                                    |

|             | Yonghesuchus |
|             | |
| Archosauria | \| \| Crurotarsi (krokodilachtigen en verwanten) \| \| \| \| \| \| Avemetatarsalia (dinosauriërs, pterosauriërs, vogels en verwanten) \| \| \| \| |
|             | \| \| Crurotarsi (krokodilachtigen en verwanten) \| \| \| \| \| \| Avemetatarsalia (dinosauriërs, pterosauriërs, vogels en verwanten) \| \| \| \| |
|             | Crurotarsi (krokodilachtigen en verwanten) |
|             | |
|             | Avemetatarsalia (dinosauriërs, pterosauriërs, vogels en verwanten)                                                                                |
|             | |

|  | Crurotarsi (krokodilachtigen en verwanten)                         |
|  |                                                                    |
|  | Avemetatarsalia (dinosauriërs, pterosauriërs, vogels en verwanten) |
|  |                                                                    |

|             | Yonghesuchus |
|             | |
| Archosauria | \| \| Crurotarsi (krokodilachtigen en verwanten) \| \| \| \| \| \| Avemetatarsalia (dinosauriërs, pterosauriërs, vogels en verwanten) \| \| \| \| |
|             | \| \| Crurotarsi (krokodilachtigen en verwanten) \| \| \| \| \| \| Avemetatarsalia (dinosauriërs, pterosauriërs, vogels en verwanten) \| \| \| \| |
|             | Crurotarsi (krokodilachtigen en verwanten) |
|             | |
|             | Avemetatarsalia (dinosauriërs, pterosauriërs, vogels en verwanten)                                                                                |
|             | |

|  | Crurotarsi (krokodilachtigen en verwanten)                         |
|  |                                                                    |
|  | Avemetatarsalia (dinosauriërs, pterosauriërs, vogels en verwanten) |
|  |                                                                    |

|             | Yonghesuchus |
|             | |
| Archosauria | \| \| Crurotarsi (krokodilachtigen en verwanten) \| \| \| \| \| \| Avemetatarsalia (dinosauriërs, pterosauriërs, vogels en verwanten) \| \| \| \| |
|             | \| \| Crurotarsi (krokodilachtigen en verwanten) \| \| \| \| \| \| Avemetatarsalia (dinosauriërs, pterosauriërs, vogels en verwanten) \| \| \| \| |
|             | Crurotarsi (krokodilachtigen en verwanten) |
|             | |
|             | Avemetatarsalia (dinosauriërs, pterosauriërs, vogels en verwanten)                                                                                |
|             | |

|  | Crurotarsi (krokodilachtigen en verwanten)                         |
|  |                                                                    |
|  | Avemetatarsalia (dinosauriërs, pterosauriërs, vogels en verwanten) |
|  |                                                                    |

|             | Yonghesuchus |
|             | |
| Archosauria | \| \| Crurotarsi (krokodilachtigen en verwanten) \| \| \| \| \| \| Avemetatarsalia (dinosauriërs, pterosauriërs, vogels en verwanten) \| \| \| \| |
|             | \| \| Crurotarsi (krokodilachtigen en verwanten) \| \| \| \| \| \| Avemetatarsalia (dinosauriërs, pterosauriërs, vogels en verwanten) \| \| \| \| |
|             | Crurotarsi (krokodilachtigen en verwanten) |
|             | |
|             | Avemetatarsalia (dinosauriërs, pterosauriërs, vogels en verwanten)                                                                                |
|             | |

|  | Crurotarsi (krokodilachtigen en verwanten)                         |
|  |                                                                    |
|  | Avemetatarsalia (dinosauriërs, pterosauriërs, vogels en verwanten) |
|  |                                                                    |

|             | Yonghesuchus |
|             | |
| Archosauria | \| \| Crurotarsi (krokodilachtigen en verwanten) \| \| \| \| \| \| Avemetatarsalia (dinosauriërs, pterosauriërs, vogels en verwanten) \| \| \| \| |
|             | \| \| Crurotarsi (krokodilachtigen en verwanten) \| \| \| \| \| \| Avemetatarsalia (dinosauriërs, pterosauriërs, vogels en verwanten) \| \| \| \| |
|             | Crurotarsi (krokodilachtigen en verwanten) |
|             | |
|             | Avemetatarsalia (dinosauriërs, pterosauriërs, vogels en verwanten)                                                                                |
|             | |

|  | Crurotarsi (krokodilachtigen en verwanten)                         |
|  |                                                                    |
|  | Avemetatarsalia (dinosauriërs, pterosauriërs, vogels en verwanten) |
|  |                                                                    |

|             | Yonghesuchus |
|             | |
| Archosauria | \| \| Crurotarsi (krokodilachtigen en verwanten) \| \| \| \| \| \| Avemetatarsalia (dinosauriërs, pterosauriërs, vogels en verwanten) \| \| \| \| |
|             | \| \| Crurotarsi (krokodilachtigen en verwanten) \| \| \| \| \| \| Avemetatarsalia (dinosauriërs, pterosauriërs, vogels en verwanten) \| \| \| \| |
|             | Crurotarsi (krokodilachtigen en verwanten) |
|             | |
|             | Avemetatarsalia (dinosauriërs, pterosauriërs, vogels en verwanten)                                                                                |
|             | |

|  | Crurotarsi (krokodilachtigen en verwanten)                         |
|  |                                                                    |
|  | Avemetatarsalia (dinosauriërs, pterosauriërs, vogels en verwanten) |
|  |                                                                    |

|             | Yonghesuchus |
|             | |
| Archosauria | \| \| Crurotarsi (krokodilachtigen en verwanten) \| \| \| \| \| \| Avemetatarsalia (dinosauriërs, pterosauriërs, vogels en verwanten) \| \| \| \| |
|             | \| \| Crurotarsi (krokodilachtigen en verwanten) \| \| \| \| \| \| Avemetatarsalia (dinosauriërs, pterosauriërs, vogels en verwanten) \| \| \| \| |
|             | Crurotarsi (krokodilachtigen en verwanten) |
|             | |
|             | Avemetatarsalia (dinosauriërs, pterosauriërs, vogels en verwanten)                                                                                |
|             | |

|  | Crurotarsi (krokodilachtigen en verwanten)                         |
|  |                                                                    |
|  | Avemetatarsalia (dinosauriërs, pterosauriërs, vogels en verwanten) |
|  |                                                                    |

|             | Yonghesuchus |
|             | |
| Archosauria | \| \| Crurotarsi (krokodilachtigen en verwanten) \| \| \| \| \| \| Avemetatarsalia (dinosauriërs, pterosauriërs, vogels en verwanten) \| \| \| \| |
|             | \| \| Crurotarsi (krokodilachtigen en verwanten) \| \| \| \| \| \| Avemetatarsalia (dinosauriërs, pterosauriërs, vogels en verwanten) \| \| \| \| |
|             | Crurotarsi (krokodilachtigen en verwanten) |
|             | |
|             | Avemetatarsalia (dinosauriërs, pterosauriërs, vogels en verwanten)                                                                                |
|             | |

|  | Crurotarsi (krokodilachtigen en verwanten)                         |
|  |                                                                    |
|  | Avemetatarsalia (dinosauriërs, pterosauriërs, vogels en verwanten) |
|  |                                                                    |

|             | Yonghesuchus |
|             | |
| Archosauria | \| \| Crurotarsi (krokodilachtigen en verwanten) \| \| \| \| \| \| Avemetatarsalia (dinosauriërs, pterosauriërs, vogels en verwanten) \| \| \| \| |
|             | \| \| Crurotarsi (krokodilachtigen en verwanten) \| \| \| \| \| \| Avemetatarsalia (dinosauriërs, pterosauriërs, vogels en verwanten) \| \| \| \| |
|             | Crurotarsi (krokodilachtigen en verwanten) |
|             | |
|             | Avemetatarsalia (dinosauriërs, pterosauriërs, vogels en verwanten)                                                                                |
|             | |

|  | Crurotarsi (krokodilachtigen en verwanten)                         |
|  |                                                                    |
|  | Avemetatarsalia (dinosauriërs, pterosauriërs, vogels en verwanten) |
|  |                                                                    |

|             | Yonghesuchus |
|             | |
| Archosauria | \| \| Crurotarsi (krokodilachtigen en verwanten) \| \| \| \| \| \| Avemetatarsalia (dinosauriërs, pterosauriërs, vogels en verwanten) \| \| \| \| |
|             | \| \| Crurotarsi (krokodilachtigen en verwanten) \| \| \| \| \| \| Avemetatarsalia (dinosauriërs, pterosauriërs, vogels en verwanten) \| \| \| \| |
|             | Crurotarsi (krokodilachtigen en verwanten) |
|             | |
|             | Avemetatarsalia (dinosauriërs, pterosauriërs, vogels en verwanten)                                                                                |
|             | |

|  | Crurotarsi (krokodilachtigen en verwanten)                         |
|  |                                                                    |
|  | Avemetatarsalia (dinosauriërs, pterosauriërs, vogels en verwanten) |
|  |                                                                    |

|             | Yonghesuchus |
|             | |
| Archosauria | \| \| Crurotarsi (krokodilachtigen en verwanten) \| \| \| \| \| \| Avemetatarsalia (dinosauriërs, pterosauriërs, vogels en verwanten) \| \| \| \| |
|             | \| \| Crurotarsi (krokodilachtigen en verwanten) \| \| \| \| \| \| Avemetatarsalia (dinosauriërs, pterosauriërs, vogels en verwanten) \| \| \| \| |
|             | Crurotarsi (krokodilachtigen en verwanten) |
|             | |
|             | Avemetatarsalia (dinosauriërs, pterosauriërs, vogels en verwanten)                                                                                |
|             | |

|  | Crurotarsi (krokodilachtigen en verwanten)                         |
|  |                                                                    |
|  | Avemetatarsalia (dinosauriërs, pterosauriërs, vogels en verwanten) |
|  |                                                                    |

|             | Yonghesuchus |
|             | |
| Archosauria | \| \| Crurotarsi (krokodilachtigen en verwanten) \| \| \| \| \| \| Avemetatarsalia (dinosauriërs, pterosauriërs, vogels en verwanten) \| \| \| \| |
|             | \| \| Crurotarsi (krokodilachtigen en verwanten) \| \| \| \| \| \| Avemetatarsalia (dinosauriërs, pterosauriërs, vogels en verwanten) \| \| \| \| |
|             | Crurotarsi (krokodilachtigen en verwanten) |
|             | |
|             | Avemetatarsalia (dinosauriërs, pterosauriërs, vogels en verwanten)                                                                                |
|             | |

|  | Crurotarsi (krokodilachtigen en verwanten)                         |
|  |                                                                    |
|  | Avemetatarsalia (dinosauriërs, pterosauriërs, vogels en verwanten) |
|  |                                                                    |

|             | Yonghesuchus |
|             | |
| Archosauria | \| \| Crurotarsi (krokodilachtigen en verwanten) \| \| \| \| \| \| Avemetatarsalia (dinosauriërs, pterosauriërs, vogels en verwanten) \| \| \| \| |
|             | \| \| Crurotarsi (krokodilachtigen en verwanten) \| \| \| \| \| \| Avemetatarsalia (dinosauriërs, pterosauriërs, vogels en verwanten) \| \| \| \| |
|             | Crurotarsi (krokodilachtigen en verwanten) |
|             | |
|             | Avemetatarsalia (dinosauriërs, pterosauriërs, vogels en verwanten)                                                                                |
|             | |

|  | Crurotarsi (krokodilachtigen en verwanten)                         |
|  |                                                                    |
|  | Avemetatarsalia (dinosauriërs, pterosauriërs, vogels en verwanten) |
|  |                                                                    |

|             | Yonghesuchus |
|             | |
| Archosauria | \| \| Crurotarsi (krokodilachtigen en verwanten) \| \| \| \| \| \| Avemetatarsalia (dinosauriërs, pterosauriërs, vogels en verwanten) \| \| \| \| |
|             | \| \| Crurotarsi (krokodilachtigen en verwanten) \| \| \| \| \| \| Avemetatarsalia (dinosauriërs, pterosauriërs, vogels en verwanten) \| \| \| \| |
|             | Crurotarsi (krokodilachtigen en verwanten) |
|             | |
|             | Avemetatarsalia (dinosauriërs, pterosauriërs, vogels en verwanten)                                                                                |
|             | |

|  | Crurotarsi (krokodilachtigen en verwanten)                         |
|  |                                                                    |
|  | Avemetatarsalia (dinosauriërs, pterosauriërs, vogels en verwanten) |
|  |                                                                    |

|             | Yonghesuchus |
|             | |
| Archosauria | \| \| Crurotarsi (krokodilachtigen en verwanten) \| \| \| \| \| \| Avemetatarsalia (dinosauriërs, pterosauriërs, vogels en verwanten) \| \| \| \| |
|             | \| \| Crurotarsi (krokodilachtigen en verwanten) \| \| \| \| \| \| Avemetatarsalia (dinosauriërs, pterosauriërs, vogels en verwanten) \| \| \| \| |
|             | Crurotarsi (krokodilachtigen en verwanten) |
|             | |
|             | Avemetatarsalia (dinosauriërs, pterosauriërs, vogels en verwanten)                                                                                |
|             | |

|  | Crurotarsi (krokodilachtigen en verwanten)                         |
|  |                                                                    |
|  | Avemetatarsalia (dinosauriërs, pterosauriërs, vogels en verwanten) |
|  |                                                                    |

|             | Yonghesuchus |
|             | |
| Archosauria | \| \| Crurotarsi (krokodilachtigen en verwanten) \| \| \| \| \| \| Avemetatarsalia (dinosauriërs, pterosauriërs, vogels en verwanten) \| \| \| \| |
|             | \| \| Crurotarsi (krokodilachtigen en verwanten) \| \| \| \| \| \| Avemetatarsalia (dinosauriërs, pterosauriërs, vogels en verwanten) \| \| \| \| |
|             | Crurotarsi (krokodilachtigen en verwanten) |
|             | |
|             | Avemetatarsalia (dinosauriërs, pterosauriërs, vogels en verwanten)                                                                                |
|             | |

|  | Crurotarsi (krokodilachtigen en verwanten)                         |
|  |                                                                    |
|  | Avemetatarsalia (dinosauriërs, pterosauriërs, vogels en verwanten) |
|  |                                                                    |

|             | Yonghesuchus |
|             | |
| Archosauria | \| \| Crurotarsi (krokodilachtigen en verwanten) \| \| \| \| \| \| Avemetatarsalia (dinosauriërs, pterosauriërs, vogels en verwanten) \| \| \| \| |
|             | \| \| Crurotarsi (krokodilachtigen en verwanten) \| \| \| \| \| \| Avemetatarsalia (dinosauriërs, pterosauriërs, vogels en verwanten) \| \| \| \| |
|             | Crurotarsi (krokodilachtigen en verwanten) |
|             | |
|             | Avemetatarsalia (dinosauriërs, pterosauriërs, vogels en verwanten)                                                                                |
|             | |

|  | Crurotarsi (krokodilachtigen en verwanten)                         |
|  |                                                                    |
|  | Avemetatarsalia (dinosauriërs, pterosauriërs, vogels en verwanten) |
|  |                                                                    |

|             | Yonghesuchus |
|             | |
| Archosauria | \| \| Crurotarsi (krokodilachtigen en verwanten) \| \| \| \| \| \| Avemetatarsalia (dinosauriërs, pterosauriërs, vogels en verwanten) \| \| \| \| |
|             | \| \| Crurotarsi (krokodilachtigen en verwanten) \| \| \| \| \| \| Avemetatarsalia (dinosauriërs, pterosauriërs, vogels en verwanten) \| \| \| \| |
|             | Crurotarsi (krokodilachtigen en verwanten) |
|             | |
|             | Avemetatarsalia (dinosauriërs, pterosauriërs, vogels en verwanten)                                                                                |
|             | |

|  | Crurotarsi (krokodilachtigen en verwanten)                         |
|  |                                                                    |
|  | Avemetatarsalia (dinosauriërs, pterosauriërs, vogels en verwanten) |
|  |                                                                    |

|             | Yonghesuchus |
|             | |
| Archosauria | \| \| Crurotarsi (krokodilachtigen en verwanten) \| \| \| \| \| \| Avemetatarsalia (dinosauriërs, pterosauriërs, vogels en verwanten) \| \| \| \| |
|             | \| \| Crurotarsi (krokodilachtigen en verwanten) \| \| \| \| \| \| Avemetatarsalia (dinosauriërs, pterosauriërs, vogels en verwanten) \| \| \| \| |
|             | Crurotarsi (krokodilachtigen en verwanten) |
|             | |
|             | Avemetatarsalia (dinosauriërs, pterosauriërs, vogels en verwanten)                                                                                |
|             | |

|  | Crurotarsi (krokodilachtigen en verwanten)                         |
|  |                                                                    |
|  | Avemetatarsalia (dinosauriërs, pterosauriërs, vogels en verwanten) |
|  |                                                                    |

|             | Yonghesuchus |
|             | |
| Archosauria | \| \| Crurotarsi (krokodilachtigen en verwanten) \| \| \| \| \| \| Avemetatarsalia (dinosauriërs, pterosauriërs, vogels en verwanten) \| \| \| \| |
|             | \| \| Crurotarsi (krokodilachtigen en verwanten) \| \| \| \| \| \| Avemetatarsalia (dinosauriërs, pterosauriërs, vogels en verwanten) \| \| \| \| |
|             | Crurotarsi (krokodilachtigen en verwanten) |
|             | |
|             | Avemetatarsalia (dinosauriërs, pterosauriërs, vogels en verwanten)                                                                                |
|             | |

|  | Crurotarsi (krokodilachtigen en verwanten)                         |
|  |                                                                    |
|  | Avemetatarsalia (dinosauriërs, pterosauriërs, vogels en verwanten) |
|  |                                                                    |

Waar de orde der Choristodera ook geplaatst moet worden, het waren in ieder geval leden van de onderklasse der Diapsida binnen de klasse der Reptilia. Er is zeer weinig over de orde der Choristodera bekend, dus ook over hun oorsprong. Er zullen meer fossielen gevonden moeten worden om meer over de classificatie en oorsprong te weten te komen van de orde der Choristodera.